# Alliance (réseau)
Vous lisez un « bon article » labellisé en 2021.
Pour les articles homonymes, voir Alliance.
Alliance est un réseau de renseignement de la résistance intérieure française pendant la Seconde Guerre mondiale. Fondé par Georges Loustaunau-Lacau, officier proche de l'extrême-droite, il est composé principalement d'officiers (en grande partie de l'Armée de l'air), mais également de cadres de l'administration, et recrute dans les milieux politiques de droite. Créé au sein du régime de Vichy, il se rattache en premier lieu à l'Intelligence Service, puis aux services giraudistes après le débarquement en Afrique du Nord. Il est finalement rattaché aux services du Comité français de libération nationale, lors de la fusion de l'ensemble des services de renseignements français libres.
Son fondateur étant rapidement empêché d'exercer son commandement, c'est Marie-Madeleine Méric, alors son second, qui en prend la tête, de juillet 1941 jusqu'en juillet 1943, date à laquelle elle part pour Londres. Son adjoint, Léon Faye  devient le chef opérationnel à partir de ce moment jusqu'à son arrestation en septembre 1943 ; leur successeur, Paul Bernard, est pris en mars 1944. Méric reprend la tête du réseau depuis Londres, répartissant l'opérationnel entre le nord (Jean Roger), le sud-ouest (Henri Battu) et le sud-est (Helen des Isnards) — et laissant à Georges Lamarque le commandement du sous-réseau Druides. Après juillet 1944, le réseau, à nouveau sous l'autorité globale de Méric revenue en France, travaille à la libération de la France au sein des forces alliées.
Réseau couvrant l'ensemble du territoire métropolitain français durant la quasi-totalité de la guerre, Alliance compte jusqu'à 1 000 membres permanents, revendiquant à la fin de la guerre plus de 2 400 recrutements, dont 431 personnes qui perdront la vie durant la guerre. C'est le plus grand réseau dépendant de l'Intelligence Service sur le territoire français ; c'est également le plus grand réseau commandé par une femme durant cette période, et plus du quart de ses membres sont également des femmes. Par leurs noms de code, inspirés pour la majeure partie de noms d'animaux, ses agents sont surnommés par les services allemands « l'Arche de Noé ».
Les autorités allemandes d'occupation confient la lutte contre le réseau et ses agents aux services de contre-espionnage de l'Abwehr (Abwehr IIIF) de Lille — les premières arrestations de membres du réseau s'effectuant dans le Nord — puis de Dijon. Trois procès, se déroulant devant la Cour martiale du IIIe Reich, sont organisés pour juger les membres principaux du réseau qui ont été arrêtés ; tous sont condamnés à mort ou mourront en déportation. L'ordre de faire disparaître entièrement le réseau entraîne l'exécution des condamnés, ainsi que le massacre, dans les derniers mois de la guerre, de la quasi-totalité des prisonniers arrêtés ou condamnés en tant que membres de l'Alliance, dont une centaine au camp de concentration de Natzweiler-Struthof.

## Historique

### Préludes
En 1936, Georges Loustaunau-Lacau, officier de la promotion Montmirail de Saint-Cyr, héros de la Première Guerre mondiale et major de l'École supérieure de guerre est l'instigateur des réseaux « Corvignolles », service de renseignement militaire anticommuniste. Il a été également membre du cabinet Pétain au ministère de la Guerre, remplaçant le colonel de Gaulle comme « officier de plume » du ministre. Cherchant à obtenir l'union des mouvements de droite nationaliste et d'extrême-droite contre le Front populaire, il crée l'Union militaire française (UMR), et anime un groupement anticommuniste, anti-allemand et antisémite, « La Spirale », sous le pseudonyme de « Navarre ». Ce groupement publie deux périodiques, l'un anticommuniste et l'autre anti-allemand, qui sont finalement rassemblés dans L’Ordre national. Il confie le secrétariat général du groupe de publications à Marie-Madeleine Méric, journaliste alors à Radio Cité, et son adjointe directe pour ce qui est du renseignement et de l'activité clandestine de « La Spirale ». En 1938 et 1939, grâce au travail de Berthold Jacob, qui enquête sur le sujet depuis 1933, L’Ordre national publie les ordres de bataille de l'armée d'Hitler, ce qui valut à l'équipe de Loustaunau-Lacau un succès d'estime (ou une certaine jalousie) auprès des services officiels.

### La Croisade

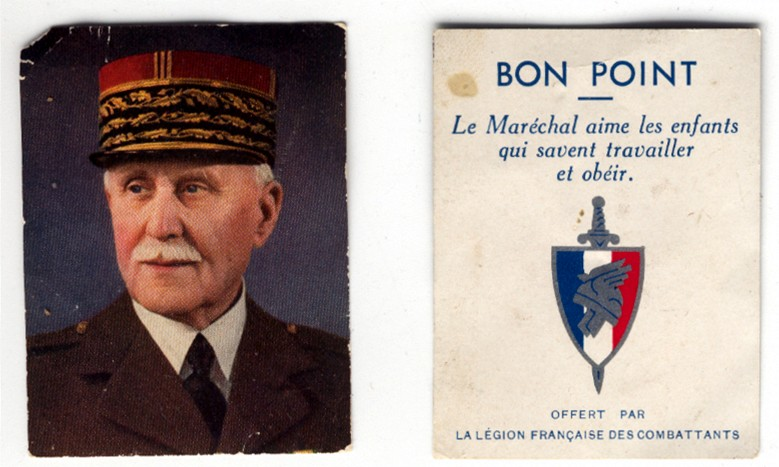
Bon point à l'effigie du Maréchal Pétain distribué par la Légion française des combattants (1940-1944).

L’Ordre national est « sabordé » par Marie-Madeleine Méric après la mobilisation de Loustaunau-Lacau (à la tête du 123e régiment d'infanterie) et du rédacteur en chef. Loustaunau-Lacau quant à lui, accuse le commandement de trahison lorsqu'il voit de ses yeux l'impréparation des troupes au front. Il est incarcéré à la forteresse de Mutzig pour son insubordination et évite d'être fusillé pour sa mutinerie. Le 10 mai 1940, il est libéré, et repart presque aussitôt au front, en donnant l'ordre à Méric et à d'autres collaborateurs de le retrouver plus tard dans le sud, à l'abri de l'avancée allemande pense-t-il. Loustaunau-Lacau est grièvement blessé et fait prisonnier au lazaret de Châlons-sur-Marne ; ses amis et leurs contacts d'Oloron-Sainte-Marie évaluent la possibilité de renseigner les Britanniques des concentrations de troupes ennemies. Après son évasion, Loustaunau-Lacau les rejoint fin août. Devant les propositions de rejoindre Londres, il préfère Vichy pour mettre en place le réseau : « Il va falloir nous débrouiller entre nous et montrer de quoi nous sommes capables pour que le secours vienne de l'extérieur. » Son but est d'aller directement à la source pour se renseigner et prendre des contacts extérieurs pour agir. Ce premier groupe reçoit le nom de « Croisade ».
Loustaunau-Lacau propose aux autorités de Vichy la création d'un centre d'accueil pour les démobilisés, les évadés et autres réfugiés ou anciens combattants. Il loue l'hôtel des Sports ; son projet étant accepté par Pétain, il met en place son équipe. Dans le même temps et à sa demande, il est nommé délégué général de la Légion française des combattants, dans laquelle il espère trouver les meilleurs éléments pour ses projets. Il compte également grâce à cette fonction pouvoir atteindre sans souci la zone occupée, dans laquelle il n'a pour le moment aucun contact, et demande à Marie-Madeleine Méric de mettre au point le futur réseau, lui devant rester insoupçonnable par prudence. Même si Méric n'est pas très enthousiaste de lui servir de chef d'état-major clandestin, elle accepte par défaut, Loustaunau-Lacau ayant confiance en elle pour cette tâche,.

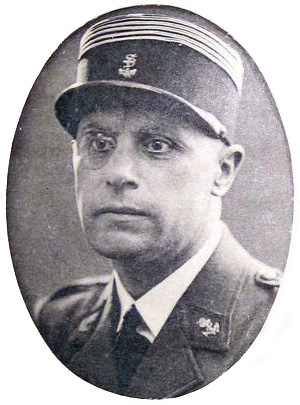
Colonel Groussard, chef du Centre d'informations et d'études.

L'hôtel accueille les réfugiés pendant la journée et permet l'organisation de rencontres clandestines pendant la nuit, par le biais de ses chambres inoccupées. Parmi les personnalités qui viennent y établir des contacts se retrouvent le capitaine Brouillard, le colonel Groussard, Pierre Fourcaud (envoyé par de Gaulle), Jacques Doriot, Charles Maurras, Eugène Deloncle. Le gendre d'Albert Sarraut, Jean Roger, fait également partie des premières rencontres de la « Croisade ». Ces échanges sont facilités par la nécessité pour l'armée française de recréer de toutes pièces ses services de renseignements, les archives du 2e bureau ayant été capturées durant la débâcle. Loustaunau-Lacau fait le bilan de ces premiers contacts : deux filières pour  transmettre les renseignements aux Britanniques s'offrent au réseau. La première est représentée par Fourcaud (« Foudroyant »), dont il assure le retour sur Londres via la complicité du colonel Baril, du SR-Armée. L'autre est représentée par Pierre Dupuy, diplomate canadien envoyé pour tâter le terrain vichyssois. Il envoie également à Londres comme ambassadeur personnel Jacques Bridou, le frère de Marie-Madeleine, bilingue et récemment marié à une Anglaise. Le but de Loustaunau-Lacau, en établissant ces contacts avec Londres, est double : tout d'abord informer les Britanniques de la création du réseau, et en même temps assurer de Gaulle de sa coopération pour la poursuite des combats. Il pense nécessaire d'établir un commandement clandestin en France, pour prendre les décisions sur le terrain ; de plus, il compte informer directement les services britanniques, tout en souhaitant recevoir ses moyens d'actions via les services gaullistes. Un manifeste, intitulé « La Croisade », est confié à Fourcaud et Dupuy (ou simplement à Dupuy) pour qu'il soit diffusé par tracts jetés d'avion. Les premiers renseignements à passer sont confiés à Fourcaud, avec notamment toutes les précisions concernant les camps d'aviation allemands près de la ligne de démarcation.

### La Patrouille

#### Recrutement

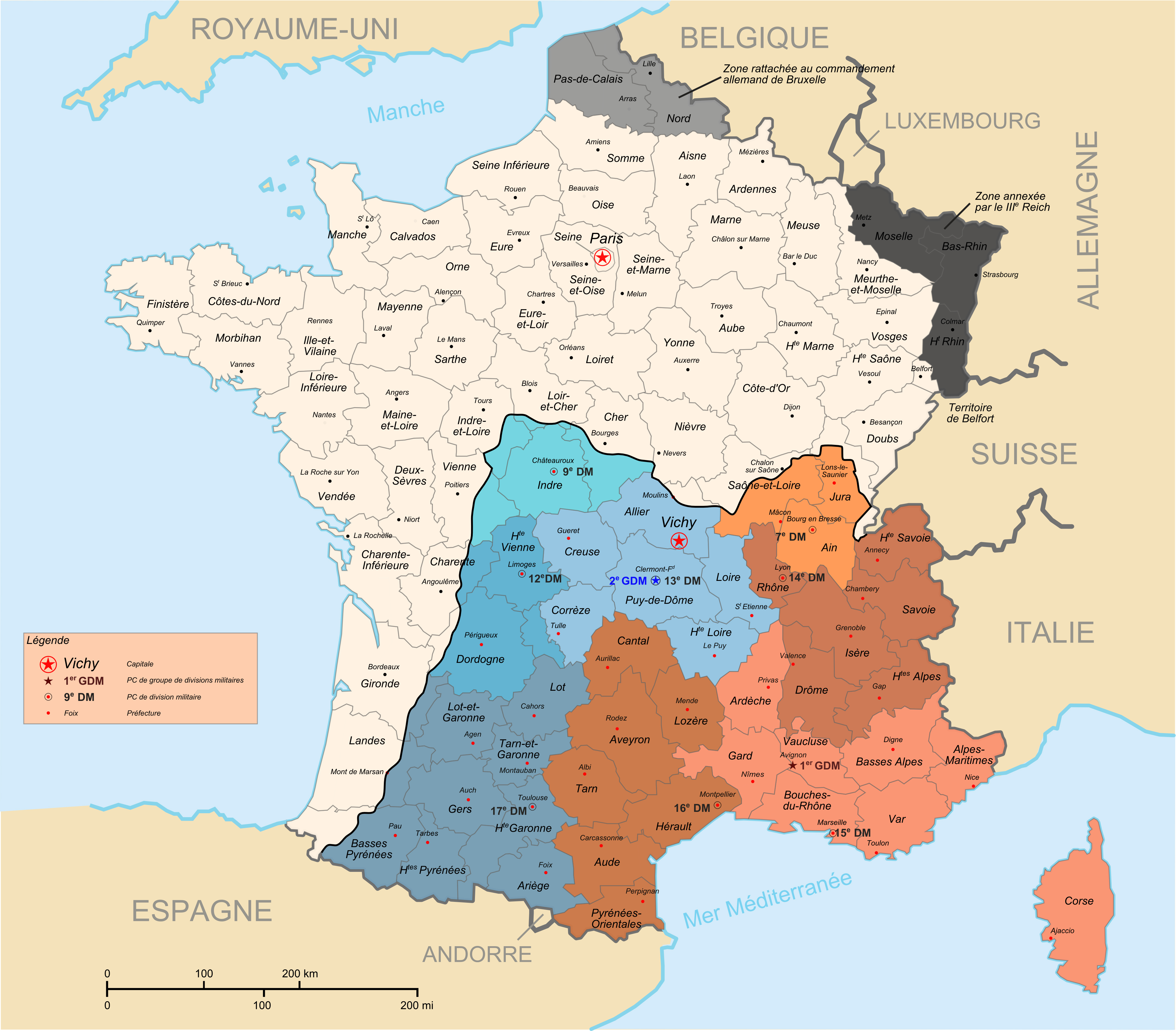
Organisation de l'armée d'armistice en zone libre.

Durant ces contacts et à partir de leurs moyens personnels, Marie-Madeleine Méric prépare le terrain : quadrillage de la zone non-occupée en secteurs pour acheminer le courrier et observer les Allemands, préparation des filières de passage de la ligne de démarcation et d'évasion vers l'Espagne, orientation des nouveaux arrivants. Parmi ceux-ci, elle recrute trois aviateurs baptisés « Patrouille Bleu-Blanc-Rouge », dont le chef est Maurice Coustenoble (alias « Bleu »). Déjà très actifs sur le terrain pour prendre contact avec leurs camarades de l'armée, ils aident Méric à mettre sur pied les nouveaux secteurs et rechercher des agents de liaison et des opérateurs-radio, en prévision de la livraison de postes-radio. Le général Pierre Baston, chargé officiellement par Pétain de superviser les activités du « centre d'accueil », anime d'apparentes soirées afin de prévenir la méfiance des autorités ; il s'arrange pour que les agents sédentaires du PC travaillent à des statistiques pour le cabinet du Maréchal, leur donnant ainsi une occupation d'apparence légale. Tout en déchargeant Méric de toutes les tâches en relation avec leur couverture, il l'informe également de la réputation plus que douteuse de « Rouge ».

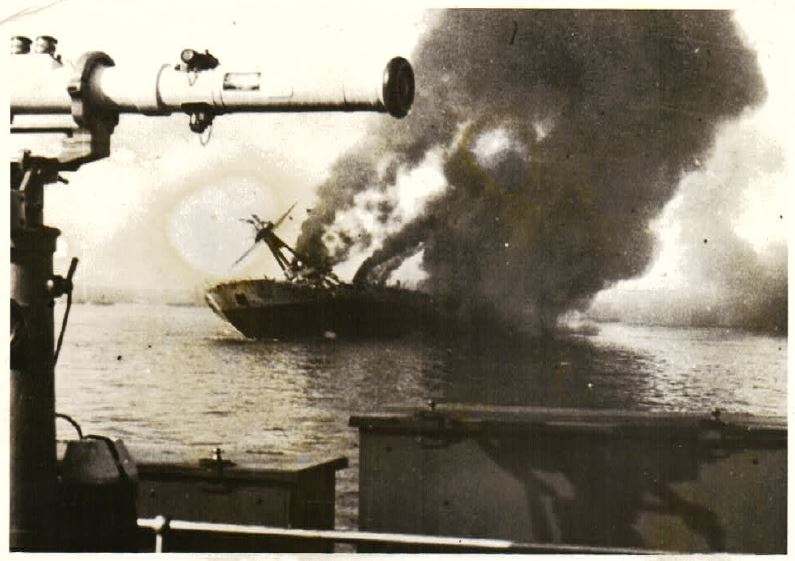
Mers-el-Kébir : le cuirassé Bretagne en train de couler (75 % de son équipage est tué).

Méric prend contact, par Henri Schaerrer, avec des marins marseillais (Jean Boutron, officier sur le Bretagne coulé à Mers el-Kébir, et ancien supérieur de Schaerrer dans la marine marchande, Gabriel Rivière et Émile Audoly, lieutenants de vaisseau). Schaerrer est chargé de la « patrouille » de Marseille, que Méric va inspecter : elle y découvre l'« Amicale des marins de France », fondée par Boutron dans le but de dissimuler une action contre les Allemands. Marseille est une ville favorable à l'action clandestine : la vieille ville accueille dans ses ruelles toutes sortes d'activités discrètes, et la police y est réputée pour son anglophilie et son anti-nazisme relatif. Elle profite d'un passage à Monaco pour recruter Charles Bernis, as du renseignement et vieil ami de Loustaunau-Lacau. Bernis pense que Pétain essaye de jouer un double-jeu, et n'a pas l'air particulièrement ravi d'être sous les ordres d'une femme, mais il accepte de rentrer dans le réseau et commence par inculquer les notions du renseignement à ces néophytes. Il insiste particulièrement sur le fait que la France sera bombardée par les troupes alliées et que leur travail sera de donner les renseignements les plus précis possibles, afin de préserver la population civile. Au niveau technique, il préconise l'utilisation par les agents de cartes renseignées, ainsi que la transcription des informations reçues en évitant toute interprétation. La centrale-renseignement installe son PC à Pau (dirigé par Bernis), à la fois près de la frontière espagnole pour faciliter le passage du courrier et de la ligne de démarcation pour le contact avec la zone occupée.
Fin 1940, l'organisation compte plus de 50 membres. Dès l'entrevue de Montoire, Loustaunau-Lacau avait prévu que le temps viendrait où leur couverture ne serait plus suffisante, et où il faudrait passer dans la clandestinité. C'est lorsque le colonel Groussard et les groupes de protection arrêtent Pierre Laval, chef du gouvernement, qu'il juge le moment venu : le centre d'accueil est fermé, l'hôtel des Sports abandonné pour un étage de l'hôtel du Grand-Condé, que Baston a loué pour transférer son bureau des statistiques. Loustaunau-Lacau est toujours également fiché par les Allemands comme prisonnier de guerre évadé, mais compte sur ses nouvelles fonctions à la Légion pour voyager sans encombre à Paris. Les ausweis récupérés auprès d'un entrepreneur collaborationniste sont d'ailleurs sujets à caution : Méric est contrôlée dès son premier passage de la ligne ; arrivée à l'ancien siège de L'Ordre national, elle apprend que les Allemands l'ont fouillé dès leur arrivée à Paris, recherchant sans succès Berthold Jacob. Elle décide d'y installer ses quartiers, s'assurant via un ami, Pierre Dayné, agent de la « Secrète », que ce lieu n'attirera pas trop la suspicion.

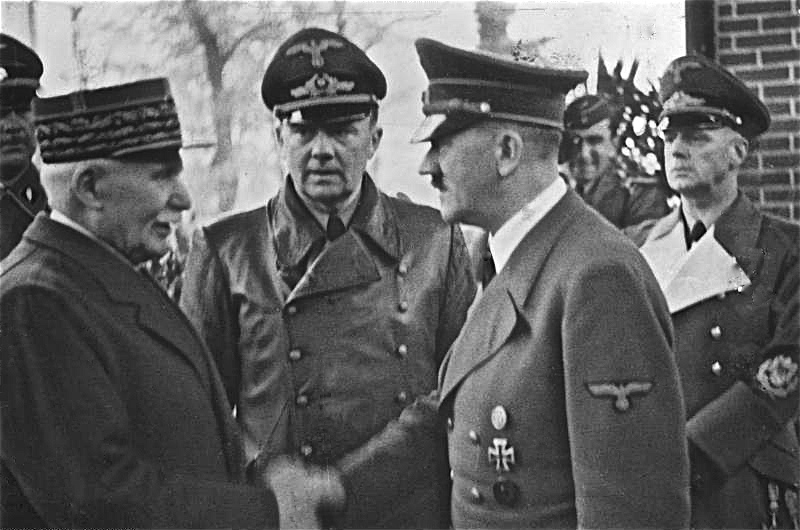
Entrevue de Montoire entre Adolf Hitler et Philippe Pétain pour mettre en place la collaboration.

Loustaunau-Lacau n'obtient pas le droit d'installer la Légion en zone occupée et rentre à Vichy, dégoûté des milieux collaborationnistes parisiens. Il s'aperçoit que Méric intéresse déjà les services allemands et lui recommande la prudence ; elle rentre peu après à Vichy. Pendant ce temps, Boutron fait le contact entre Loustaunau-Lacau et le capitaine de vaisseau Pierre Barjot, du service de renseignement de la marine : celui-ci leur livre notamment la liste et le tonnage des U-Boot opérant en Méditerranée. Autre recrue de choix via Baston, Léon Faye, commandant d'aviation, apprend à Loustaunau-Lacau qu'un complot pour faire entrer en dissidence l'armée d'Afrique couve déjà à Alger. Loustaunau-Lacau et lui posent rapidement les bases du déclenchement de cette opération.
Méric rencontre Armand Bonnet, contact de Schaerrer, ainsi que son adjoint Jean Tœuf, et les nomme à la tête de la patrouille de Paris. À eux la charge de recruter un agent fixe pour Paris, un pour la Bretagne et un pour le Nord. Le colonel Baril, qui a camouflé le SR-Armée en Bureau des menées antinationales, peut repêcher les agents du réseau en cas de capture par la police française. Mais le manque de moyens, et surtout celui de postes-émetteurs, commence à se faire sentir.
Le retour en France de Fourcaud n'allège guère les soucis de l'état-major. Le tract de Loustaunau-Lacau, transmis par Dupuy, est trop direct pour de Gaulle : Fourcaud a l'interdiction d'aider un réseau qui refuse d'être sous le commandement du chef de la France Libre. Par contre, la réponse des Britanniques est positive : ils sont d'accord pour adopter le point de vue du réseau, à condition de rencontrer Loustaunau-Lacau. En plus de ce baume au cœur, Fourcaud, malgré l'interdiction, livre 500 000 francs au réseau : la moitié des moyens qui lui ont été attribués. À la lune suivante, le 14 mars 1941, c'est Jacques Bridou qui est de retour en France, et qui confirme le compte-rendu de Fourcaud, jugeant que le travail direct avec les Britanniques est plus raisonnable. Un envoyé du War Office est prêt à rencontrer le chef du réseau à Lisbonne, aux alentours du 14 avril : l’Intelligence Service (IS), elle aussi, a perdu ses réseaux et ses contacts à la suite du rembarquement de Dunkerque.
Entre-temps, les premiers soupçons à l'intérieur du réseau sont découverts. Un agent récemment recruté, ex-2e Bureau, estime que son recruteur est un traître. Celui-ci, incriminé, accuse à son tour « Rouge » d'être en contact avec Hugo Geissler, chef de la délégation de la police allemande à Vichy. L'éclaircissement vient rapidement : Coustenoble, signalé à la police par son ancien camarade, est obligé de se déguiser en femme pour se cacher. Cette succession de mauvais présages entraîne Méric à partir sur Pau rejoindre Loustaunau-Lacau, en emmenant Schaerrer et Coustenoble ; elle évacue également l'hôtel du Grand-Condé.
La pension « Welcome », où s'est installé Bernis, est le point de chute de tous les agents à Pau, comme l'hôtel des Sports puis l'hôtel du Grand-Condé l'ont été à Vichy. Méric s'en inquiète, en constatant que l'action clandestine a justement du mal à l'être. Bien que la pension soit protégée par Henri Saüt, chef local de la Légion, Bernis trouve que ses agents sont extrêmement imprudents, au point pour certains de transmettre des renseignements en clair par carte interzone. Ici aussi, le problème de transmettre les renseignements aux Anglais se fait sentir, surtout que les cartes topographiques sont de mieux en mieux renseignées. Les derniers messages du secteur de Paris parlent également d'un groupe de Russes blancs, qui souhaitent prévenir les Britanniques du prochain envahissement de l'URSS par Hitler, renseignement transmis malgré le doute exprimé par Méric. La recherche d'un terrain d'atterrissage et d'un autre de parachutage est confiée à Méric par Loustaunau-Lacau, avant qu'il ne parte pour le Portugal.

#### Réseau britannique
Loustaunau-Lacau embarque pour Lisbonne, où il rencontre Kenneth Cohen, du MI6, ; il a pu, grâce à ses anciennes connaissances de l'école de guerre, arriver sans encombre au rendez-vous. Leur entretien dure trois jours, aux alentours du 14 avril. Si « Crane » (nom de code de Cohen) souhaite que le réseau s'occupe avant tout de renseignements, Loustaunau-Lacau obtient que les services britanniques avancent les sommes nécessaires au développement du réseau, tout en expliquant que son but est de favoriser le passage à l'action directe le moment venu. L'argent ainsi prêté serait remboursé par le gouvernement français à la fin de la guerre. Loustaunau-Lacau explique également qu'il continuera à aider les envoyés de De Gaulle et qu'il le tiendra au courant des activités du réseau, par l'intermédiaire de Fourcaud. Crane accepte ces requêtes, à condition que les Britanniques soient toujours les premiers informés des renseignements obtenus. En mai, le réseau compte une centaine d'agents.

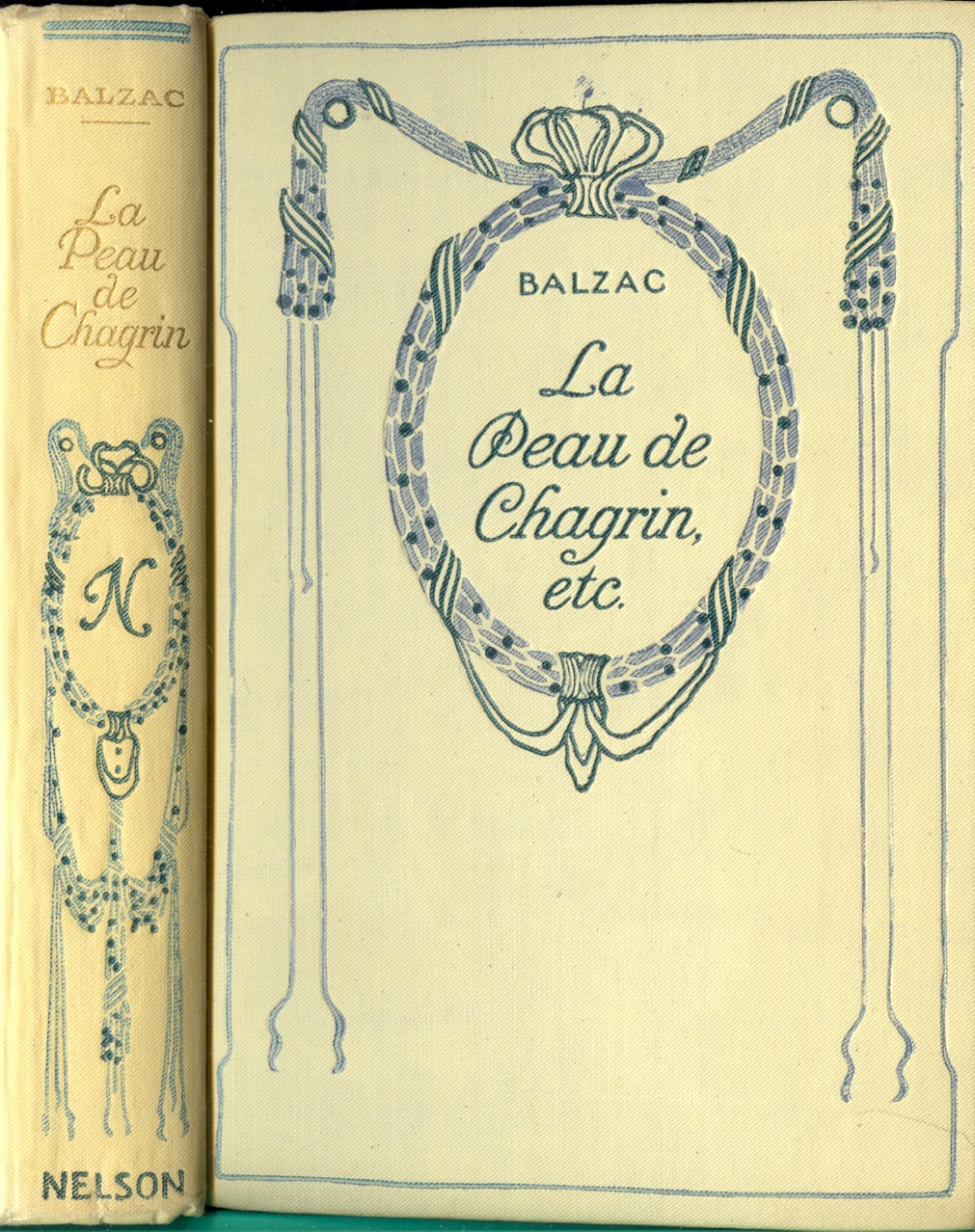
Ouvrage de la collection Nelson.

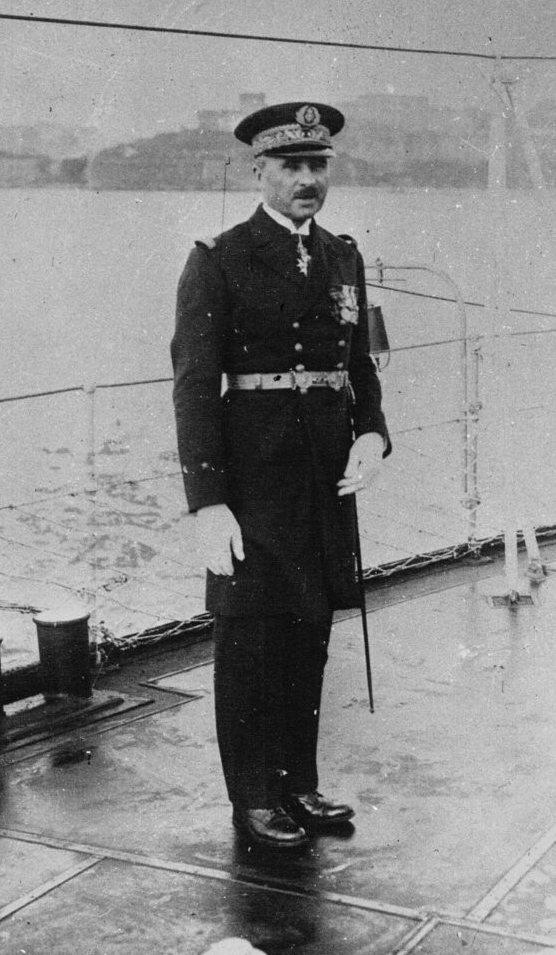
L'amiral de Laborde en 1937.

Loustaunau-Lacau ramène dans ses valises les questionnaires pour les patrouilleurs, ainsi qu'un nouveau système de codage : des romans de la collection Nelson. Chaque livre ayant un indicatif, et chaque patrouille ayant son livre, le numéro clef est composé du numéro de page, du paragraphe et du nombre de mots choisis. Une nouvelle désignation des agents est également mise en place, afin de permettre à l'IS de juger rapidement de la valeur de la source émettant le renseignement. Loustaunau-Lacau ne donne aux Anglais aucun renseignement sur les personnes qui composent le réseau, par crainte de retombées en cas d'envahissement de l'Angleterre. Les Anglais fournissent à Loustaunau-Lacau un poste-émetteur, permettant enfin la transmission rapide des informations, ainsi que cinq millions de francs. Le poste est installé dans le nouveau quartier-général, à la villa Etchebaster, à Pau. Pendant ce temps, Marie-Madeleine Méric organise son état-major : Coustenoble devient son adjoint, et Schaerrer doit prendre la tête de toutes les patrouilles de zone occupée. Tous trois passent à Paris pour distribuer les nouveaux questionnaires établis par l'IS, et établir les budgets de chacun ; celui de Bonnet est évalué prudemment, ce dernier s'affichant avec un certain luxe. Une nouvelle patrouille (« Turenne ») basée à Paris est chargée de la zone interdite du Nord. Méric pressent les inconvénients créés par la lenteur des transmissions : impatience, tentative de recrutement en masse, compromission, etc. La confirmation des préparatifs allemands pour l'opération Barbarossa rassérène ceux chargés du recrutement, qui espèrent bientôt pouvoir rallier les communistes à leur cause. Méric tente d'aborder l'amiral de Laborde, via le frère de celui-ci, mais l'anglophobie du chef des Forces de haute mer lui fait repousser cette approche.

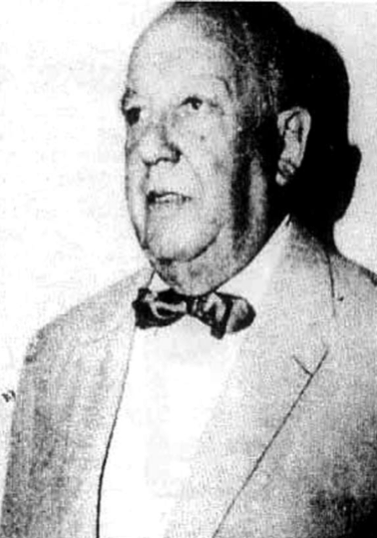
André Achiary, responsable de la Surveillance du territoire dans le département d'Alger.

Loustaunau-Lacau, en accord avec Fourcaud et Faye, protégé par ses amis du bureau des menées antinationales et avec la bénédiction de Churchill, a entre temps embarqué pour Alger, afin de déclencher la dissidence de l'armée d'Afrique ; il y débarque le 22 mai au matin, et se lance aussitôt avec Faye dans la mise en place du complot. Mais ils sont tous arrêtés dans la journée, et le complot démasqué. Loustaunau-Lacau s'évade grâce au commissaire Achiary de la Surveillance du territoire,et rejoint la métropole le 25 mai ; les autres prisonniers sont remis en liberté sur parole. Pour peu de temps : le délégué général en Afrique Maxime Weygand, conscient de l'importance de l'affaire, transmet à Vichy ; le nouveau chef du gouvernement François Darlan fait transférer Faye et André Beaufre (du cabinet de Weygand lui-même) à la prison de Clermont-Ferrand. Baston est arrêté et emprisonné à Vals-les-Bains ; Groussard y est conduit le même jour.

#### Changements d'affectation
Dès que Marie-Madeleine Méric est informée du désastre, elle se rend à Pau pour s'assurer des retombées. Baston lui promet de sauvegarder la patrouille de Vichy (menée par l'avocat Jean Labrit), et Bernis retourne à Monaco en attendant qu'elle reprenne le réseau en main ; tous deux doutent de ce que Méric pourra faire seule. Celle-ci donne le commandement de la région Méditerranée à Bernis ; elle rencontre peu après Loustaunau-Lacau : il l'avertit que des traces de son nom avaient été trouvées à Alger, ce qui l'oblige à prendre une fausse identité. Loustaunau-Lacau doit se cacher, et pendant cette attente, il met en route différents projets : réseau sur l'Italie et la Tunisie, infiltration de l'Abwehr, contact avec l'ancien réseau de la Dame blanche. Les effectifs des patrouilleurs dépassent désormais la centaine, et deux nouveaux émetteurs ont été adjoints au réseau : un pour Monaco, un pour Marseille. Ces envois se font grâce à Jean Boutron, qui est muté à l'ambassade de France à Madrid : Vichy souhaitait l'éloigner de Marseille et de son amicale, trop vaste, tout en envoyant un supposé anglophobe réorganiser le SR-Marine en Espagne. C'est une aubaine pour le réseau, car cela lui permet de prendre contact avec l'attaché militaire britannique, et d'acheminer le courrier plus rapidement. Les premiers moyens financiers et les premiers postes émetteurs du réseau sont également fournis via cette valise diplomatique madrilène.

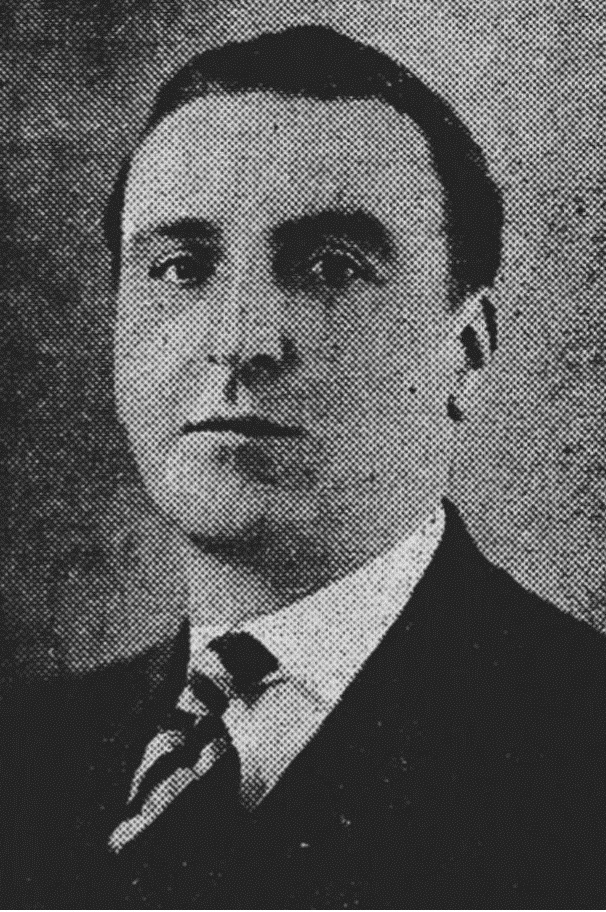
Louis Jacquinot, député de la Meuse (1936).

Pendant que le procès de Faye et Beaufre se prépare, les coups de filet commencent en zone occupée. Fourcaud échappe ainsi à une souricière chargée de faire tomber le réseau Saint-Jacques, fondé par Maurice Duclos. Par contre, Schaerrer est bel et bien pris à Bassens le 11 juillet, et incarcéré à Fresnes ; Loustaunau-Lacau, bien que prévenu d'une prochaine arrestation, est arrêté à Pau le 18 sur ordre de Darlan,, et rejoint la prison de Clermont-Ferrand. La pension Welcome est à son tour compromise. Méric rend compte aux Britanniques de l'arrestation, et annonce qu'elle reprend le commandement ; pour maintenir Londres dans le flou, elle rédige tout au masculin,. « Gavarni », le nouveau chef d'état-major, lui permet de retrouver un PC à Pau rapidement, à l'hôtel du Lycée. Le procès du complot d'Alger doit être jugé en octobre, et Loustaunau-Lacau continue de transmettre des renseignements via son avocat, Louis Jacquinot. Autre malheur, le chef-radio Jolly est tué le 4 août lors de l'écrasement de son avion « Air Bleu » : même si Jolly ne laisse aucune trace menant au réseau, il faut le remplacer — Robert Philippe est nommé à son poste. Fourcaud est bientôt capturé et emmené à Clermont-Ferrand, où sont également acheminés Hettier de Boislambert et Vincent Monteil. Le 5 août 1941, le réseau organise sa première opération de parachutage (avec comité de réception) réussie.

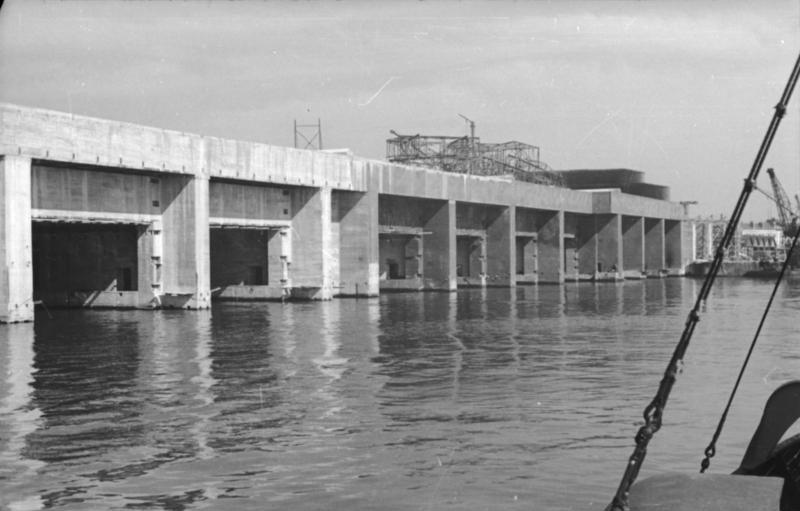
Alvéoles pour sous-marins de la base de Saint-Nazaire (avril 1942).

À la suite de l'amplification des activités du réseau, les services britanniques décident d'envoyer du meilleur matériel, ainsi qu'un instructeur et envoyé spécial, « Bla ». Sa mission, après avoir formé au nouveau matériel est de partir en Normandie pour y fonder un réseau indépendant. Deux nouveaux postes sont parachutés en même temps que lui, le 5 août 1941, mais « Bla » est victime d'une crise d'appendicite à peine arrivé ; le réseau se charge de le faire soigner. « Bla » profite alors de sa convalescence pour prendre des contacts avec tous les membres du réseau qui passent par la villa Etchebaster, et retarde son départ pour la Normandie. Lucien Vallet est enfin envoyé à Paris pour prendre en charge les émissions en zone occupée, et convoyer le nouvel émetteur. Par contre, il faut former le radio de Lyon qui prend en charge le deuxième appareil : pressée par l'urgence, Méric donne la permission à « Bla » de partir sur Lyon pour aider. Du côté de Paris, Bonnet doit être remplacé, car il s'adonne désormais au marché noir. Antoine Hugon, chargé de la Bretagne, vient de rapporter la carte de tous les alvéoles pour sous-marins construits à Saint-Nazaire ; il prend la place de Bonnet et doit rompre tout contact avec lui. Mais Hugon est également en contact avec « Bla », qui de son côté a rejoint la Normandie, et émet de son propre poste vers Londres. En octobre, six postes, fonctionnent : Pau, Marseille, Nice, Lyon, Normandie, Paris. Les Anglais promettent un nouveau parachutage en novembre.
La police de Vichy étant devenue la principale adversaire du réseau, Coustenoble étudie l'assassinat de Darlan. Une prémonition lui dit que ce dernier mourra par le revolver, mais Méric refuse qu'il s'en charge lui-même, malgré la volonté de certains membres. Le 15 octobre 1941, le jugement de Clermont-Ferrand est rendu : la condamnation de Loustaunau-Lacau à la prison ferme, tout comme Faye et Beaufre (qui sont aussi exclus de l'armée), convainquent les membres du réseau que Pétain joue à fond la collaboration,. Certaines recrues se désengagent ; pour sa part, Méric n'attend plus rien de Pétain depuis la condamnation à mort de De Gaulle. Ce jugement confirme également son statut de chef du réseau, Loustaunau-Lacau étant indisponible durant sa détention (deux ans, sauf évasion). Le reste du mois d'octobre est consacré à une tournée des « patrouilles » exécutée par « Gavarni », Coustenoble, Schneider et Marc Mesnard de Chal (trésorier du réseau), afin de faire le point sur les réfractaires et de remobiliser les autres. Un nouveau parachutage d'un opérateur-radio, de matériel et d'argent (trois millions de francs) prouve que le réseau reste soutenu.
De mauvaises nouvelles tombent de Paris : l'entièreté de la patrouille « Guynemer », Bonnet, Vallet et Hugon compris, ont été arrêtés par les brigades spéciales, qui pensent avoir affaire à un réseau communiste. Le seul rescapé est le poste radio, cachée par l'amie d'Hugon. Méric fait alors appel au colonel Barril, qui devait s'assurer que la police française soit neutralisée dans ce genre de cas. Mais « Lagrotte », le chef de la patrouille de Dordogne, est arrêté et fait des aveux complets, ce qui déclenche d'autres arrestations : repérée par le chef de la Sûreté de Pau, la villa Etchebaster est perquisitionnée, « Gavarni », Coustenoble et le reste de l'état-major sont appréhendés. Le chef de la patrouille Lyon-Dijon, Philippe Le Couteux est arrêté à Lyon, donné par son agent de Dijon. La patrouille « Turenne » a rejoint la patrouille « Guynemer » à Fresnes, leurs membres livrés à l'Abwehr. Seule Méric, prévenue par une nouvelle prémonition de Coustenoble, peut s'échapper. Avec l'aide de Boutron, elle atteint l'Espagne, et y rencontre les émissaires des services britanniques. Entre temps, c'est le secteur de Marseille qui met en place l'intérim. Par les Britanniques, elle apprend bientôt que « Gavarni » a été mis en liberté surveillée à Marseille, et qu'il tente de tromper le gouvernement de Vichy, par l'intermédiaire le chef de la Surveillance du territoire, le commandant Rollin. Il demande la permission de livrer l'argent qu'il a en garde (deux millions), ainsi qu'un poste-radio, afin de prouver à Vichy que le réseau est définitivement écroulé, et de faire libérer les prisonniers. Réticente, Méric donne son accord sous réserves que « Gavarni » cesse les contacts avec le réseau une fois l'échange effectué.

### L'Escadrille

#### Retour à zéro
Aidée par Boutron, Marie-Madeleine Méric tente de reformer le réseau, espérant que Faye, qui vient de sortir de prison, les rejoindra. Elle informe également ses contacts anglais de l'étrange comportement de « Bla » qui, censé émettre de Normandie, est trop fréquemment en visite à Paris, et interroge régulièrement les familles des patrouilleurs prisonniers. L'Intelligence Service la rassure, mais accepte de couper petit à petit « Bla » du réseau. Les renseignements d'une zone à l'autre sont acheminés par des paquets postaux dont l'emballage est utilisé pour écrire les renseignements par encre sympathique. Un problème dans l'acheminement du courrier convainc les Britanniques de venir chercher le courrier directement en France, évitant les intermédiaires.
Méric repart avec dans ses bagages notamment deux nouveaux postes-émetteurs, destinés à la région parisienne ; elle est réceptionnée à Pau fin décembre 1941 par Jean Broqua, le chef-convoyeur du réseau. Elle apprend que « Gavarni », bien loin d'obtenir la libération de ses camarades, s'engage encore plus auprès de Vichy ; pendant ce temps, Coustenoble est torturé. À Marseille, « Gavarni » rencontre enfin Méric : il lui explique que Vichy (en la personne du commandant Rollin) accepte que les prisonniers sortent, à condition de travailler désormais pour les services du 2e Bureau ; quant aux Anglais, à part pour leur soustraire de l'argent, le réseau n'en aurait plus besoin. Méric prétexte un besoin de réflexion pour écourter l'entrevue ; pour elle, ce « dégoûtant marché » est hors de question. Elle apprendra plus tard que « Gavarni » n'a donné que 80 000 francs à Rollin, bien loin des deux millions qu'il avait demandé. Le réseau recueille deux anciens membres du réseau Interallié, démantelé par la trahison de « La Chatte » : Ernest Siegrist et Georges Guillot. À Marseille, un nouvel émetteur est installé, et les appréhendés de Pau sont libérés. Faye rejoint enfin Méric, installée dans une petite planque, qui peut lui démontrer que contrairement à ce qui se murmure à Vichy, le réseau continue; il accepte de rejoindre l'action clandestine.
Faye propose de recruter nombres d'officiers d'active, qui rêvent de reprendre la lutte, et qui l'ont contacté après le procès : Édouard Kauffmann, Jean-Baptiste Morraglia, René de Vitrolles, Fernand Alamichel, Maurice de Mac Mahon, et d'autres moins gradés. Pendant ce temps, Méric apprend que les archives du réseau, cachées à Tarbes avant sa fuite, sont retenues par leur dépositaire ; il faudrait les reprendre de force. Elle apprend également le sort de Henri Schaerrer, fusillé le 13 novembre au Mont-Valérien. Elle décide de nommer Faye chef d'état-major : il souhaite en premier lieu faire évader Loustaunau-Lacau. Auparavant, il faut créer l'osmose entre les anciens de la Patrouille, et les nouveaux de l'« Escadrille » : Faye remplaçant « Gavarni » est présenté aux ex-prisonniers de Pau ; Coustenoble et les autres reprennent du service. Le décompte du désastre est fait : deux postes non en service ont en fait échappé à la fouille ; ils seront utilisés pour la province. Kauffmann (« Criquet ») reprend en charge la patrouille de Dordogne ; Pierre Dallas (« Cornac »), l'organisation de l'équipe « Avia » ; Lucien Poulard (« Mathurin ») devient l'adjoint de Faye à l'état-major, mais il doit prendre plus tard la tête de la patrouille de Bretagne. Le commandant Alamichel (« Panthère »), que Faye apprécie beaucoup, prend la tête de la patrouille de Paris, qui doit être complètement reformée : sa couverture sera un travail de journalisme au Rassemblement national populaire de Marcel Déat, celui-ci lui fournissant de plus un ausweis. Coustenoble et lui, aidés par Dayné (resté en liberté), essaient de faire sortir les prisonniers de Fresnes, sans succès. Faye continue de recruter : Georges Lamarque (« Pétrel »), adjoint du colonel de Tournemire (chef des Compagnons de France, futur « Dispater »), le commandant Félix Cros (« Auroch's » — de l'état-major de l'Armée de l'air)…
À Marseille, nouveau centre névralgique du réseau, les installations sont revues entièrement. Le PC est installé chez Pierre Berthomier ; un bar est acheté afin de servir de point de chute aux agents ; Siegrist est chargé de la sécurité. Les codes de désignation des agents sont petit à petit abandonnés au profit de « totems » animaliers (Méric prend alors le nom de code « Hérisson », Faye celui d’« Aigle »), ; les villes et régions sont désormais désignées sous des noms de codes. Un nouveau code de transmission « Corniche » est inventé pour correspondre avec la zone occupée, via des cartes interzones. Début 1942, Jean Roger (« Dragon ») met à disposition du réseau son petit groupe de Normandie. Les liaisons avec l'Espagne sont renforcées par des bateaux faisant le cabotage entre Sète et Barcelone. Malgré leur bonne filière de renseignement, l'opération Cerberus (organisée par les Allemands) ne pourra toutefois être contrée.

#### Arrestation de Marie-Madeleine Méric

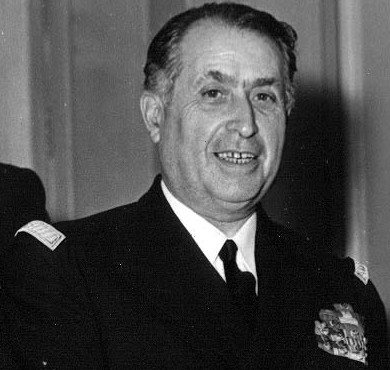
Pierre Barjot en 1954.

Les archives de Tarbes sont tombées dans les mains de la police de Vichy. Georges Georges-Picot, beau-frère de Marie-Madeleine Méric et officier de l'armée d'armistice, la somme de se rendre à la police, et de révéler l'identité de deux agents : « Plu 122 » (Barjot, désormais « Pluton ») et « Aso 43 » (Boutron, désormais « Taureau »). En échange, elle prouverait la bonne foi de ses intentions, et sauverait ses agents de l'intérêt de la police française. Méric parvient à avoir deux jours de répit, durant lesquels elle convainc son état-major et Londres de la laisser se livrer ; elle prévient Boutron de partir vers l'Angleterre. À Vichy, Rollin l'accuse d'avoir voulu tuer Darlan, puis demande des noms : Méric nie que « Aso 43 » soit Boutron, puis refuse de donner le moindre renseignement pour identifier les autres noms de ses listes. Rollin l'informe de l'arrestation de Barjot, et de celle, prochaine, de Rivière (« Loup ») et de ses « pianos ». Méric tente de prévenir les agents de Marseille via Faye qui l'a suivie à Vichy. Le lendemain, Boutron est arrêté. Avant de les confronter, Rollin invite Méric chez lui à déjeuner avec sa femme ; là il lui explique ses liens avec Groussard, Frenay, Fourcaud, ses négociations avec chacun d'entre eux pour canaliser leur travail. Jean Rivalland (secrétaire général à la Police) lui ayant donné son complet accord, il accepte de couvrir les activités du réseau, mais prévient du prochain retour de Laval aux affaires et du changement que cela risque d’entraîner. Puis Méric est confrontée aux appréhendés : Boutron lui explique en sourdine qu'il était surveillé par l'Abwehr, et qu'il avait préféré la police française ; elle lui apprend qu'il sera incarcéré à fort Barraux, d'où on le fera sûrement évader. Rivière arrive à se disculper, et est relâché, tout comme le seront Le Couteux et les membres de la patrouille de Dordogne ; Méric également, mais elle est obligée de prendre un faux nom pour éviter de trop compromettre Rollin. Quant à Barjot, il est muté en Algérie. En sortant de chez Rollin, Méric rencontre « Gavarni » et lui explique la raison de sa présence ; le rôle de « Gavarni » s'arrête là.
Le 16 avril, face au retour de Laval, Méric doit prendre les devants : les dossiers montés durant l'affaire « Gavarni » sont trop dangereux, il faut les détruire avant que Laval ne puisse y mettre le nez. Rollin, le préfet Rivalland, et même le docteur Ménétrel sont sollicités, mais sans réel succès. Profitant de la confusion au ministère de l'Intérieur, Rivalland peut donner l'ordre de brûler les dossiers mais, faute d'exécutant docile, c'est Georges-Picot (« Girafe ») qui s'en charge.
Du côté familial, la fille de Méric doit subir une importante opération chirurgicale ; elle se rend à la clinique du docteur Charry à Toulouse, afin de s'assurer du succès de l'intervention. Elle en profite pour organiser la région depuis la clinique, avec l'approbation de Charry. Elle y rencontre les membres de la nouvelle patrouille de Toulouse, recrutés par l'intermédiaire de Faye. Le commissaire Jean Philippe (« Basset »), promu chef du renseignement du Sud-ouest (région « Caserne » désormais), la prévient d'une possibilité d'envahissement de la zone libre. De retour à Marseille, Faye lui apprend que Bernis (« Épagneul ») a des contacts avec les antifascistes italiens de Pietro Nenni ; l'aviation italienne est également sous surveillance, au grand plaisir des Britanniques, alors en pleine guerre du Désert.

#### Trahison
Coustenoble (« Tigre ») revenant de Paris confirme les soupçons sur « Bla » : les Allemands sont extrêmement bien renseignés, au point de décontenancer les détenus de Fresnes avec qui il est encore en contact. Peu après, un message de Vallet appuie cette suspicion : on lui a présenté lors de l'interrogatoire un poste confié à « Bla » pour réparation. L'Intelligence Service finit par comprendre ce qui se passe : leur agent travaille pour la Gestapo. Dans un message pour Marie-Madeleine Méric, elle lui demande de mettre à l'abri tout ce que connait « Bla » ; elle lui donne également l'ordre de l'exécuter. Entre temps, d'autres patrouilleurs ont été pris et envoyés à Fresnes ; un rendez-vous est pris avec « Bla » en zone libre, mais celui-ci ne vient pas, contrairement aux agents de l'Abwehr qui tentent d'enlever le contact.
Avec Méric à Toulouse et Faye à Marseille, le réseau se construit et s'étend, bien que Faye viole parfois les règles de cloisonnement. À Paris, Alamichel ne donne pas encore toutes les satisfactions que ses chefs attendent : la liaison radio avec Londres peine à être rétablie, malgré les promesses du nouveau chef de patrouille. Après la mort de Jean Labrit d'une crise cardiaque, Méric nomme à la tête de la patrouille de Vichy le général Raynal (« Briard »), et lui donne comme adjoint J. Broadhurst (ou H. Broadhurst) ; celui-ci, résistant ex-client de Jacquinot (« Serval »), intègre ses troupes (constituées de membres du réseau Copernic recrutés dans le Centre) à celles de Méric,.
Londres d'ailleurs transmet des informations inquiétantes au réseau : alors que la patrouille de Toulon indique une forte activité sous-marine du secteur, les Anglais considèrent ces informations comme douteuses. C'est beaucoup plus clair pour Méric lorsqu'elle apprend que l'adjoint du chef de patrouille Jean Bardanne (« Guépard »), « Chat-Huant », s'est engagé dans la Légion tricolore, et porte désormais l'uniforme allemand. Il disparaît de l'horizon lorsqu'il se rend compte qu'il est grillé.

#### Giraud

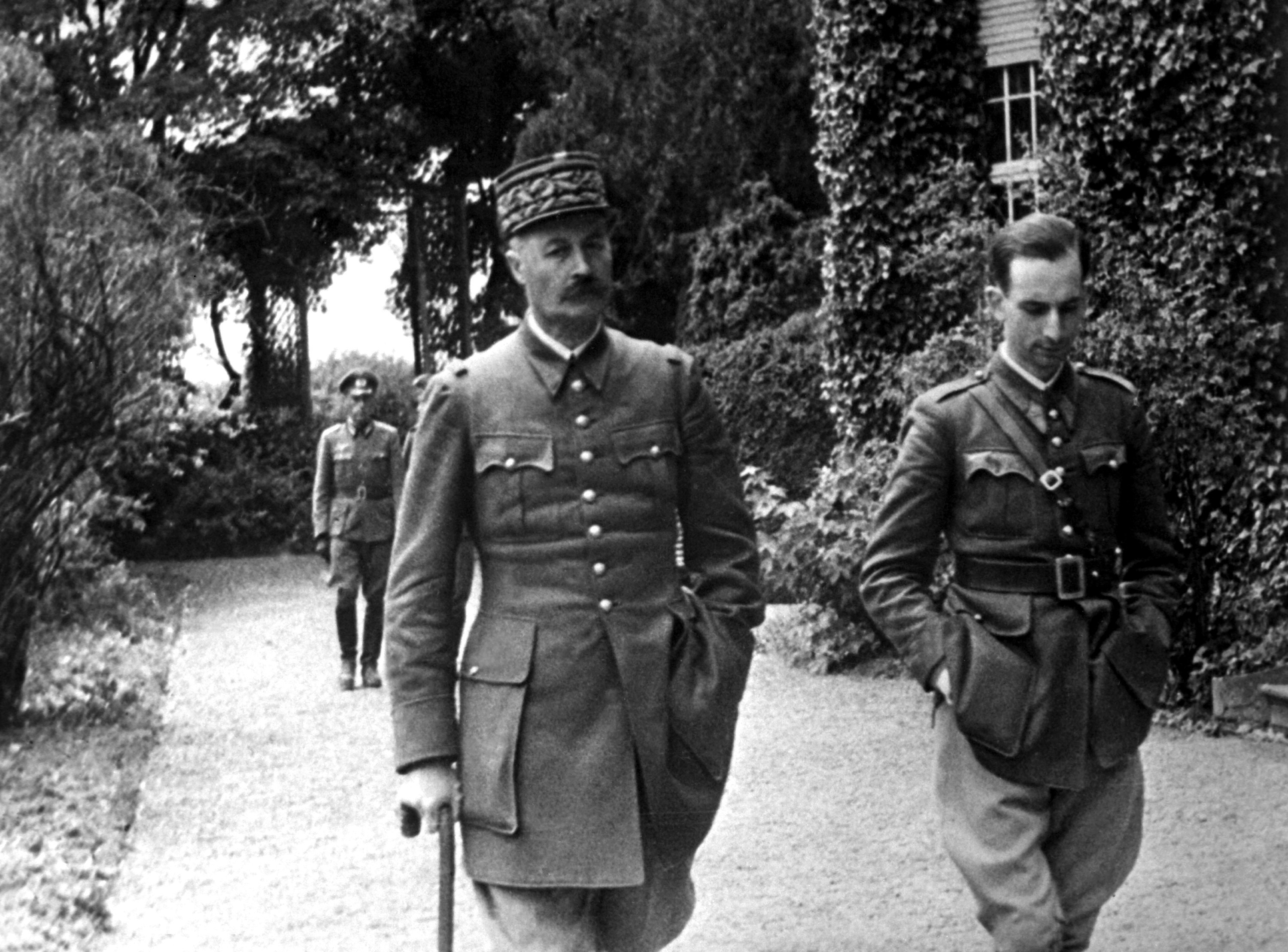
Le général Giraud, prisonnier de guerre en 1940-1941.

Après l'évasion du général Giraud en avril 1942, l'Intelligence Service demande à Marie-Madeleine Méric de le contacter afin de connaitre ses intentions. D'après Faye, les Alliés s'intéressent de près à l'Afrique du Nord, et un général venu de France pourrait faciliter le renversement que lui-même avait raté. Par Mac Mahon (« Sloughi »), qu'ils envoient contacter Giraud, ils apprennent que celui-ci souhaite rester en France, et devenir le chef de la résistance européenne, à condition que les Anglais le fournissent en moyens et contacts. Méric ne transmet qu'une version édulcorée à Londres, et convient avec Faye que celui-ci doit se rendre en Angleterre pour la liaison avec leurs alliés.
Pendant ce temps, les renseignements de Pierre Giovacinni (« Pélican ») sur les escadrilles italiennes partant au secours de l'Afrika Korps, ou ceux d'Audoly (« Renard ») sur le trafic maritime de Marseille permettent aux Alliés de réussir de nombreux coups au but dans la guerre du Désert, qui valent au réseau de nombreuses félicitations de l'Intelligence Service. Toutes les nouvelles ne sont pas bonnes. Coustenoble vient faire son rapport sur la situation à Paris : les patrouilleurs arrêtés seront certainement fusillés sous peu. Méric quitte Toulouse pour Marseille ; Faye travaille à établir des liaisons avec l'Afrique du Nord, notamment grâce aux comploteurs de mai 1941. En Algérie, c'est le colonel Bouscat (« Maxime ») qui prend la tête du réseau ; en Tunisie, une situation plus floue rend le travail et les émissions d'Alquier (« Mathieu »), gestionnaire de l'hôpital de Tunis, plus aléatoire.
C'est donc à Marseille qu'ils reçoivent des nouvelles d'Alamichel, plutôt inquiétantes. Celui-ci ne souhaite plus travailler sous les ordres de Faye, et propose à Méric de faire allégeance totale à de Gaulle. Sous cette profession de foi, Méric croit qu'Alamichel souhaite prendre la tête du réseau, ses relations avec Déat le plaçant dans une position assez sûre. Elle s'inquiète d'autant plus que l'arrestation récente de Jean Rousseau, chef de secteur de Lille, met en danger tout le réseau parisien, dont il connait certains membres. Or Alamichel, au courant, n'a encore rien changé dans leur dispositif. Méric fait donc enjoindre à Alamichel de quitter la zone occupée, lui offre la direction de la région Est, et prévoit que Mac Mahon le remplacera à Paris.
Le spécialiste anglais des liaisons aériennes promis, Arthur Gachet-Crawley (« Héron »), est aussitôt parachuté intégré à l'équipe « Avia », comme adjoint de Dallas. Celui-ci utilise désormais des canoës afin de déplacer discrètement les cargaisons parachutées, grâce aux voies fluviales souvent à proximité des zones de parachutage. Méric s'occupe de fournir aux patrouilles de la zone occupée les radios que Gachet-Crawley lui a apporté, via Robert Lynen (« L'Aiglon »). Au mois de juillet, Alamichel les prévient que la Gestapo s'intéresse de très près à Méric ; les écoutes goniométriques allemandes étant désormais autorisées en zone libre, les communications doivent désormais être limitées dans le temps et la fréquence changée en cours d'émission. Le changement est drastique dans cette zone, où les radios avaient l'habitude de contacter plusieurs heures de suite la Centrale. Méric est mise « au vert » à Saint-Clair, avant que Faye n'embarque pour Londres via l'opération « Mercure » à Thalamy (précaution utile, car le terrain est repéré et signalé dès ce premier atterrissage, sans conséquence grâce à la bienveillance des locaux). Elle organise le secteur du Var autour du lieutenant-colonel Pinault, et de son hôtesse Marguerite Brouillet (« Abeille »). La mise au vert est de courte durée, car le réseau se voit à nouveau privé des fonds que les Anglais leur ont transmis, à cause de la surveillance de la police et de la rapacité de certains contacts. En août, suivant la voie de Gachet-Crawley, un spécialiste de l'évaluation du renseignement militaire, Michel Gaveau (« Tatou »), rejoint également le réseau.
À Londres, Faye s'entretient avec Desmond Morton et Claude Dansey au sujet de Giraud : les prétentions de celui-ci inquiètent les services anglais, qui, en l'absence de Churchill et de de Gaulle, ne prennent aucune décision. Ils demandent au général de leur faire un mémorandum pour préciser ses intentions. Dansey prévient également Faye de la volonté des Alliés d'organiser un débarquement en Afrique du Nord.

#### Concurrence
Les fonds de roulement sont nécessaires pour payer les soldes des membres du réseau, leurs notes de frais, les déplacements, les loyers. Le besoin vital de radios fait que les autres réseaux proposent des émoluments plus importants pour capter les spécialistes : un des radios du réseau, « Canari », fait défection et rejoint le réseau Pat O'Leary pour un salaire de dix mille francs par mois. À Paris, Alamichel est mis fermement à l'écart ; certains de ses subordonnés montent un réseau parallèle sous son commandement : les frontières sont poreuses entre les résistants. Parmi les « succès », Raynal, aidé de Broadhurst (« Bélier ») et d'un nouveau venu, Joël Lemoigne (« Triton »), a compilé la liste des bâtiments allemands des ports de Cherbourg, de Brest, de Lorient et de Toulon. Le réseau recueille Philippe Kœnigswerther (« Mandrille »), ex-agent du BCRA égaré, qui reçoit l'autorisation de Londres de rejoindre ses nouveaux hôtes, en tant que chef du secteur Bordeaux - La Rochelle. Il sera sous le commandement d'Edouard Kaufmann.
Jean Boutron est enfin libéré, après s'être évadé grâce au docteur Henri Arbassier (« Escargot ») et avoir été repris ; il repart avec le Lysander qui ramène Faye. À Marseille, « Canari » a été arrêté par la Surveillance du territoire et, après avoir donné les renseignements concernant le réseau Pat O'Leary, il a également dénoncé Audoly ; le chef de la centrale-radio Robert Philippe (« Perroquet ») est alerté, car « Canari » et lui avaient été en contact. La ST arrête sa femme, puis Robert Philippe lui-même, qui parvient à s'enfuir. De son côté, Faye pensait rentrer dans la nuit du 11 septembre ; les mauvaises conditions de vol l'en empêchent. Il revient le 20 ; les mauvaises conditions météorologiques permettent à l'équipe « Avia » d'apporter seulement le courrier, et Boutron reste en France jusqu'au 7 novembre.

#### Bonnes nouvelles
Faye revient porteur d'argent et d'espoir : deux millions sont alloués au réseau tous les mois, les parachutages de matériel nécessaires au réseau sont accordés et « Pie », un spécialiste radio de la centrale de Londres, va leur être envoyé sous peu. Les questionnaires sont désormais transmis sous microphoto, plus faciles à cacher. Faye rejoint Marie-Madeleine Méric et Mac Mahon, pour leur donner un compte-rendu de sa visite. Méric lui fait part de la proposition de collaboration militaire de Pétain à Hitler, après le raid de Dieppe en août, dont elle n'a pas fait part aux Anglais, par honte.
Méric déplace son PC de la Corniche vers le 12e arrondissement, dans lequel Faye organise l'« écoute intérieure », malgré l'opposition de Méric : il souhaite limiter les recours aux agents de liaison en transmettant de poste à poste les renseignements nécessaires. À peu de distance, le PC Renseignement est dirigé par le capitaine Crémieux (« Alligator »), nouveau chef de la centrale-renseignements.
« Bla » est signalé à Marseille par Gachet-Crawley, qui était avec lui à l'école des radios de Londres. Il est enlevé par le réseau, et reconnaît devant Méric la rechercher. Il avoue également avoir infiltré l'Intelligence Service pour le compte des partisans d'Oswald Mosley, avoir travaillé directement pour l'Abwehr depuis son arrivée en France, s'être infiltré le réseau dans le but de le faire imploser. Sans les arrestations inopportunes des brigades spéciales du commissaire David, tout le réseau aurait pu être démantelé. Son exécution est confirmée par Londres ; Faye, Poulard, Rivière, Émile Hédin (« Castor ») et Jassaud établissent une cour martiale qui condamne « Bla » à mort. Avant d'être tué, celui-ci les prévient néanmoins de l'invasion de la zone libre pour le 11 novembre.

#### Faux-départs
La Surveillance du territoire recherche toujours Robert Philippe, qui doit quitter la France. Jacques Bridou, Boutron, Loustaunau-Lacau, Hettier de Boislambert, les deux derniers n'étant pas encore sortis de prison, doivent également être évacués. Lors de l'arrivée de Ferdinand Rodriguez-Redington (« Pie ») en France le 22 octobre, réceptionné par Gachet-Crawley, Dallas n'est pas au rendez-vous, par manque de sommeil : le Lysander repart sans Bridou.
Le mémorandum de Giraud est réceptionné par le réseau. Marie-Madeleine Méric et Faye l'examinent d'un œil très critique, Faye le qualifiant de « délire stratégique » un plan prévoyant de retourner l'armée d'armistice contre les Allemands (selon Giraud, 30 % de cette armée suivrait, entraînant le reste). L'approche de l'avancée allemande en France bouscule les prévisions : il faut faire passer Giraud en Afrique du Nord pour qu'il y prenne le commandement de l'armée d'Afrique. Faye part prévenir ses amis de l'aviation de se préparer à partir pour Alger pour soutenir Giraud. Puis il rencontre Jacques Lemaigre Dubreuil (« Gras-double »), leur contact avec les résistants d'Alger. Ce dernier est à Marseille, et ne croyait pas à l'opération avant un mois : face aux informations de Faye, il repart rapidement le 28 octobre pour s'enquérir des préparatifs. Le départ de Giraud est retardé, tout d'abord à cause d'une panne de transmission des émetteurs de Marseille et de Nice ; Camille Schneider (« Jaguar »), dépêché par Edouard Kauffmann qui reprenait la charge de l'évacuation de Giraud, peut les dépanner, et Dansey prévient aussitôt Eisenhower. Puis Giraud demande un deuxième transport pour les officiers généraux qui, croit-il, le suivront à Alger. Méric, par prudence, conseille de préparer leurs propres passagers « partants » (Boutron, Robert Philippe, la femme d'André Beaufre) pour profiter du sous-marin, car elle ne pense pas que les généraux viendront au rendez-vous. Elle se rend ensuite à Toulouse avec Gaveau pour s'éloigner de la zone de l'opération baptisée « Minerve ».
À la suite du retour de Lemaigre Dubreuil d'Alger, Giraud apprend l'imminence du débarquement, le convainquant un temps de rester en France ; il se décide enfin . Le sous-marin est prévu le 4 novembre au Lavandou ; Faye, Bernis, Pinault, Dallas sont sur place. Après un report à la nuit du 5 au 6, Giraud et ses proches sont embarqués. Le sous-marin suivant doit embarquer dans la nuit du 7 au 8 les fameux généraux ; Boutron, Philippe, Bridou et Leïa Beaufre sont prêts à prendre leur place si nécessaire, et Méric est de retour à Marseille. La cache du Lavandou est compromise, et comble du malheur, le PC est investi par la police le 7, au moment où le radio prévenait Londres ; la radiogoniométrie allemande avait repéré l'émetteur. Faye, Méric, son frère, leurs radios « Tringa » et André Liess (« Cigogne »), la secrétaire Monique Bontinck (« Hermine ») et l'agent de liaison Jean-Claude Brouillet sont arrêtés et écroués à la prison de l’Évêché. Deux policiers rapidement acquis à leur cause (dont Pierre Le Tullier, futur « Daim ») empêchent la prise de certains papiers, et retardent la mise en place de la souricière. Le sous-marin est redirigé sur Le Cros-de-Cagnes, et peut embarquer Boutron, Robert Philippe, madame Beaufre et trois autres passagers, bien loin d'être aussi prestigieux que les généraux espérés.

#### Conséquences du débarquement en Afrique du Nord

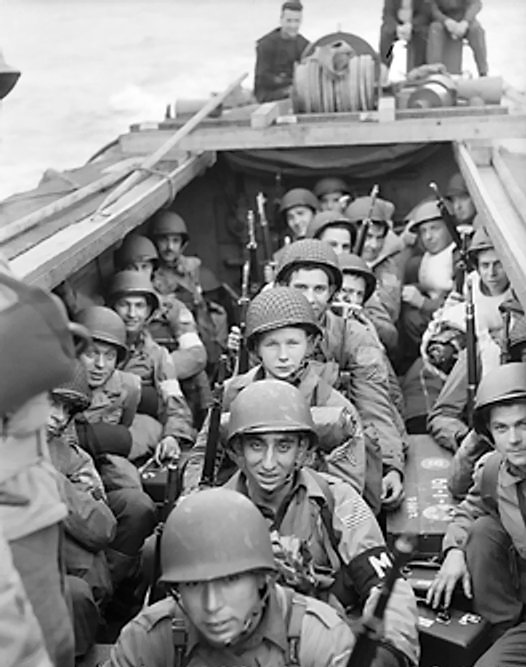
Troupes américaines à bord d'une péniche de débarquement s'apprêtant à débarquer à Oran, en novembre 1942.

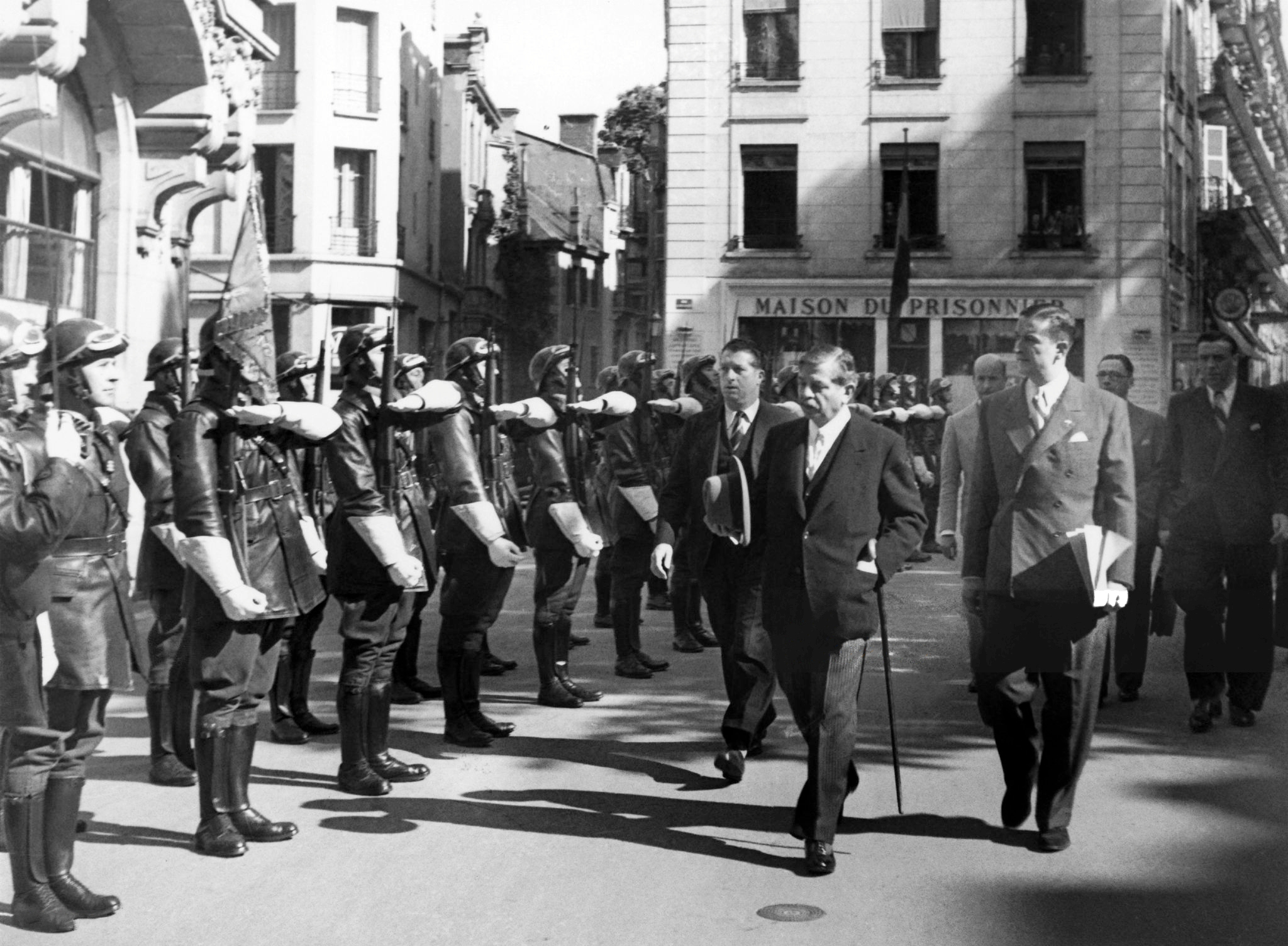
Pierre Laval et René Bousquet passant en revue le Groupe spécial de protection chargé de la protection du chef du gouvernement (1943).

Le débarquement en Afrique du Nord a modifié l'équilibre des forces : de Vichy, Laval et René Bousquet prennent contact avec Faye, qu'ils souhaitent rencontrer. Ce dernier, transféré dans les bureaux de la Surveillance du territoire avec ses compagnons, accepte, avec l'espoir qu'il convaincra le gouvernement de Pétain de s'opposer, par le biais de l'armée d'armistice, au prochain envahissement de la zone occupé. Marie-Madeleine Méric est bien plus dubitative : elle sait que Vichy a appris leur rôle dans le départ de Giraud (par « Tringa »), et craint que leur libération, promise en échange de la rencontre avec Faye, ne soit une fausse promesse. Faye s'est tout de même assuré que le commissaire Piani aide les prisonniers à s'évader si Laval et Bousquet lui tendent un piège. La liaison entre Vichy et Faye se fait par le commissaire Simon Cottoni, déjà connu du réseau (sous le pseudonyme d’« Alpacca », il est chargé de la liaison avec le réseau Ajax). Lui aussi conseille la fuite à Faye, mais il n'est pas écouté. La ST est soumise également aux desiderata des Allemands, qui souhaitent récupérer le matériel et les documents pris : Méric parvient à convaincre le chef du bureau de Marseille de leur laisser remplacer leur plan radio par une copie faussée. Avec l'aide d'un autre commissaire de la ST, les archives concernant la création du réseau sont détruites ; un tri minutieux dans les papiers du PC est fait et les documents transmis, avec l'accord de Méric, minimisent l'ampleur de la prise aux yeux de la Gestapo limitant en surface leur rôle à la fuite de Giraud. Le lendemain, Louis Jacquinot est également arrêté par la ST ; ancien sous-secrétaire d'État à l’Intérieur, sa détention embarrasse — la brigade accepte de le laisser partir en plaidant sa qualité d'avocat au procès de Clermont-Ferrand. Par contre, Vichy semble vouloir livrer les prisonniers aux Allemands, malgré les promesses faites à Faye ; les membres du réseau refusent de retourner à l'Évêché où les forces allemandes risqueraient de les cueillir si elles passent la ligne de démarcation comme prévu.
Le lendemain, des ordres de Bousquet tombent de Vichy : les prisonniers doivent être livrés, les Allemands ont bien passé la ligne dans la nuit, les gardes mobiles sont là pour emmener les résistants à Castres où ils seront sans doute extradés. Mais le commissaire Piani convainc sa hiérarchie de le laisser, lui et deux autres inspecteurs, emmener lui-même les prisonniers en camionnette. En chemin, les policiers passent dire au revoir à leurs familles : Méric, les jugeant trop repérés par leur ancien travail, décide de les envoyer à Londres sous huitaine plutôt que de les recruter directement. Elle apprend par Rivière l'évasion de Loustaunau-Lacau, auquel Rivalland a donné un sauf-conduit pour Toulouse. Boutron est bien passé en Afrique du Nord, où l'Intelligence Service le récupère ; Faye par contre a été emmené à Castres, seul du PC à rester prisonnier — ce qui le sauve de l'extradition, Vichy refusant de livrer un seul officier d'active pour calmer les Allemands du départ de Giraud. Méric rejoint alors Toulouse avec Bontinck et Jean-Claude Brouillet pour y remonter le PC, tandis que Liess et « Tringa » partent pour Nice, où Bernis doit les exfiltrer vers Londres. Durant cette période, Bernis retravaille le secteur de Marseille : il en confie la responsabilité à Maurice Grapin, (« Panda »), tandis que Rivière, Alfred Jassaud (« Bison »), Gaveau, Crémieux et Hédin sont dirigés vers d'autres secteurs. Jacques Bridou part seul de son côté pour l'Espagne.

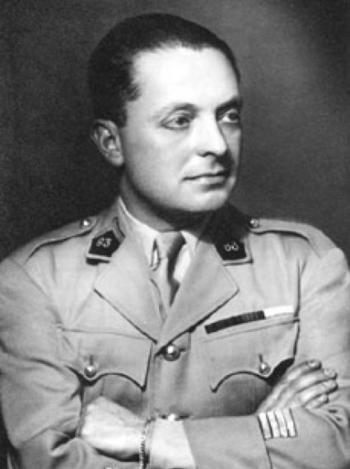
Claude Hettier de Boislambert vers 1940.

À la ST, les conséquences de l'évasion — deux policiers disparus avec les prisonniers, un troisième séquestré — en ont obligé d'autres à passer dans la clandestinité. Loustaunau-Lacau est à nouveau arrêté, mais il a confirmé entre-temps à Méric le commandement du réseau, qui jusqu'alors n'était dans ses mains que par l'emprisonnement de son fondateur. Méric refuse quant à elle la proposition de Londres d'être évacuée ; en revanche, Faye s'évade le 23 novembre de Vals-les-Bains avec le général Cochet, grâce à Grapin, et se réfugie chez Raynal. Hettier de Boislambert, Antoine Bissagnet (évadés eux aussi grâce à Jean Roger), Cochet et Faye — ainsi que Henri Léopold Dor (« Faon ») — doivent partir pour Londres à la lune de décembre ; Cochet présente à Méric son successeur à la tête de son propre réseau, René Nouguès, qui se joint à celui d'Alliance. Ce rattachement permet à Alliance de s'implanter en Creuse. Un autre recrutement s'est fait le 22 novembre 1942, chez les Compagnons de France dont Lamarque est issu et qui sont menacés de dissolution ; le but visé est de faire pencher le moment venu l'ensemble des Compagnons — désormais 17 000 hommes bien entraînés avec leurs chefs — vers la Résistance. La dissolution de l'armée d'armistice force d'ailleurs le réseau à consolider son budget, certains de ses agents n'ayant plus forcément de travail rémunéré.
Avant le départ de Faye, Méric et lui font le point : le réseau compte un millier de personnes, les renseignements glanés vont des divisions stationnées dans le Nord aux cargaisons des forceurs de blocus japonais de la Gironde,en passant par les travaux du Mur de l'Atlantique. Faute d'avions suffisants pour ses partants, le réseau utilise parfois ses itinéraires secondaires : via Nice (en felouque — qui coule peu après, annulant les opérations), ou par l'Espagne (par la montagne ou par la côte — sous identité canadienne, les services espagnols remettant les porteurs de ces identités précises aux Britanniques). Le budget du réseau, confié à Bernis, a été volé par le chef d'antenne du secteur de Nice, « Cancrelat », qui débauche « Tringa » et se proclame nouveau chef, en tentant de recruter d'autres membres comme Gachet-Crawley. Bernis et Mesnard de Chal (« L'Évêque ») avancent eux-mêmes leurs économies pour combler cette perte. La scission n'a pas d'avenir réel : le secteur, après la fin de la guerre du Désert, a perdu de son importance stratégique ; Mesnard de Chal et Mac Mahon, envoyés par Méric, et le colonel Bertin reprennent rapidement en main les agents de Nice, tandis que le nouveau réseau est bientôt décimé par l'OVRA.

#### «Transhumance du PC»
Le PC de Toulouse, excentré et créé par les circonstances de novembre, est quitté rapidement par Marie-Madeleine Méric, qui embarque Bontinck pour le secrétariat, Rodriguez-Redington pour les transmissions radios et Arnold Gartner (« Zèbre ») comme agent de liaison ; les différents chefs de région lui trouvent tour à tour des emplacements pour fixer quelques semaines le PC. Après un arrêt dans les alentours d'Ussel, où les rejoint Faye, C'est Kauffmann qui est chargé de trouver des lieux sécurisés en Dordogne pour récevoir le PC. L'équipe occupe alors tout le premier étage d'un hôtel, en Dordogne, à Terrasson. Entre temps, la nouvelle de la mort des membres des patrouilles parisiennes, fusillés le 30 novembre, arrive par Kauffmann, . Après le départ manqué de Faye,  le PC est à nouveau déplacé au château de Malfonds (La Roque-Gageac). Là, Méric est rejointe par Coustenoble et fait un point avec lui et les différents chefs de région : Poulard pour la Bretagne (comprenant les bases sous-marines de Brest et de Saint-Nazaire), Kœnigswerther pour Bordeaux - La Rochelle (où grâce à ses renseignements, quatre cargos ont été gravement endommagés lors de l'opération Frankton). Un point est également fait sur la situation dans le Nord : Alamichel a été arrêté le 10 novembre et enfermé à Loos-lès-Lille, les membres du réseau ont été raflés, la région est à reconstruire. À Vichy, Raynal rend compte à Méric des préparatifs de l'évasion de Loustaunau-Lacau, et présente son code : rédaction sous forme de calembours, moitié en breton, moitié en polonais. Après la mi-janvier, des parachutages en Dordogne permettent d'obtenir des armes, des vêtements chauds ainsi que de nombreux émetteurs avec des batteries plus puissantes. Fin janvier, le commissaire Philippe demande à entrer en clandestinité : une circulaire demande à la police nationale d'arrêter les juifs et de les livrer aux Allemands ; il estime que son travail n'est plus compatible avec ses convictions ou son activité clandestine, et se cache à Montauban en gardant son secteur sous contrôle.
Une fois à Londres, Faye rencontre de Gaulle, celui-ci ayant été informé des activités du réseau via Boutron ; le chef de la France libre reproche au réseau de ne pas l'avoir informé tant de l'exfiltration de Giraud que du débarquement en Afrique du Nord. Fourcaud aurait pu l'avertir, mais il était alors emprisonné ; de Gaulle accepte que désormais le réseau passe par Hettier de Boislambert pour lui transmettre des informations, et les rapports du réseau avec les gaullistes sont désormais moins tendus. Il est toutefois soumis à des critiques de la part des autres réseaux concernant leur proximité suggérée avec le gouvernement de Vichy, ou de leur soumission à l'autorité britannique. Faye part ensuite pour Alger, où il va obtenir de Giraud, devenu commandant en chef des forces civiles et militaires, que le réseau soit bientôt militarisé pour couper court aux rumeurs ; cela implique notamment des représentants permanents à Alger et une liaison radio France-Afrique du Nord, sans pour autant se couper de Londres,.

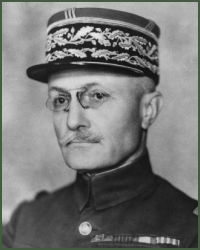
Le général Louis-Eugène Faucher (« Pékinois »), responsable du secteur de Saint-Maixent-l'École pour Kœnigswerther.

Méric ne tient pas en place : Sigismond Damm (« Griffon ») lui ayant trouvé un lieu propice dans Cahors, le PC déménage du château après une dernière émission de Rodriguez-Redington. Dans l'heure qui suit, les Allemands encerclent Malfonds mais échouent dans leur recherche de Méric ; Siegrist (« Éléphant »), revenu le lendemain pour récupérer du matériel, est prévenu par les paysans du coin. Damm, désormais trop connu à Toulouse, doit passer dans la clandestinité également, mais est censé devenir chef du secrétariat du nouveau PC ; Méric le sermonne sur les erreurs de sécurité qu'il commet en conservant trop de documents sensibles sur lui. Enfreignant ses ordres, lui et Gartner sont pris dans leur ancien PC à Toulouse ; madame Guillot (« Sauterelle »), qui donne l'alerte, et son mari Georges (« Dromadaire ») doivent quitter la ville dans l'instant, tandis que Michèle Goldschmidt (« Colibri ») est envoyée à Lyon prévenir du danger. Au même moment, l'agent de liaison de Sarlat prévient le PC de la présence d'une souricière de l'OVRA chez Augustine Contrasty (« Gazelle »), à Monaco. L'inspecteur Moudenc (« Poulain ») donne des nouvelles régulières de Toulouse : Jean Philippe est arrêté, il doit de son côté entrer en clandestinité. Sur la Côte d'Azur, Jean Broqua (« Lapin ») et « Gavarni » ont été arrêtés également. Méric décide donc de quitter Cahors avec Bontinck et Rodriguez-Redington, le lieu pouvant être compromis rapidement ; le PC part pour Tulle (Louis Le Maire — « Setter » — lui trouve un nouveau point de chute) et Faye reçoit l'ordre de revenir de Londres à la prochaine lune, tandis que la BBC émet un message faisant croire au départ de Méric de France,. Le coup de filet est dû à l'amateurisme des agents concernant les règles de sécurité et de cloisonnement, mais également aux aveux en novembre de Ferdinand Dellagnolo (« Agneau »), chargé par Faye et Méric de monter le secteur de Strasbourg — et potentiellement au retournement d'Alamichel, selon Méric. Ce dernier écrit notamment à de Gaulle, via une officine lisboète de l'Abwehr, pour lui demander des fonds afin de créer un nouveau réseau.
À Toulouse, Loustaunau-Lacau, en fuite le 25 janvier, a envoyé sa femme et sa fille chez Damm ; elles sont faites prisonnières, et Loustaunau-Lacau regagne sa prison pour éviter d'aggraver leur sort. À Tulle, les informations reçues n'embellissent pas la situation : au 31 janvier, les postes de Pau, Nice, Toulouse et Marseille sont silencieux. À Lyon, le poste émet irrégulièrement. Faye est à Alger et ne peut revenir qu'en mars. Londres réclame instamment que Méric parte de France par le prochain appareil. Lemaire lui trouve un refuge temporaire à Altillac ; Kauffmann l'y accompagne avant de regagner Sarlat — mais là, la Gestapo a appréhendé toute sa famille, ainsi que ses radios et ses agents de liaison —. À Tulle, Lemaire ne doit qu'au courage des habitants d'échapper à l'arrestation par les Allemands ; il se cache lui aussi. Kauffmann accompagne l'équipe du PC à Lyon, mais Méric reste prudente et ne contacte pas d'entrée l'équipe de Rivière. Bien lui en prend : le jour même, Madeleine Croset (« Souris ») est arrêtée par la Gestapo, qui installe une souricière chez elle. Goldschmidt est arrêtée le 3, Giovacinni le 5, Jean Pelletier (« Bouvreuil ») le 6 ; malgré la torture pratiquée par Klaus Barbie, les agents du réseau sont couverts par leurs camarades interrogés. Broadhurst (qui a forcé le passage) et Kauffmann (qui a envoyé sa logeuse en reconnaissance) échappent à l'arrestation. Lamarque rejoint le PC place Bellecour, chez la baronne Anne de Mareuil (« Guêpe »), pour informer d'autres arrestations : Grapin, Schneider, Lynen, Jean Danis-Burel (« Poney »), Georges Zeppini (« Wolf »), Gilbert Savon (« Blaireau ») et Armand Siffert (« Loriot ») ont été pris à Marseille ; à Nice, le réseau (Bernis, Contrasty, Gachet-Crawley et Mesnard de Chal, ainsi que « Cancrelat ») a été totalement raflé — seules la région Centre, ainsi que les villes de Grenoble et de Vichy restent épargnées.

### Troisième vague

#### Reconstruction

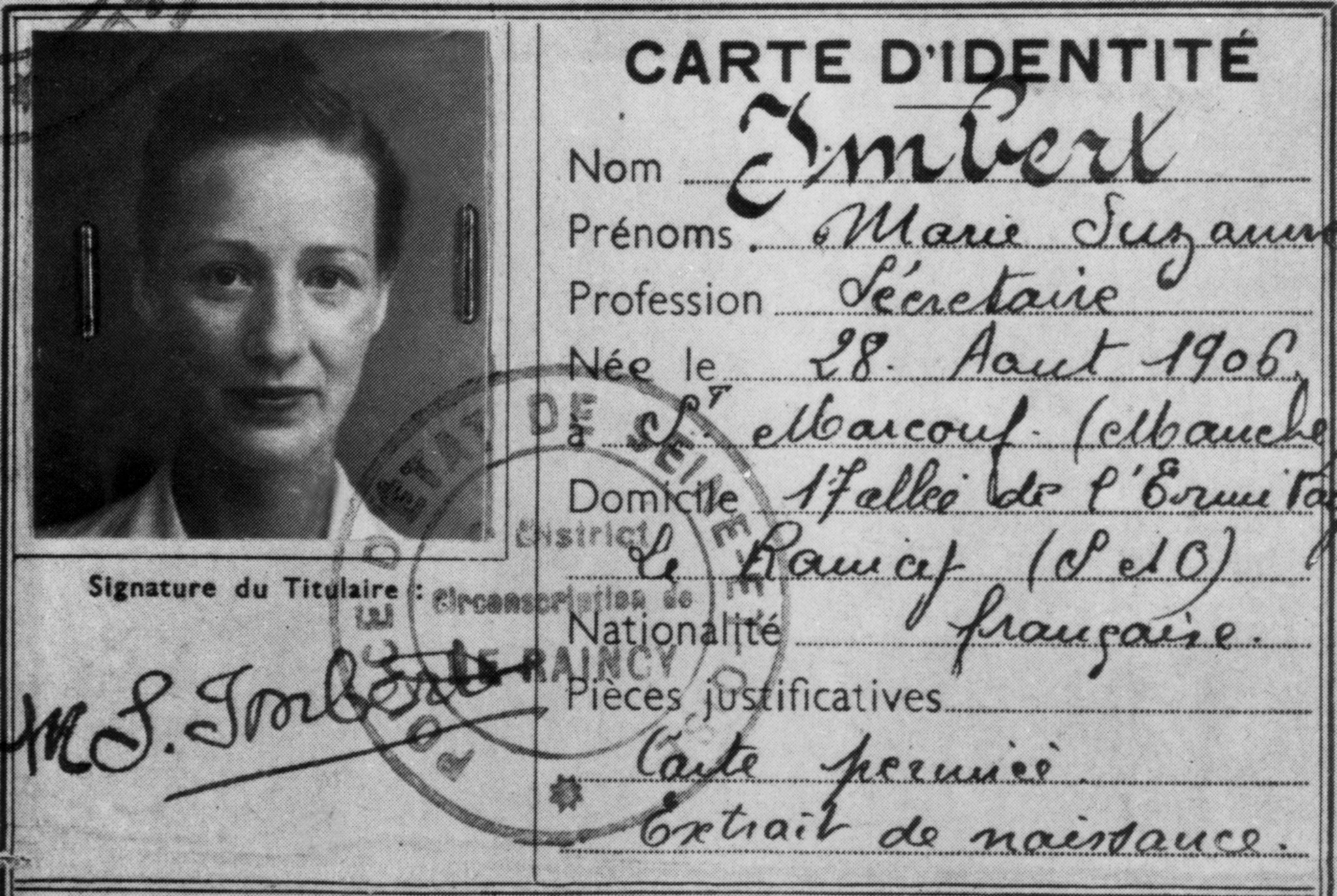
Fausse carte d'identité de Marie-Madeleine Méric.

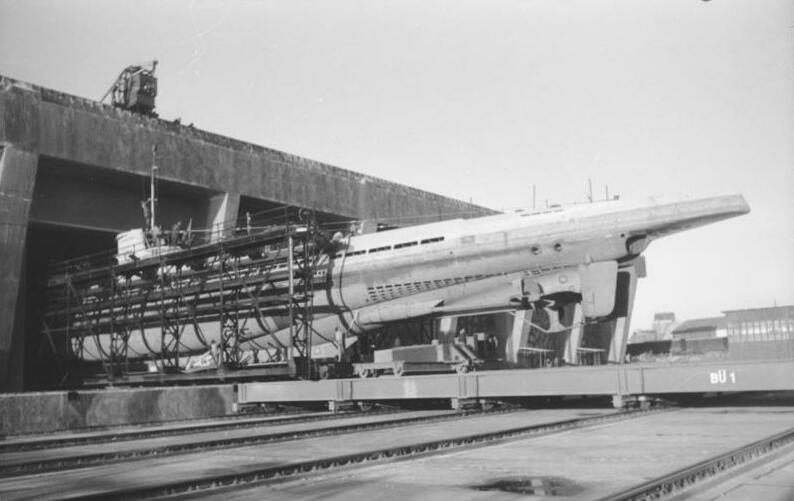
Sous-marin allemand à la base de Kéroman.

Autour des membres survivants, Marie-Madeleine Méric tente de remonter la zone Sud ; la zone Nord-Atlantique a pour instructions de se tenir écartée des prochaines opérations. Le PC est installé chez Marguerite Berne-Churchill (« Coccinelle »), rue François-Dauphin ; Kauffmann en est le nouveau chef d'état-major. Un recrutement s'opère chez des membres du Special Operations Executive, coupés de leur réseau. Méric rencontre le même mois Lemoigne, qui lui remet une carte de la base de Kéroman, rédigée par l'ingénieur Jacques Stosskopf, reprenant le nombre exact, les caractéristiques et rotations des U-Boot de Lorient ; il lui donne également un rapport sur la flotte sabordée de Toulon élaboré par l'ingénieur Jean-Claude Thorel (« Alose »). Enthousiasmée par les résultats obtenus, et poussée par l'Intelligence Service pour qui le transport maritime est devenue une priorité, Méric fait élaborer à Lemoigne le sous-réseau « Sea Star » : Lorient, Toulon, mais également Bordeaux (Kœnigswerther) et Brest (Maurice Gillet - « Licorne ») se rattachent à celui-ci, auquel des émetteurs spécifiques sont livrés. En parallèle, une équipe chargée des opérations de protection et d'action est montée, sous le commandement de Kauffmann : les « Apaches ». Lamarque, désormais détaché du service radio, est chargé de son côté de sélectionner chez les Compagnons de France des chefs de secteur, à envoyer dans ceux touchés par les précédentes arrestations. Ces nouveaux hommes font partie d'un sous-réseau « Druides » dépendant directement de Méric, afin de limiter les risques.
Dans le Centre, l'atterrissage de mars est compromis par l'irruption des Allemands à Ussel le 8, notamment chez Jean Vinzant (« Danois », absent), et sur le terrain de Thalamy. Un plan pour libérer Loustaunau-Lacau, et impliquant Raynal, tourne au drame à cause de la trahison d'un agent double, Marius Chambon, : Paul Guillebaud (« Mouflon ») est abattu, sa femme Rachel (« Brebis ») appréhendée ; Broadhurst est chargé de faire déménager Raynal, mais celui-ci refuse et finit par être arrêté. Dans la foulée, la quasi-totalité du réseau à Vichy tombe également, excepté Broadhurst et quelques autres. Méric est exfiltrée rapidement d'Ussel, et annule l'opération, qui devait notamment ramener Faye et envoyer Dallas, accompagné du travail de Lemoigne, à Londres. L'opération est reportée à la nuit du 11 mars, puis à celle du 12, Rodriguez-Redington et quatre lieutenants lyonnais remplaçant l'équipe « Avia » habituelle sur le terrain de Villefranche-sur-Saône. La même nuit, Robert Bernadac (« Rouge-gorge ») est arrêté à Paris avec Jean Kiffer (« Aspic »), qu'il hébergeait avant un retour à Poitiers ; ses compagnons récupèrent le lendemain un poste radio et des papiers compromettants. Les interrogatoires montrent que les Allemands ont en main la structure du réseau d'avant novembre 1942 ; selon Méric, seul Alamichel avait l'adresse de Bernadac. Trois autres points de chute sont investis, et leurs hôtesses appréhendées ; Mac Mahon échappe à la rafle, mais est grillé, tandis que Kiffer est libéré faute de preuves. La sœur de Méric est arrêtée à Nice par l'OVRA ; son beau-frère passe en Espagne.
Berthomier (« Goéland ») vient un jour proposer à Méric une mission toute particulière : enlever Pétain ou Laval en plein ciel, et ce via « Albatros », chef pilote de l'avion faisant la navette Vichy-Paris. L'avion, en dehors de ces passagers de marque, transporte également régulièrement des documents confidentiels, et Méric demande à Londres leur opinion, qui est favorable à une tentative en indiquant un lieu d'atterrissage discret en Angleterre. Une fuite fait échouer la mission, les Allemands supprimant la liaison aérienne et recherchant activement les cerveaux de cette tentative.

#### L'Alliance à Lyon
De retour à Lyon, Faye présente les résultats de ses entrevues avec les chefs de la France libre, et annonce à Marie-Madeleine Méric que leur réseau a été baptisé « Alliance ». Méric et Faye font le point des arrestations pour tenter de dénicher le fil conducteur : si sur Nice, la goniométrie a permis de dénicher Gachet-Crawley puis « Cancrelat », qui a livré le reste de l'équipe, le reste des arrestations simultanées vient selon eux en grande partie du retournement d'Alamichel,. Dès lors, le PC doit être coupé en deux, en séparant les activités de Faye de celles de Méric ; celle-ci reste inconnue des nouvelles recrues, qu'elle peut tout de même voir par l'entremise de Faye. Méric se loge à la clinique des Cèdres, sous la protection d'une infirmière du réseau de Jacques Baumel ; Faye s'installe avec Marguerite Brouillet et Bontinck dans le 6e arrondissement ; dans cet arrondissement se trouve également l'équipe « Avia », dirigée par Rivière, à une autre adresse. Siegrist est dans le 2e, tandis que Berne-Churchill prend en charge Rodriguez-Redington qu'elle héberge soit à Yzeron, soit à Meyzieu pour brouiller les écoutes. Cette protection de Méric est complétée par la formation d'un potentiel successeur, choisi en la personne de Paul Bernard (« Martinet »).
Le 30 mars, des exécutions touchent les anciens subordonnés d'Alamichel. Le 31 mars, l'État français livre aux Allemands la totalité des prisonniers politiques d'Évaux-les-Bains, dont Loustaunau-Lacau, remis directement à la Gestapo. Pour le protéger, Méric fait parvenir aux Allemands des menaces de représailles sur leurs familles, au cas où Loustaunau-Lacau, qui n'est pas lié à son réseau, serait fusillé. Les membres du réseau ayant grillé leurs couvertures dans la mission d'enlèvement de Pétain/Laval passent en Angleterre en avril : Cros, qui devient le correspondant entre Alger et le réseau, et Berthomier sont accompagnés d'un radio devant être formé ; Dallas et Henri Léopold Dor reviennent par le même avion. Londres demandant à Méric de quitter Lyon, devenue la plate-forme où tout le monde de l'espionnage gravite, Méric se rend près de Villefranche-sur-Saône, pour apprendre que le terrain de parachutage s'y trouvant est connu dans toute la région ; dans le même temps, elle doit envoyer ses enfants en Suisse, afin de les mettre définitivement à l'abri des menées allemandes contre sa famille. Le terrain de Villefranche-sur-Saône, trop exposé, est abandonné ; Rodriguez-Redington, manquant d'être pris à Meyzieu, est envoyé à Paris.

#### Départ de Lyon pour Paris

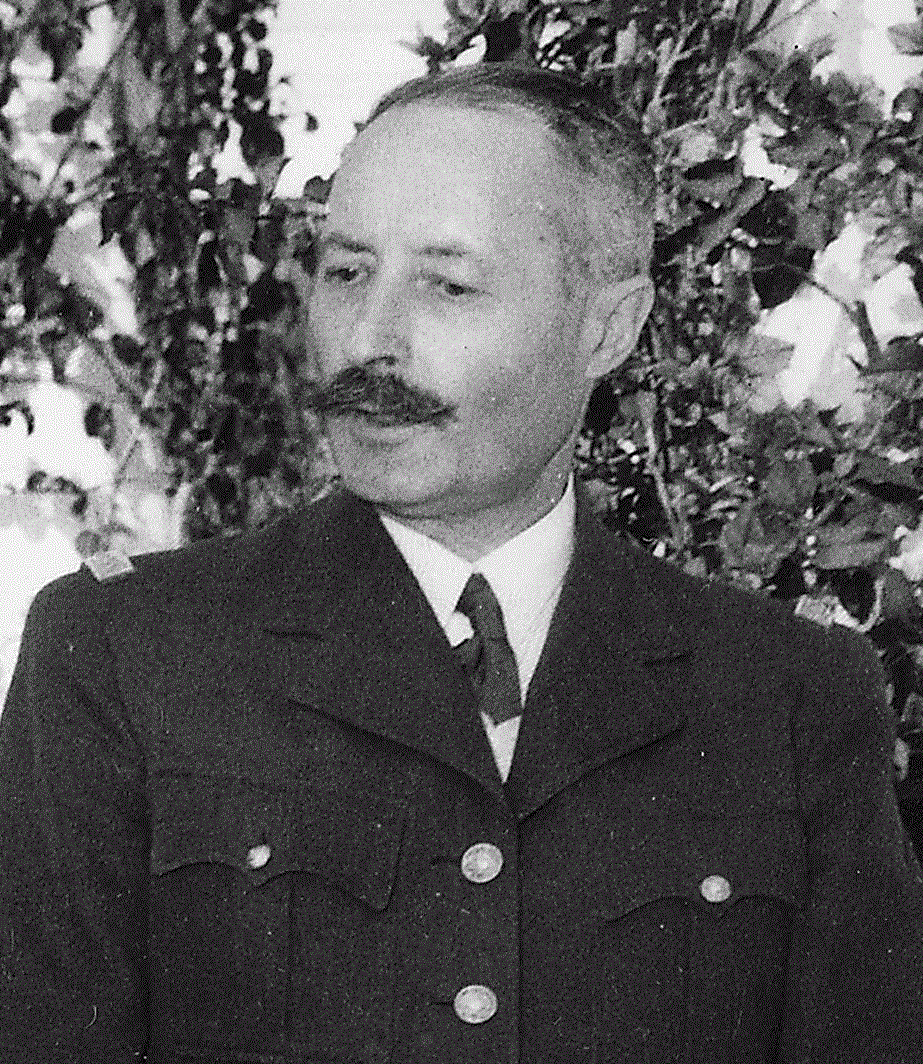
Le général Giraud à la conférence de Casablanca (janvier 1943).

La militarisation du réseau se faisant attendre, René de Vitrolles doit partir épauler Cros à Alger pour l'obtenir. Il doit emmener un courrier spécial destiné à Giraud pour préparer l'invasion de la Corse : Lamarque, Lemoigne, « Caniche », Gaveau et Kauffmann y apportent leur concours en personne, et se retrouvent à Lyon. Un nouveau terrain à Jonage est utilisé, mais l'équipe « Avia » prévue (Rivière, Dallas et le radio « Cochet ») a un accident de voiture grave : « Cochet » donne dans un délire après l'accident l'adresse du PC Avia. Marie-Madeleine Méric prépare alors sa fuite de Lyon, mais c'est le PC de Faye qui subit le premier assaut : Kauffmann, Gaveau, Faye et Vitrolles sont arrêtés par la police de Vichy le 19 mai. Bontinck prévient Méric, et s'échappe, tandis que les quatre officiers utilisent leur bagou pour s'égayer après leur arrivée au poste de police. Seuls « Caniche » et Marguerite Brouillet restent aux mains de la police, pas longtemps pour cette dernière, aidée à s'évader par un inspecteur de police de Vichy (Fernand Clément - « Furet ») cherchant à partir en Angleterre. L'équipe « Avia » s'évade de l'hôpital avec l'aide de Henri Cormouls (« Pégase »), mais « Cochet » disparaît de la circulation après cette évasion. Après avoir envoyé Vitrolles et Fernand Clément en Angleterre, via un terrain à Primelles, Cormouls se fait confisquer l'argent et le courrier par le propriétaire du terrain ; les « Apaches » du réseau se chargent de tout récupérer, mais le terrain est abandonné. Pendant ce temps, grâce aux relations qu'entretient Berne-Churchill à la Croix-Rouge, Faye, Gaveau, Prudon-Guénard (« Chatte ») et enfin Méric échappent à la Gestapo qui a repris l'enquête de la police de Vichy. Toutefois, le fils de Fernand Clément, la fille de Berne-Churchill et Mareuil sont arrêtées, alors que le fils de Berne-Churchill, tentant de passer seul en Espagne, est également capturé ; Berne-Churchill doit quitter Lyon pour Paris. Les époux Guillot évitent eux aussi une arrestation mais passent dans la clandestinité ; Siegrist fait hâter son déménagement de Lyon par précaution.
Méric rejoint Paris, d'où Coustenoble est désormais absent : désormais très malade, il est soigné à Durtal. Mac Mahon et sa famille (dont le château de Sully a été perquisitionné) ont trouvé refuge en Suisse, pour un temps. Rodriguez-Redington lui présente le nouveau plan de radio parisien, mis au point à la suite de ses mésaventures lyonnaises : six émetteurs à des endroits différents, sur lesquels on n'utilise pas deux fois de suite le même jeu de quartz. En plus du temps passé à émettre, les radios doivent contacter en premier la Centrale, ce qui peut prendre jusqu'à la moitié de leur temps d'émission. En dehors des postes de Kœnigswerther (Bordeaux, Poitiers, La Rochelle), de ceux de Kauffmann (Massif Central), ceux d’« Avia » et des « Druides », le réseau compte 13 autres postes installés dans d'autres villes ; il faut en réinstaller d'autres dans le Midi et à Lyon, mais deux nouvelles recrues du groupement des contrôles radioélectriques de l'Armée supervisent désormais leur matériel. À Paris, Méric est sous la protection de Dayné (« Fourmi »), rattaché à la police des mœurs, mais elle est tout de même reconnue par un de ses anciens pourvoyeurs d’ausweis. À Lyon, Siegrist est arrêté avec l'ensemble de son matériel, le jour même de son déménagement, en même temps que Louis Payen (« Forban ») ; les circonstances de cette arrestation, couplées à celles de la disparition d'une partie du courrier sauvé de Lyon par Bontinck, amènent des soupçons sur Jean-Paul Lien (« Flandrin »), le second de Jean-Philippe Sneyers (« Escogriffe »), que Méric recommande d'éloigner de l'état-major séance tenante. Faye doit préparer un ordre global de cloisonnement pour l'ensemble du réseau, jugé désormais par Méric trop vaste pour rester en l'état.
En juin, Berthomier revient de Londres, via le nouveau terrain de Bouillancy, près de Nanteuil-le-Haudouin, tandis que Jean Vinzant et Lamarque s'envolent. Méric se prépare à prendre l'avion suivant, pour envoyer la récolte de renseignements ; entre autres, l'ingénieur en chef à la SNCF Gaëtan Devaud s'est emparé des plans de transport allemands en cas de débarquement allié. Un nouveau sous-réseau doit également être présenté à l'IS : les « Pompiers de l'air », sous la direction du colonel Jean Carayon (« Phœnix »), nouveau secrétaire général de la Défense aérienne. Ce nouveau sous-réseau doit préparer la réactivation de l'Armée de l'air, réserves comprises, ainsi que contrer l'action directe (départs) et indirecte (recherche des disparus dans les maquis) du STO ; les enquêtes officielles de la Défense aérienne sur les bombardements alliés sont transmis directement à l'Alliance, tout comme lui sont adressés tous les candidats au départ pour l'Afrique du Nord. Méric, convaincue par Faye, Lamarque et Carayon, doit proposer aux Anglais de prévoir l'armement des « Druides » et des « Pompiers de l'air » (qui comprend des éléments de Jeunesse et montagne) — en tout plus de 30 000 combattants potentiels. À la suite d'une visite de Poulard, qui a échappé à l'arrestation à Brest, elle décide de l'emmener avec elle. L'activité de renseignements est alors dans les mains de Paul Bernard, et fonctionne selon la méthode de classement organisée par Gaveau depuis un an, et généralisé à tout le réseau,, mais l'absence d'archivage sollicite énormément la mémoire des agents. Elle emporte également avec elle un renseignement, amené par Jean Laurent (« Benteng »), sur un complot organisé contre Hitler.
Le 16 juillet 1943, une grande réunion est organisée avant le départ de Méric pour faire le point sur les suites de l'engagement des membres du réseau après-guerre. Cette réunion se tient à la suite des luttes de pouvoir entre de Gaulle et Giraud à Alger, qui inquiète les agents ; le rapport du réseau avec l'IS pose question également. Il est décidé que le réseau, militarisé officieusement par Giraud, doit rester par ce lien dans la France libre, suivre de Gaulle lorsqu'il prendra définitivement en main les affaires politiques, tout en restant mis à disposition de l'Intelligence Service - Alger n'étant pas jugé capable de fournir le matériel nécessaire seul. Méric doit confirmer la militarisation du réseau et obtenir son officialisation ; une motion est signée par les présents pour symboliser l'unité du réseau. Paul Bernard expose sa vision du futur du réseau, mais son approche trop centralisatrice pour l'état-major contredit la vision de Méric, pour qui les secteurs doivent être le plus coupés de l'état-major, y compris concernant la réception des moyens de Londres ; le sujet fait débat. Un consensus est obtenu par Faye via le plan de sécurité qu'il a mis au point est adopté. À l'issue de cette réunion, Kauffmann se dit déçu de ne pas avoir été nommé successeur de Méric ; il lui présente en même temps son dernier recrutement : le capitaine Émile Pradelle (« Corsaire ») et son réseau de Vichy, jusqu'à présent utilisé par les Américains mais dont il se détache à présent pour rejoindre Alliance.

#### Marie-Madeleine Méric et Faye à Londres
Au dernier moment, Marie-Madeleine Méric ordonne à Bontinck de se mettre à l'abri ; elle doit également embarquer in extremis Gaveau, coupable d'une grave faute de sécurité,. L'appareil dépose Lamarque, Liess et Bocher (« Rossignol »), et emporte Poulard, Gaveau et Méric sans encombre le 18 juillet. Le premier rejoint son centre de formation, le deuxième sa carrière militaire britannique ; restée seule, Méric rencontre enfin Dansey, qui lui annonce qu'elle est une exception : un chef de réseau ne dure pas plus de six mois d'affilée en moyenne ; elle a tenu son commandement durant trente-deux mois.
Londres se montre sceptique vis-à-vis du complot contre Hitler ; la Centrale n'accède pas à la demande de Rodriguez-Redington de faire appeler les postes plutôt que le contraire. Mais Méric peut avec l'accord de Dansey correspondre directement avec Faye. Elle apprend bientôt l'arrestation de Dayné, Jean Bouyat (« Caviar ») et Henri Léopold Dor, et le démantèlement de la région de Grenoble par l'OVRA ; ces péripéties sont attribuées par Faye au déchiffrage partiel de son carnet personnel, confié à Siegrist et pris lors de l'arrestation de ce dernier. Faye, Rodriguez-Redington et Ambre (grillé depuis le mois d'avril et les mésaventures de Lyon) arrivent par l'avion d'août, tandis que Poulard et Robert Rivat (« Pinson ») y prennent place. Faye apporte à Londres un rapport de Lamarque, sur la mise au point de nouvelles armes dans l'île d'Usedom ; les services anglais confirment trois mois plus tard la justesse du renseignement, que le réseau évite désormais de creuser par sécurité pour un temps. Pour les radios, Rodriguez-Redington, pour appuyer la justesse de sa demande de changement de procédure, démontre devant les chefs de la Centrale le résultat d'une journée d'appels venant de Londres — Dansey décide donc que les postes de Caen, Brest, Nantes et Bordeaux, prioritaires, seront désormais appelés directement.
Les rapports des chefs d'Alliance avec les services giraudistes ne sont pas meilleurs : alors que la liaison radio entre Alger et Alliance fonctionne, et que les terrains de parachutage d'armes sont prêts, les décisions officielles de militariser le réseau — en nommant Faye à sa tête — et de le mettre à disposition du War Office n'arriveront que le 16 septembre. Méric et Faye travaillent ensemble sur le plan de décentralisation du réseau, recommandé par Dansey. Par contre, ce dernier demande à Méric de rester plus longtemps en Angleterre : il argue que son réseau, le seul qui couvre alors la France entière avec des méthodes de renseignement efficaces, n'a pas encore besoin de son retour et qu'elle est plus utile auprès d'eux pour déchiffrer le contexte du terrain. Sur sa demande, Méric ordonne à Faye de rester également, les probabilités qu'il soit capturé à nouveau étant grandes. Faye refuse mais doit accepter des conditions de sécurité drastiques imposées par Méric s'il souhaite repartir. Il retourne le 15 septembre en France avec Rodriguez-Redington, via le terrain de Bouillancy ; Mac Mahon, qui veut reprendre du service, et Kœnigswerther, épuisé nerveusement et demandé instamment par la Royal Navy, font le chemin inverse. Cros dirige à nouveau le bureau d'Alger ; Méric reprend contact avec ce dernier et Vitrolles, ainsi qu'avec le fugitif Fernand Clément.
La méfiance des Anglais sur le retour de Faye, comme les mauvaises impressions rapportées par Mac Mahon et Kœnigswerther, se vérifient rapidement : les passagers, Sneyers, Lien et Dallas sont pris dans le train du retour, à Aulnay-sous-Bois. À Paris, le 16 au matin, le PC voit la visite matinale de la Gestapo : Paul Bernard, Jean Roger, Poulard, Lemoigne et leur hôtesse Berne-Churchill échappent à l'arrestation et emmènent les archives en sûreté, excepté celles de Lemoigne ; Berne-Churchill fait déménager son beau-frère le colonel Brault, chef du secteur de la Sarthe, et Gilbert Beaujolin (« Caïman »), avant de partir au Mans pour prévenir Londres. Poulard se rend au PC radio ; là encore, il échappe à la rafle, mais pas les radios eux-mêmes ; le PC de Jean Roger (dont l'identité est grillée désormais, comme Paul Bernard) et celui des « Apaches » sont également investi - Marc Bernard (« Mérou »), qui échappe à l'arrestation dans le premier est pris dans le second. Au PC renseignements, c'est Rivière et Jassaud qui sont appréhendés le 19. C'est l'Abwehr de Dijon qui est responsable de ce coup de filet : depuis juin 1943, c'est cette antenne du service de renseignement qui a pris le relais de celle de Lille-Bruxelles, qui avait de son côté opéré les arrestations à la suite du retournement d'Alamichel. Le même jour, Loustaunau-Lacau est déporté « nuit et brouillard », avec d'autres officiers.
De Londres, Méric donne des ordres de confinement maximum, mais l'attaque sur la province est déjà prête. Le 21 septembre, le PC de Kauffmann est investi : Kauffmann, Pradelle, les « Apaches » sont pris ; la deuxième équipe « Avia » (Berthomier et Jean Fontaine - « Lynx »), proche de Vichy, est supposée tuée à l'ennemi. Le même jour, à Autun, le domicile de Paul Mengel est cerné ; lui, sa femme et son adjoint sont arrêtés ; 23 autres arrestations suivent, décimant l'Est. Le 24, Gillet envoie son dernier message ; Poulard est arrêté à Paris le même jour, et la région Bretagne tombe en même temps, à Rennes ou à Brest - où Gillet et Lemoigne sont pris. Seul le secteur de Nantes est épargné. Avec cent cinquante arrestations dans cette rafle, c'est entre trois et quatre cent membres du réseau ou de leur famille sont désormais sous les verrous. Paul Bernard, replié sur Aix-en-Provence, dit ne soupçonner personne de la vague d'arrestations, rejetant la faute sur le pilote ramenant Faye et Rodriguez-Redington, qui avait raté le rendez-vous une première fois ; c'est pourtant bien Lien, agent double de l'Abwehr, qui a provoqué cette hécatombe, avec d'autres agents français de la Gestapo.
Ambre est alors envoyé à Alger pour prévenir Giraud de la capture du chef du réseau, et lui confirmer que son activité continue néanmoins. Le réseau a également eu vent du ralliement d'Alamichel en juin 1943, expliquant que les Allemands ne l'avaient relâché que pour qu'il propose une alliance antihitlérienne et anticommuniste aux Alliés. Ambre est donc également chargé de faire part des soupçons établis à l'intérieur du réseau quant à ces justifications d'Alamichel ; ce dernier est soumis à une commission d'enquête qui juge impossible d'établir la preuve de la trahison, mais renvoie néanmoins un examen approfondi à la Libération, afin de permettre aux témoins directs de donner leur version. Ambre doit enfin négocier, auprès de son ami François de Menthon (alors commissaire à la Justice au CFLN) une place pour le réseau à l'intérieur de l'Assemblée consultative provisoire réunie à Alger. Cette demande est rejetée, les membres de l'assemblée n'étant désignés que sur proposition du Conseil national de la Résistance, dont l'Alliance ne fait pas partie. Sollicité par de Menthon et le général Cochet, de Gaulle refuse de rencontrer Ambre en tant que représentant du réseau, et lui ordonne de rester à Alger. Après intervention de Giraud, Ambre peut repartir ; la note de service de Giraud, nommant Faye à la tête du réseau, est modifiée pour l'appliquer à Paul Bernard.

#### Réorganisation à Londres et en France
À Londres, Marie-Madeleine Méric a de mauvais rapports avec les différents services de renseignements de la France libre : d'une part, le BCRA reproche à l'Alliance de ne jamais directement fournir de renseignements à la résistance gaulliste ; d'autre part, les services giraudistes estiment qu'ils n'ont pas à apporter de moyens à une organisation dont ils récupèrent de toute manière les renseignements par l'entremise de l'IS,. Les relations entre les membres du réseau établis à Londres et les représentants de la France libre sont donc plutôt antagonistes, au mieux inexistantes. La mission de Cochet de fusionner les éléments giraudistes et gaullistes des SR est alors loin d'être efficace ; l'affiliation du réseau reste donc la même pour l'instant. Toutefois, il continue à transmettre les messages du commandant en chef Giraud : celui-ci demande aux réserves des « Druides » et des « Pompiers de l'air » de préserver leurs effectifs en attendant de nouvelles instructions, et fait transmettre des questionnaires concernant la côté méditerranéenne, mais également l'ordre au général Revers de prendre la tête de l'ORA. Selon Méric, ce dernier point montre que l'organisation des SR giraudistes a trop peu de moyens pour établir ses propres communications, et aucun quant à la récupération des agents capturés.
Pendant ce temps, l'antenne du réseau à Alger permet le rapatriement en Afrique du Nord de quelques membres qui avaient été faits prisonniers en Espagne : Jacques Bridou, Georges Georges-Picot, Fernand Alibert (« Barbet ») et Cormouls. Grâce à son contact au BCRA, Fernand Clément, qui lui transmet des informations du réseau « France d'abord », Méric obtient une nouvelle indication de la trahison de Lien. Kœnigswerther, déjà convaincu de la culpabilité de ce dernier, et dont le retour en France a été retardé par un manque de Lysanders opérationnels, accoste sur la côte atlantique le 25 novembre, avec pour missions de communiquer le courrier et l'argent du réseau à Paul Bernard, de prendre contact avec France d'Abord, et de préparer la reprise de contact auprès de leurs camarades détenus, avec l'aide de Hédin. Un nouveau terrain près de Verdun est inauguré par Rivat en octobre, mais il ne fonctionne pleinement qu'en janvier.
La Gestapo interroge ses prisonniers. Si elle obtient certains aveux, provoqués ou dépités devant la masse de renseignements qu'elle possède déjà, certains résistent toujours aux interrogatoires. Une tentative d'évasion de Faye, accompagné par les agents du SOE Noor Inayat Khan et John Starr, eux aussi prisonniers, se solde par un échec et par la déportation précoce de Faye le 27 novembre suivant.

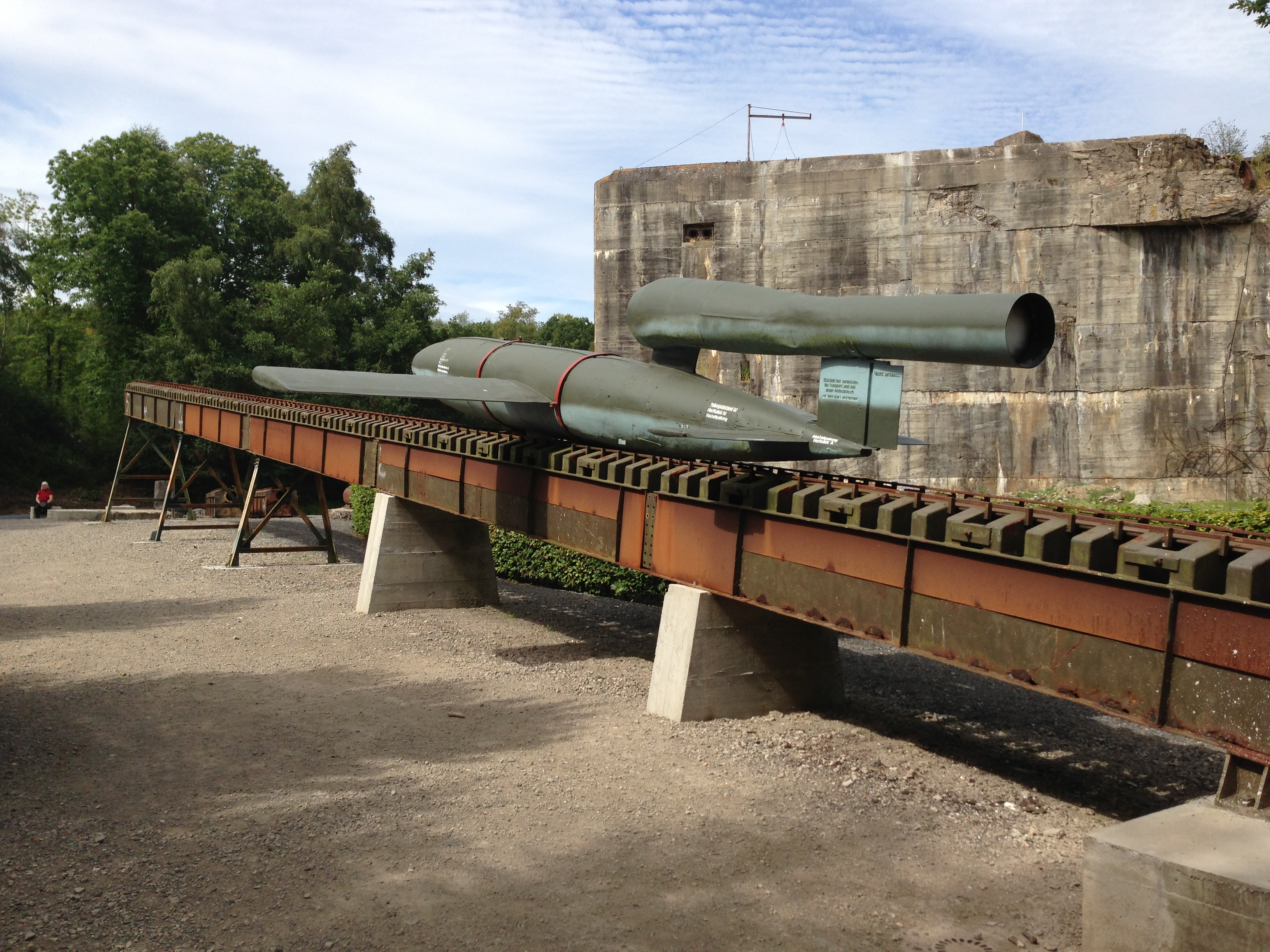
Missile V1 sur sa rampe au musée du blockhaus d'Éperlecques.

Londres s'intéresse toujours aux armes secrètes préparées par les Allemands, et les renseignements du réseau rapportent des constructions faites entre Calais et Boulogne pour préparer, vers la Noël 1943, une attaque qui doit partir des installations d'Éperlecques et de Nesles. Le groupe Lorraine est chargé de bombarder les sites. Mais à Lille, l'équipe d'Henri Frémendity (« Balbuzard ») se fait muette ; le 5 décembre, c'est Kœnigswerther qui n'envoie plus de messages. À cause notamment du mauvais temps, une seule opération de parachutage est menée, dans la région de Nantes ; celle-ci tombe aux mains des Allemands, tout comme l'équipe d’André Coindeau (« Urus »). Le réseau est alors réduit à Paul Bernard, Lamarque et Henri Battu (« Sarigue ») au nord de la Loire, Helen des Isnards (« Grand-duc ») et Thorel au sud ; il ne compte alors plus que 80 agents actifs. Si les volontaires recrutés par Cros à Alger continuent à venir et être formés pour la clandestinité, l'IS donne moins de moyens au réseau, au point que Méric prévient Paul Bernard que le réseau pourrait recouvrir son indépendance vis-à-vis des Anglais en janvier ; dans le même temps, Giraud perd la main au sein du CFLN et Cros demande son rapatriement à Londres. L'« Alliance House », destinée à Méric au 10, Carlyle Square, devient le repaire londonien du réseau à cette époque ; Méric, les anciennes recrues (Robert Philippe, Jacques Charles — « Lézard » —, Ambre, Fernand Clément) mais également les nouvelles (Félix Simon - « Milan », l'abbé de Naurois - « Palumbus », le commandant Robert Lorilleux - « Icarus ») y fêtent Noël.
Jacques Charles, spécialiste transports qui avait pu échapper aux rafles de septembre en ralliant l'Espagne, et Robert Philippe, venant d'Alger avec son poste radio, épaulent tous deux Méric pour reconstruire l'état-major, auquel s'adjoignent Ambre et Mireille Ancelin « Chevrette », chargés de l'intendance de la maison. Le retour de leur ancien agent de liaison « Crane » permet aux membres restants d'espérer que l'Intelligence Service leur permette de reprendre la liaison avec la France. Dans la nuit du 5 au 6 janvier, le premier parachutage de l'année 1944 arrive à Aix-en-Provence, chez Des Isnards. Le 27 janvier, c'est par la mer qu'Élie de Dampierre (« Berger »), devant devenir le nouveau chef de l'équipe « Avia », part pour l'Angleterre. Toutefois le mauvais temps et les patrouilles allemandes empêchent que le courrier de Londres n'arrive directement en France ; la liaison de Londres avec Paul Bernard n'est pas encore rétablie, mais celle de Paul Bernard avec Londres lui transmet un courrier important. Il apporte son lot de nouvelles des compagnons : une lettre de Poulard, prisonnier, demandant aux Anglais de limiter les bombardements touchant la population civile ; la nouvelle de la mort de Coustenoble, le 17 octobre, terrassé par la phtisie, peu après avoir reçu la médaille militaire sur demande de Méric. Paul Bernard informe cette dernière de l'adoption d'une tactique qu'elle avait elle-même conseillée avant de partir : une décentralisation complète du réseau, l'état-major se limitant désormais à une seule personne — la sienne. Il témoigne également de tensions entre lui et les autres responsables, ce qui convainc Méric de faire partir au plus vite des émissaires de Londres (Dampierre et Lorilleux) pour confirmer l'autorité de Bernard. Du côté de Londres, Dansey accepte, malgré l'incrédulité d'Emmanuel d'Astier de La Vigerie, de recevoir les doléances des « Druides » et des « Pompiers de l'air ».

#### Reprise du renseignement

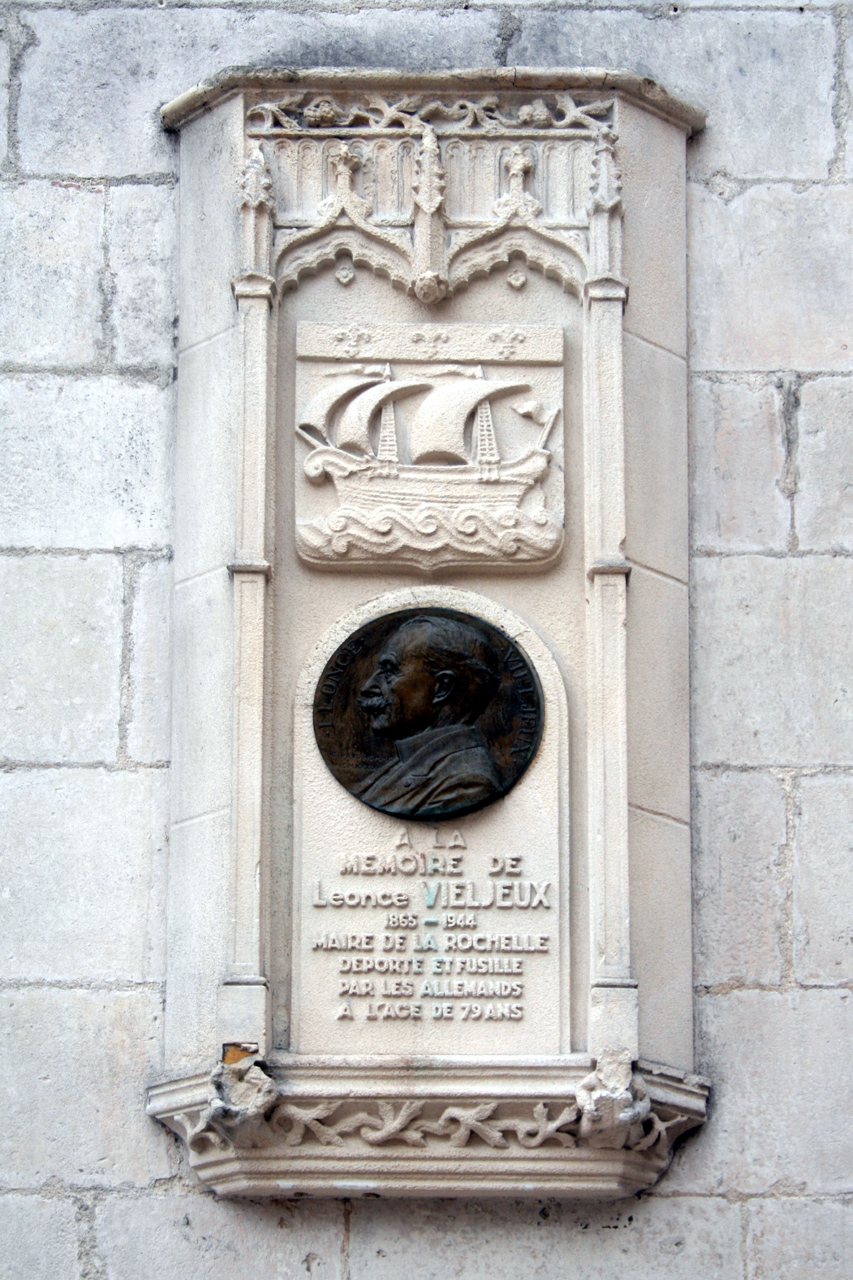
Plaque commémorative dédiée à Léonce Vieljeux (La Rochelle).

À Paris, même après l'investissement des différents PC en novembre 1943, les groupes locaux ont continué de fonctionner. Mais fin janvier, le poste de Châtillon est repéré ; Henri Bonnard (« Geai »), le futur chef radio de la région, et Pierre Neyrard (« Yack »), bras droit de Paul Bernard, sont capturés avec le radio « Orfraie » et deux de leurs hommes. Paul Bernard doit compter sur les émetteurs du Sud-est pour communiquer avec Londres. Comme prévu, Dampierre (qui doit notamment reprendre en main les agents lyonnais du colonel Serre, des SR giraudistes) et Lorilleux partent vers un terrain du SOE à Châteauroux. Mais leur avion ne rentrant pas, il est impossible de savoir s'ils ont pu atterrir ; Félix Simon (qui reprend la centrale radio parisienne) est expédié dès le lendemain en urgence, mais l'alerte était heureusement vaine : Dampierre, Lorilleux et leur pilote ont pu arriver à Paris sans encombre. Le 16 mars, le pilote, accompagné de Jean Roger et de Micheline Grimprel (« Scarabée »), revient en Angleterre, tandis que Paul Bernard a enfin pu récupérer une partie du budget pour le réseau.
Les arrivants apportent dans leurs bagages une carte complète de la côte du Cotentin, signalant chaque défense ; dans le reste du courrier de France se trouvent notamment des renseignements complémentaires sur les armes secrètes en préparation. Grimprel apprend également à Marie-Madeleine Méric de vive voix les détails des problèmes de commandement de Paul Bernard : il a écarté, avec l'appui de Beaujolin et de Jean Roger, Lamarque, son successeur potentiel, pour s'appuyer sur les deux précédemment cités. Puis il est entré en désaccord avec Jean Roger sur les méthodes d'organisation, et souhaite que celui-ci reste à Londres définitivement. Il préfère selon Grimprel une nouvelle recrue, François Michel (« Lama »), remplaçant de Lemoigne à la tête de « Sea-Star ». Mais Méric n'a pas le temps de débrouiller ce problème : à la suite d'une trahison, Paul Bernard est arrêté à Paris le 17 mars. Avec lui tombent Félix Simon, Jean Raison (« Phalène »), les radios de Félix Simon — « Bouvreuil » (Francis Leclercq) et « Courlis » —, Marguerite Brouillet… Jean Laurent, Dampierre et Thorel prennent l'intérim, tandis que François Michel prend le commandement temporaire.
Méric prévoit alors de repartir en France, pour confier la région Nord (jusqu'à la Loire) à Jean Roger, le sud-est restant à Des Isnards, le sud-ouest à Henri Battu, Lamarque se chargeant avec les « Druides » de quadriller l'ensemble. Fin mars, elle rencontre avec Jean Roger François d'Astier de La Vigerie, frère d'Emmanuel, chargé à son tour des échanges avec les réseaux ; le rattachement de l'Alliance au BCRA est validé à cette occasion, les missions étant désormais sous les ordres du colonel Manuel, adjoint de Passy. Cette union semble vivement approuvée par les Britanniques, le futur de l'Alliance étant désormais affermi. Jean Roger part le 11 avril, Jean Godet (« Antilope ») revenant dans l'appareil. Celui-ci fait un compte-rendu détaillé de la chute du réseau géré par Kœnigswerther, présumé mort : Christian de La Motte Rouge (« Méhari »), Joseph Bordes (« Saint Père »), le maire révoqué de La Rochelle Léonce Vieljeux et son neveu Franck Delmas, Victor Joyon (« Otarie »), Kiffer sont tous en prison. Il apprend également à Méric que les auteurs de la fameuse carte du Cotentin ont également été arrêtés : le directeur de l'École des beaux-arts de Caen Robert Douin (« Civette ») et le sous-préfet de Cherbourg Lionel Audigier accompagnent en captivité une vingtaine d'autres membres du réseau en Normandie.
Toutefois, Godet n'a pas que de mauvaises nouvelles : le réseau à La Rochelle existe toujours, sous la conduite de Robert Fortunet et Jean Laporte ; ils utilisent les émetteurs d'André Girard (« Pointer »), chef du Centre, qui renseigne également l'Armée secrète. Jean Roger, une fois arrivé, transmet également des informations encourageantes : Bocher a remis sur pied la centrale-radio du Nord ; le nouveau venu André Collard (« Cactus ») s'occupe des zones interdites ; Lorilleux s'occupe bien à Lyon en recrutant le réseau du colonel Serre. Côté radios, neuf émetteurs sont tenus par Jean Roger de Lorient à Soissons, en passant par Paris ou Le Mans. Méric a mis également au point avec Jean Roger le plan DIP : sonder les personnalités du régime de Vichy en vue de la libération du territoire ; Pierre Laval au moins se montre intéressé.
Les avions faisant défaut, une opération maritime est prévue le 28 avril à Pleubian pour amener à Londres Collard, Jeannie Rousseau, et Raymond Pezet (« Poisson-Volant »), qui doit suivre le stage « Avia ». Mais ils sont pris avec Dampierre et Hédin, qui organisent l'opération ; seuls Pezet, qui a échappé à la patrouille, et Hédin, qui a forcé le passage, parviennent à s'enfuir. En remplacement, une opération Lysander est prévue pour mai : en plus de Pezet, Pierre Giraud (« Teutatès »), agent no 1 de Lamarque, monte à bord pour remplacer Jeannie Rousseau. Méric doit repartir avec le premier en France, en se faisant passer pour son épouse ; elle subit une transformation physique totale, accréditant sa nouvelle identité ; son nom de code est également changé pour celui de « Cobaye ». En attendant la fin de la formation de son « mari », Méric rédige sur demande britannique un message à transmettre en cas de débarquement ; celui-ci se produit le 6 juin, le message étant passé dans la nuit du 5 au 6. À ce moment, l'organisation du réseau comprend 17 postes émetteurs, 75 agents principaux et 800 secondaires,. Grimprel quitte le réseau pour s'engager comme ambulancière ; Ambre, engagé au BCRA après mai 1944, s'engage dans la RAF et prend place à bord des avions qui facilitent la liaison entre les maquis,. Évidemment, le retour de Méric prévu pour juin est reporté, d'autant que début juin, Jean Roger, Bocher et la plupart des agents de Paris sont arrêtés, à la suite du recrutement d'un radio agent double.

### La libération

#### «Grand-duc» / Aix-en-Provence
Durant cette période, Marie-Madeleine Méric rédige des rapports concernant les membres du réseau suspectés de trahison, que le CFLN lui demande. En dehors d'Alamichel, une autre figure de connaissance, « Rouge », fait sa réapparition en Angleterre, où il est investi d'une importante mission par le BCRA. Il fait l'erreur de se recommander de Loustaunau-Lacau ; Fernand Clément met au courant Méric, et « Rouge » est envoyé à l'île de Wight sous bonne garde. Le 6 juin, les auteurs de la carte du Cotentin, détenus à la prison de Caen, sont exécutés.

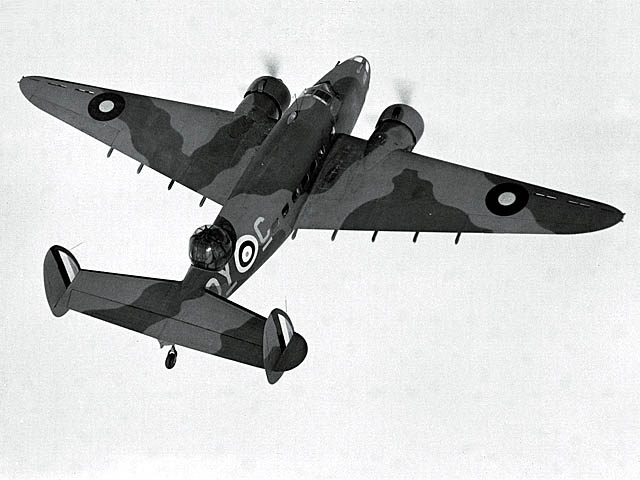
Un Lockheed Hudson, que Méric, Pierre Giraud et Pezet prennent pour revenir en France, avec une demi-douzaine d'autres passagers.

La capture de Jean Roger rendant nécessaire une division de l'ancienne zone occupée, Méric vise la région du Sud-Est de Des Isnards, jusque là épargnée, pour son retour, d'autant que faute de moyens, le courrier des autres régions s'y entasse. Son retour est gardé sous silence excepté auprès de Des Isnards lui-même (qui en informe tout de même Lamarque), mais le réseau sait qu'un nouveau chef doit leur être donné sous peu. Méric retourne en France via un terrain d'atterrissage du BCRA ; Dansey lui donne une porte de sortie en cas d'arrestation, qu'il dit n'avoir jamais donné à un autre : affirmer être envoyée par lui, non plus pour faire du renseignement, qui serait abandonné, mais pour préparer la lutte contre les communistes. Dansey lui dit même que si les Allemands sont incrédules, elle pourra le contacter directement par radio pour qu'il confirme cette affirmation ; du poison lui est également donné au cas où. À peine arrivée en région parisienne avec son mari fictif, elle est reconnue par l'un des membres du comité de réception ; cela lui confirme qu'elle doit au plus vite partir vers le sud. Ils y arrivent trois jours après leur atterrissage, le 9 juillet.
Des Isnards apprend à Méric l'évasion de Jean Roger de la rue des Saussaies, qui demande son exfiltration vers Londres. Il lui apprend également que tout le renseignement qu'il a collecté a du retard : la boîte aux lettres du BCRA donnée de Londres a été découverte, et ses émissions radios ne sont pas captées par la Centrale. Jean Roger a appris lors de ses interrogatoires que la Gestapo connaît l'existence des postes d'Aix-en-Provence ; elle ignore seulement leur position. Depuis juin, aucun courrier n'est parti, et l'utilisation de la radio a été compromise. Des Isnards informe également du transfert des prisonniers de Nice par l'OVRA aux Allemands - ils sont désormais emprisonnés à Marseille ; d'après Méric, il y a alors environ 600 membres de l'Alliance dans les prisons allemandes. Un rapide tour d'horizon de la zone sud permet de confirmer son bon état : à Aix, Marseille, Lyon, Toulon, Montpellier, Limoges et Toulouse, le réseau est actif, tout comme dans les secteurs du Centre ; seules Avignon (où le chef de secteur et son équipe viennent d'être arrêtés) et Grenoble sont moins stables. C'est Des Isnards, qui n'a pas eu encore besoin de passer dans la clandestinité, qui fédère l'Alliance à ce moment ; à Paris, par contre, il y a des dissensions, chacun attendant le nouveau chef qui doit monter avec Lamarque.
François Michel a fait passer, à nouveau, une information sur un complot contre Hitler ; les détails donnent notamment le nom des généraux de la Wehrmacht impliqués. C'est la deuxième fois que l'Alliance a un renseignement de ce type ; Méric le code pour qu'il passe en Angleterre aussi tôt que possible. Mais la police allemande est sur la trace de Des Isnards, à la suite de l'arrestation du groupe d'Avignon ; elle découvre lors d'une des fouilles Méric, qui vient de lui transmettre ses télégrammes et a encore les grilles de codage et certains messages en clair dans sa chambre. Elle est arrêtée et emmenée pour cette dissimulation à la caserne Miollis ; elle parvient à s'évader tout de suite et prévient Des Isnards. L'argent récupéré par les Allemands, ainsi qu'une bonne partie du courrier, Méric blessée aux pieds, le départ sur Paris est retardé ; Des Isnards et Michel Lévêque (« Mésite ») se cachent avec Méric, attendant le départ pour le maquis de Claps, où doivent les transporter des hommes de Max Juvénal, chef FFI de la région. C'est là qu'ils apprennent l'exécution et l'échec du complot du 20 juillet 1944 contre Hitler. Dans le maquis, où Des Isnards refait son PC, ils sont rejoints par Pierre Blanc (« Sanglier »), chef du réseau pour la ville d'Aix, menacé d'arrestation ; le maquis, bien que fortement armé, reste dans une région très agitée, et le débarquement en Provence se fait attendre. Le 29 juillet, Méric quitte enfin la région pour partir vers Paris, via Marseille, où elle fait le bilan du renseignement phocéen avec Thorel, Aimé Aubert (« Manopos ») des « Druides » et Lamarque ; si l'armement des « Druides » et des « Pompiers de l'air » a été définitivement abandonné par les Alliés, pour diverses raisons, le réseau a fourni un maximum de renseignements pour faciliter le débarquement à venir.

#### Paris et l'Est — derniers mois de guerre

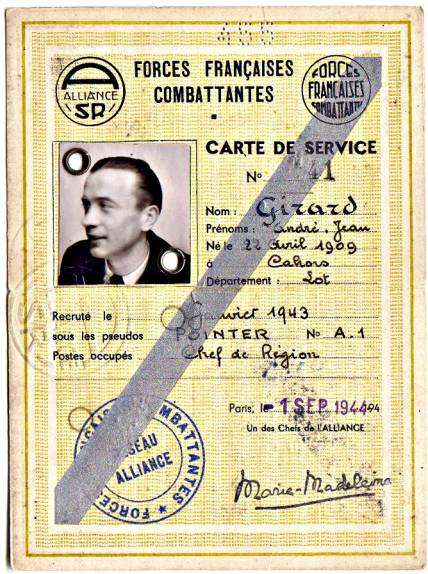
Dès septembre 1944, Marie-Madeleine Méric établit les cartes de service des FFC pour ses agents (ici celle d'André Girard). Le logo d'Alliance l'accompagne.

À Paris, Marie-Madeleine Méric, qui a été accompagnée jusque là par Lamarque et Henri Battu, revoit Jean Roger, prêt pour rejoindre les Alliés à travers la ligne du front de Normandie. Beaujolin est devenu l'un des chefs informels du réseau dans la capitale (officiellement sous la direction de Pierre Noal - « Tétra »), où il rassemble contacts politiques et financiers ; il contracte sur ordre de Méric un emprunt vis-à-vis du réseau Action en attendant le renflouement de Londres. Avec Jacques Formery (« Halibut »), venu de Toulon peu avant elle, Méric trie le courrier qui s'amoncelle, attendant d'être transporté par Jean Roger ou envoyé par radio. De son côté, la Centrale émet désormais les messages codés sans que les radios aient besoin de les contacter, ce qui permet de ne prendre de risques qu'en cas d'émission depuis la France. Une demande conjointe de l'IS et du BCRA leur est parvenue : il faut remettre en activité maximum le secteur Bordeaux-La Rochelle et celui de Strasbourg-Nancy. Le 16 août, Jean Roger part en motocyclette pour la Normandie ; le 18, Formery part rejoindre Lemaire pour lui transmettre les directives concernant la façade Atlantique. Le même jour, Jean Roger est revenu de son aller prévu sans retour : les Américains qu'il a rencontrés se sont montrés très intéressés par ses observations et ses renseignements concernant les forces allemandes sur leur route. Malgré une arrestation sur la route, dont lui et son pilote s'échappent vite, les renseignements sont transmis une seconde fois.
Paris étant proche d'être libéré et, selon Jean Laurent qui rencontre quotidiennement le consul de Suède, relativement épargné, Méric décide de transférer son PC (Lamarque et Noal l'accompagnant) dans l'Est, tout en restant en contact avec les secteurs du Nord ; ainsi les demandes des Alliés seront satisfaites. Deux destinations sont prévues : Verdun tenue par Rivat et ralliée en ambulance par Méric et Noal ; Nancy, où Lamarque et son chef d'état-major Louis de Clercq (« Bazin »), suivis par Pierre Giraud et Clément Defer (« Alouette »), y rejoignent Gaston Grobéty (« Étourneau »). À Verdun, faute d'opérateur idoine, Méric tente de se rabattre sur un navigateur radio américain tombé d'une forteresse volante ; mais la liaison ne se fait pas, et des acheminements du courrier à travers les lignes sont organisés de manière permanente. Du côté de Nancy, la liaison radio est faite ; Lamarque pousse son PC de plus en plus à l'Est. Dans l'Argonne, face à l'avance des Américains, Méric et son équipe rejoignent un maquis dans la forêt de Hesse. C'est là que le PC est rejoint par la 3e armée américaine de Patton. Méric se reporte à Verdun où elle installe le bureau de l'Alliance ; on y remet des tenues militaires aux membres du réseau venant du Nord et de Paris, les incorporant définitivement à l'armée alliée. Méric et Noal retournent ensuite à Paris, où ils retrouvent Jacques Charles, Godet, « Crane » et où Beaujolin a réquisitionné des locaux avenue des Champs-Élysées ; Méric y reçoit l'ordre de l'Empire britannique, remis en grande cérémonie.
Les patrouilles de l'Est, derrière les lignes, ont encore besoin de l'aide alliée ; Méric, Noal, accompagnés de Hédin, remontent sur Verdun, et poussent jusqu'à Gravelotte, où le front s'est fixé. Le réseau organise pour Patton des sondages du terrain de tous côtés, informant d'une menace potentielle de blindés par le Luxembourg, guidant l'US Air Force pour un bombardement… : c'est la mission « Lorelei ». Un parachutage est organisé en présence de « Crane » le 7 septembre, venu lui-même voir ce qu'il leur envoyait. Mais le 8, Londres signale qu'il ne capte plus le poste de Lamarque, toujours derrière les lignes ; ce dernier, de Clercq et Defer ont été pris avec leur émetteur dans le village de Luze, et ont été fusillés après interrogatoire. Pour convaincre les Américains d'avancer, le PC est déménagé à Briey, tandis que Méric et Noal poussent jusqu'à Mondorf-les-Bains, au Luxembourg. Des Isnards et Mac Mahon patrouillent dans un avion de reconnaissance pris aux Allemands. Le 3 novembre, Grobéty passe à Delle ; le 5, Noal, Hédin et deux autres agents traversent la Moselle pour émettre de la France encore occupée jusqu'à fin décembre (« Antenne Lyautey », où les rejoint André Girard), guidant les armées de Patton et de Patch à la fin de l'année 1944.
À Lorient ou à La Rochelle, où les Allemands tiennent encore, Méric met à disposition des autorités le réseau, qui travaille jusqu'à la reddition des dernières forces occupantes. Une dernière mission dans les Alpes (opération Mona-Lisa) permet à ses envoyés de prendre contact avec les partisans italiens.

### Fin de la guerre

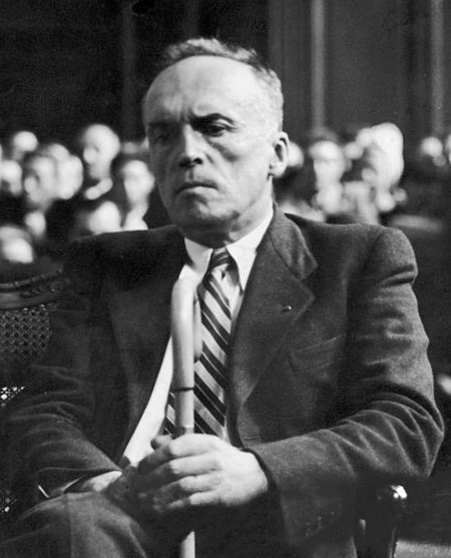
Georges Loustaunau-Lacau au procès de Pétain (1945).

Après la libération de Belfort, les anciens prisonniers de l'OVRA, remis à la Gestapo mais sans leurs dossiers de police, ont pu être libérés : Bernis, Mesnard de Chal, Henri Léopold Dor, Antoine Kapp (« Pécari ») et Contrasty rejoignent les rangs. Rodriguez-Redington est également libéré, ayant pu être échangé, après une détention de quinze mois ; il signale vingt-cinq détenus du réseau (dont Faye) à la prison de Schwäbisch Hall, qui selon lui ont été en grande partie exécutés en août ; Faye et lui ont été transférés à la forteresse de Sonnenburg en janvier. Un autre échange est proposé concernant Faye : les forces allemandes proposent de le rendre, ainsi que le capitaine Pimont, chef du contre-espionnage du BCRA, contre Angelo Chiappe, préfet collaborateur ; malheureusement Chiappe est exécuté en janvier 1945 avant que les services français ne puissent réagir. Dampierre, Jeannie Rousseau, Goldschmidt, Croset et Rachel Guillebaud sont libérées par l'intermédiaire de la Suède. Par la Suisse, c'est la nouvelle de la survie de Loustaunau-Lacau, passé par Mauthausen, qui parvient. Paul Bernard revient également vivant ; impliqué dans l'enquête sur le complot du 20 juillet (après l'arrestation de Marie-Madeleine Méric et la découverte des messages), il a été transféré de Kehl à Berlin dans la prison de Moabit. Protégé par les autres prisonniers du complot, il est libéré le 22 avril 1945 et fuit la bataille de Berlin.

#### Les procès de l'Alliance
Pour juger le réseau Alliance, surnommé « l'Arche de Noé » par les services allemands, plusieurs procès sont organisés, en décembre 1943, avril et juin 1944. La Cour martiale du IIIe Reich, présidée par l'amiral Max Bastian, se déplace de son siège de Torgau à Fribourg-en-Brisgau, où sont rassemblés les prévenus ; en juin, sur le chemin du retour vers Torgau, elle s'arrête à la forteresse de Bruchsal pour juger son chef. Chaque jugement présente une préface consacrée à la mise en place et au fonctionnement du réseau.
Le procès de décembre 1943, jugeant les membres pris lors des rafles de novembre 1942 à mars 1943, se fait en séparant les accusés en deux groupes de cinq personnes, « Lynen » et « Schneider ». Il se solde par la condamnation à mort de l'ensemble des prévenus le 16 décembre ; la plupart sont exécutés le 1er avril 1944 à Karlsruhe, certains ailleurs. Celui de mars et avril 1944 se solde par les exécutions à Ludwigsburg le 23 mai 1944 ; le procès de juin est clos par les morts de Heilbronn.
Les actes d'accusation vont de l'organisation de la fuite du général Giraud de France au renseignement dans la guerre sous-marine. Malgré une ordonnance de Hitler précisant que l'exécution d'officiers ne peut se faire sans son autorisation personnelle, aucun des officiers commandant les pelotons ne reconnait le besoin d'y faire appel après les condamnations à mort. Le 28 juin 1944 se termine le procès de Faye ; il est condamné à mort, comme presque tous les autres membres du réseau jugé avant lui. Deux personnes ont échappé à la peine de mort grâce à leur avocat.

#### Les disparus

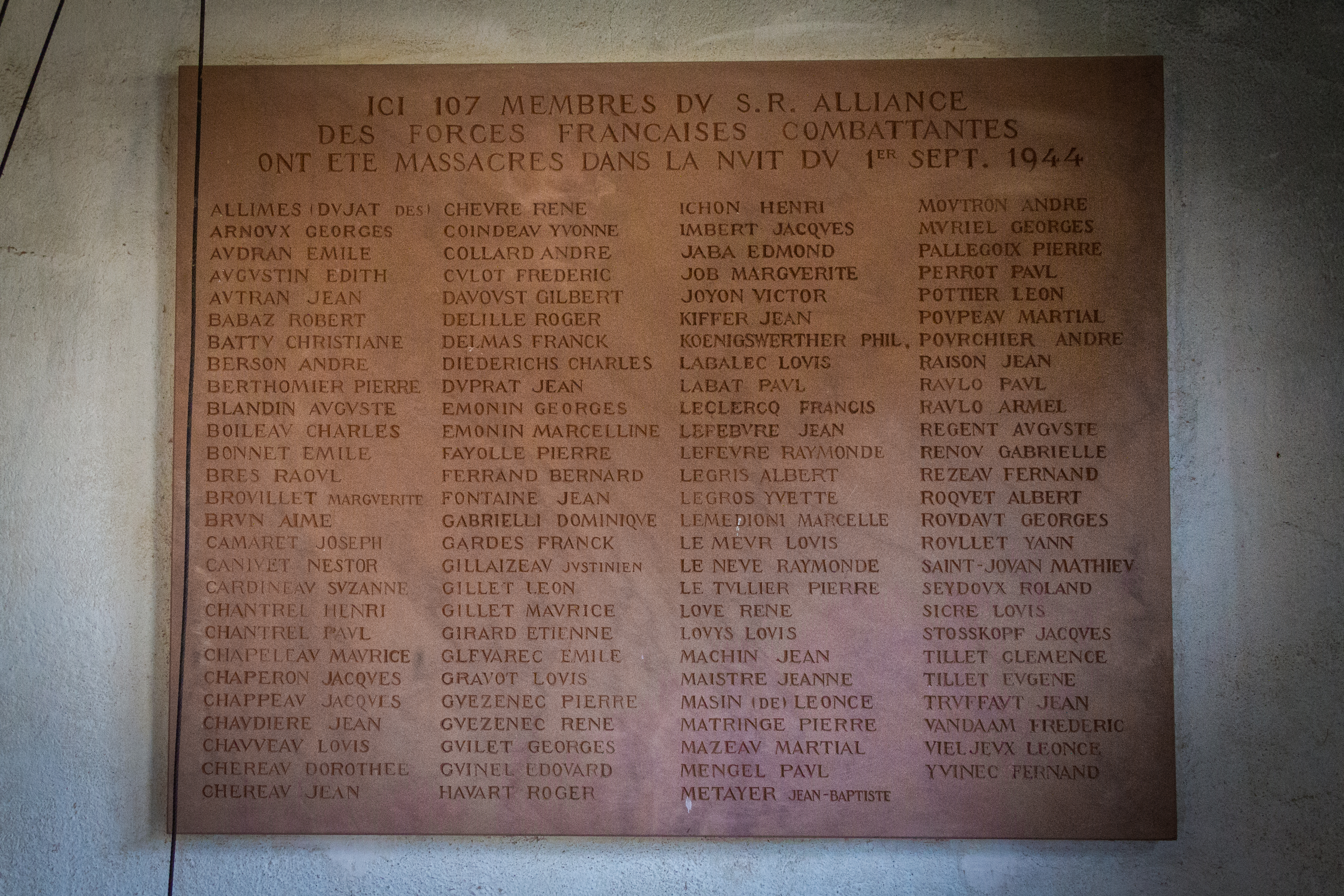
Plaque commémorative au four crématoire du camp de concentration de Natzwiller-Struthof, rappelant l’exécution des membres de l'Alliance.

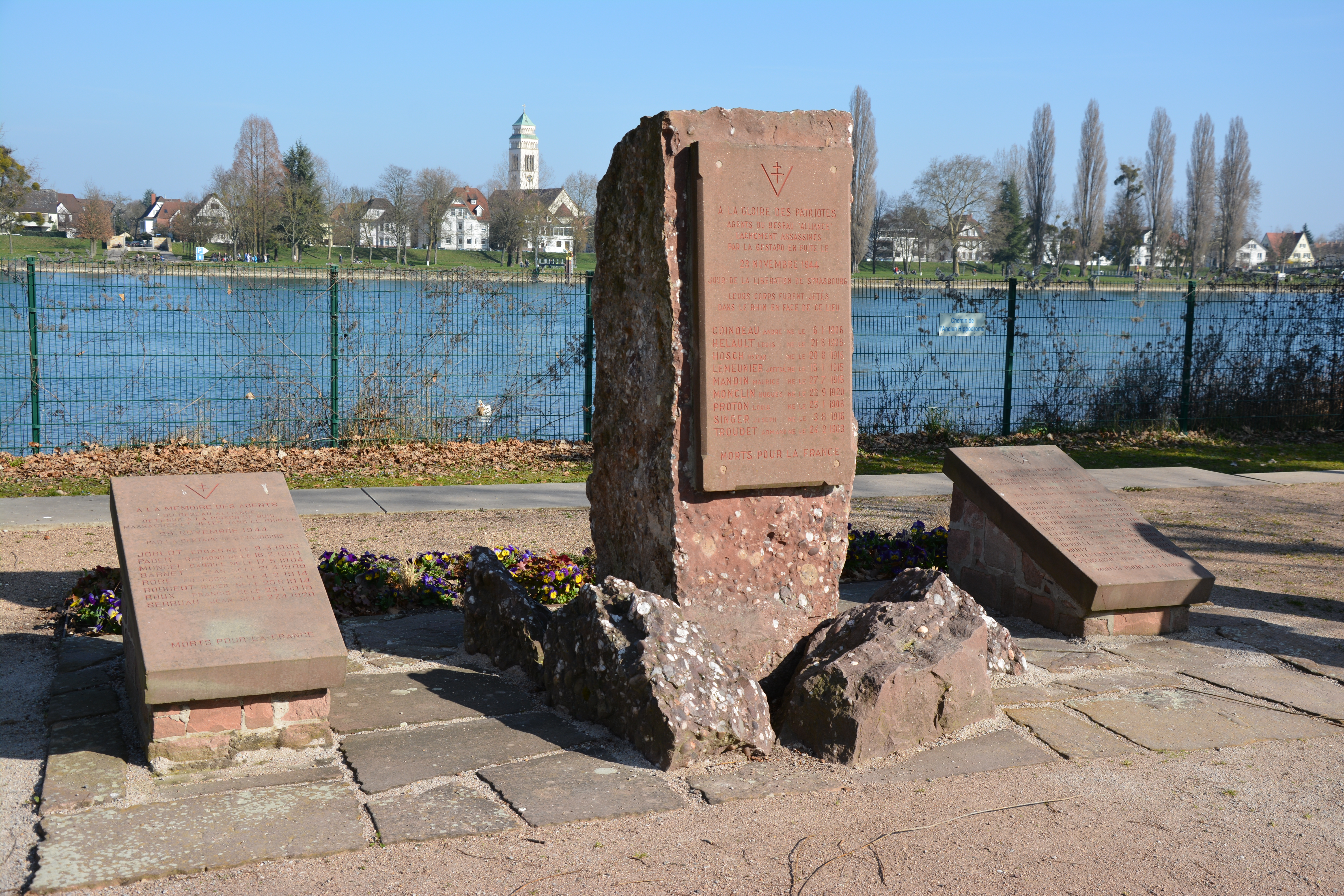
Stèle au Jardin des Deux-Rives à Strasbourg à la mémoire des neuf membres d'Alliance fusillés à cet endroit le 23 novembre 1944 et jetés dans le Rhin.

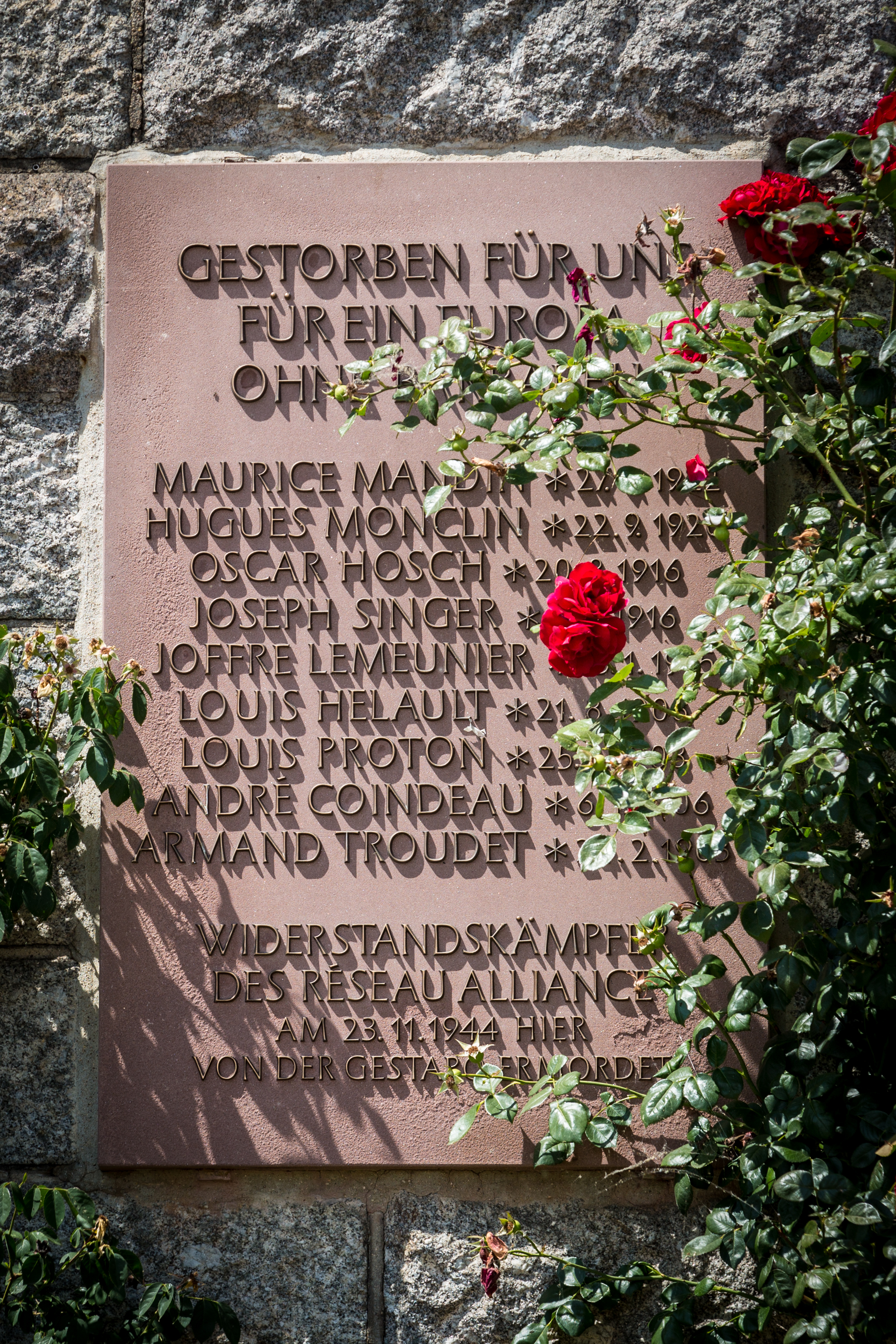
Plaque apposée sur une pile du pont du Rhin à Kehl par les autorités allemandes en mémoire de neuf membres du réseau fusillés et jetés dans le fleuve.

Après l'armistice, Marie-Madeleine Méric, accompagnée de Rodriguez-Redington et de Hédin, parcourt les prisons allemandes pour retrouver la trace des membres de l'Alliance disparus : en mai 1945, 700 sont encore portés manquants. Les prisonniers d'Alliance du camp de Schirmeck ont été transférés en septembre au camp de concentration du Struthof, exécutés et incinérés ; au total, 108 hommes et femmes de tous les secteurs (et uniquement du réseau Alliance) sont tués dans la nuit du 1er au 2 septembre,. Seul un homme, gardé comme médecin à Schirmeck, et une femme, internée dans un baraquement différent des autres, ont été épargnés ; plusieurs éléments laissés par les prisonniers permettent de retracer leur parcours,. À la prison de Kehl, on trouve le passage de Paul Bernard, mais également la confirmation de l'exécution de Coindeau et de ses compagnons le 23 novembre 1944. À Rastatt, douze hommes de Kauffmann ont été tués le 24 novembre. Le 27 novembre, quatre femmes (dont Marie-Thérèse Mengel, femme de Paul Mengel) sont tuées et enterrées dans la forêt de Rammersweier, prés d'Offenbourg, sur ordre de l'Obersturmführer Julius Gehrum. Huit membres du réseau d'Autun sont abattus et jetés dans le Rhin à Bühl le 28 novembre. Le 30 novembre, à la prison de Pforzheim, ce sont vingt-six personnes, hommes et femmes, tous de l'Alliance (Dayné, Payen…), qui sont exécutés ; le même jour, Damm, Gartner, Bordes et six autres hommes de Kœnigswerther finissent dans un charnier près du camp de Gaggenau,.

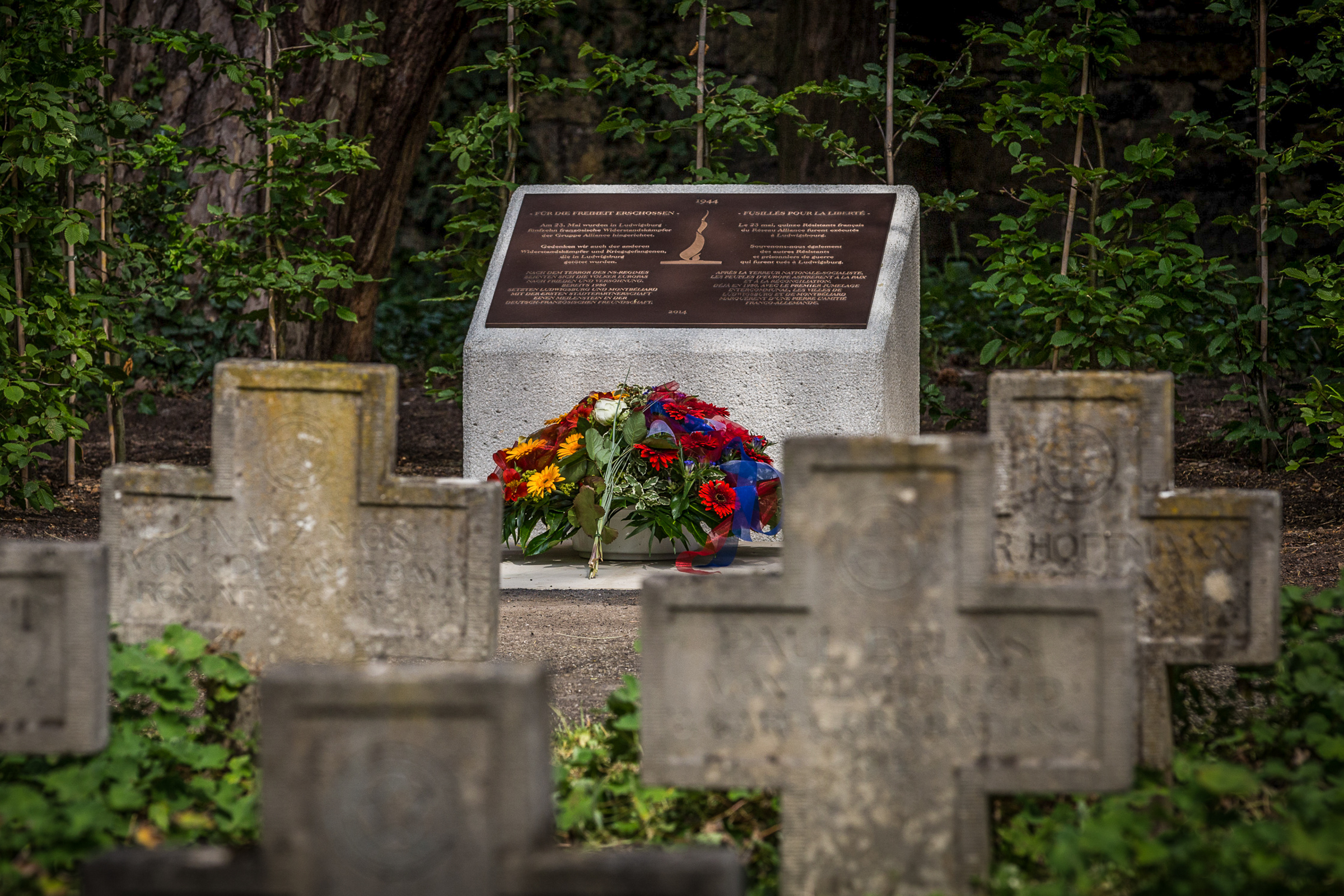
Stèle à la mémoire des quinze Résistants du Réseau Alliance fusillés le 23 mai 1944 à Ludwigsburg.

À Frisbourg-en-Brisgau, les condamnés à mort des différents procès ont été transférés dans d'autres prisons : outre Schwäbisch Hall, où était Rodriguez-Redington, et Bruchsal, où se trouvait Faye, la prison de Ludwigsburg est la destination la plus fréquente. Trois d'entre eux ont été toutefois exécutés sur place le 28 novembre, dont Kauffmann et Pradelle, sur ordre de Gehrum. À Schwäbisch Hall, Méric et Rodriguez-Redington retrouvent les corps des vingt-quatre compagnons de cellule de Rodriguez-Redington, exécutés le 20 août : Rivière, Poulard, Dallas, Siegrist, Lemoigne, Jassaud, Sneyers, Gabriel Romon (« Cygne »), Jean Portenart (« Milouin »), André Riss (« Vanneau »), Marc Bernard, Pierre Deliry (« Tamsas »), Dellagnolo… Sonnenburg est en zone soviétique, mais un ancien gardien leur raconte le massacre des prisonniers effectués le 30 janvier, devant l'avancée de l'Armée rouge, ce que confirme un membre polonais du réseau (819 corps sont trouvés par les soldats soviétiques le 31 janvier). À Ludwigsburg, les tombes des prisonniers exécutés sont retrouvées : Siffert et douze autres membres de l'Alliance, du Nord, de Vichy ou de Marseille, sont enterrés là. Raynal se trouve à la forteresse d'Erbach : gracié à la dernière minute vu son grand âge, il y meurt peu après des traitements que lui infligent les geôliers. À Bruchsal, on retrouve le testament de Faye. Près du cimetière de Karlsruhe reposent les corps des fusillés du 1er avril 1944, après le premier procès : Schneider, Lynen, Savon, Danis-Burel, Zeppini, Jean Philippe et ses deux adjoints, et cinq autres ; la tombe de Jean Broqua, qui n'avait pas été exécuté avec les autres parce que mourant, est dans le jardin de la prison. 98 autres membres du réseau (92 hommes et 6 femmes) sont morts ou ont disparu durant leur déportation dans les camps.
Ces exécutions (qui sont connues plus tard sous le nom de « Schwarzwälder Blutwoche » - « Semaine sanglante de la Forêt-Noire ») répondent, selon les dires ultérieurs de Gehrum, à des ordres précis de sa hiérarchie (en l'occurrence Erich Isselhorst, chef de la Sicherheitspolizei de Strasbourg, et Helmut Schlierbach, chef de la Gestapo dans la même ville) qui sont la destruction systématique de l'Alliance. Hédin se charge du rapatriement de tous les corps. Isselhorst et Gehrum sont tous deux jugés, condamnés à mort et exécutés dans les années qui suivent la fin de la guerre. Le 30 novembre 1945, une messe de commémoration à l'intention des morts et disparus du réseau est dite à la basilique du Sacré-Cœur, en présence entre autres des représentants du gouvernement français et du War Office . Le 2 septembre 1946, une cérémonie identique a lieu au camp du Struthof.

#### Survivance de l'Alliance

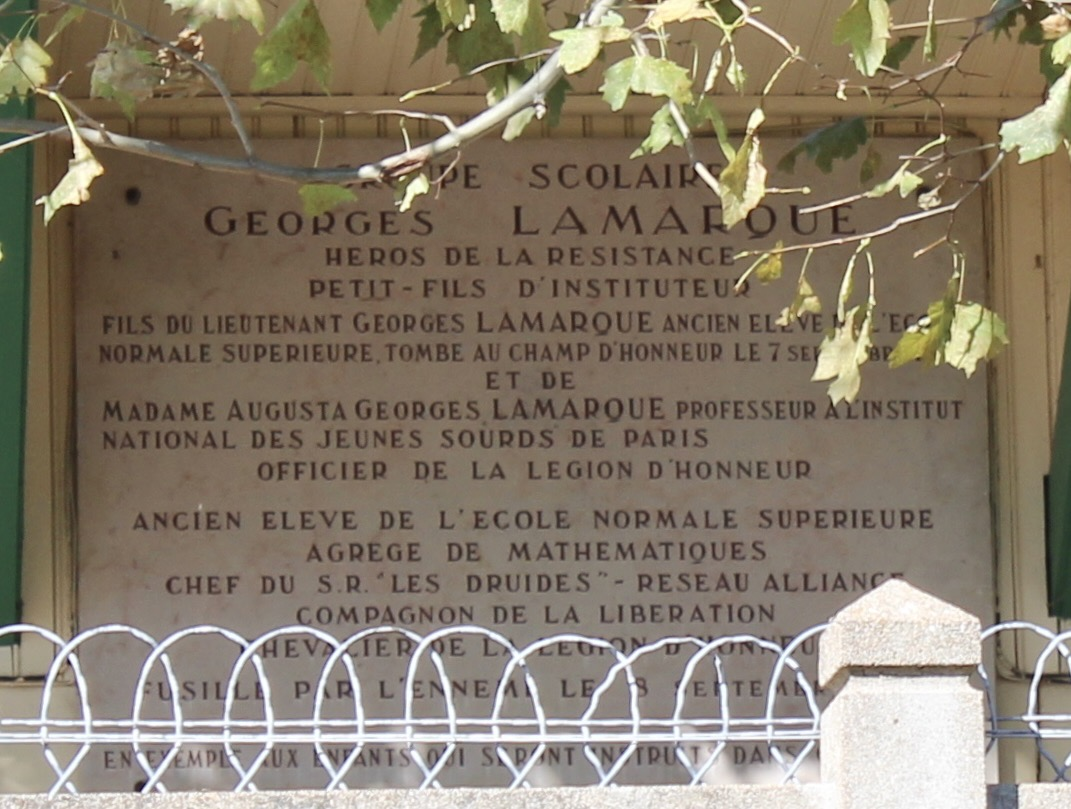
Plaque dédiée à Georges Lamarque, à Grézieu-la-Varenne, inaugurée par Marie-Madeleine Méric en 1965.

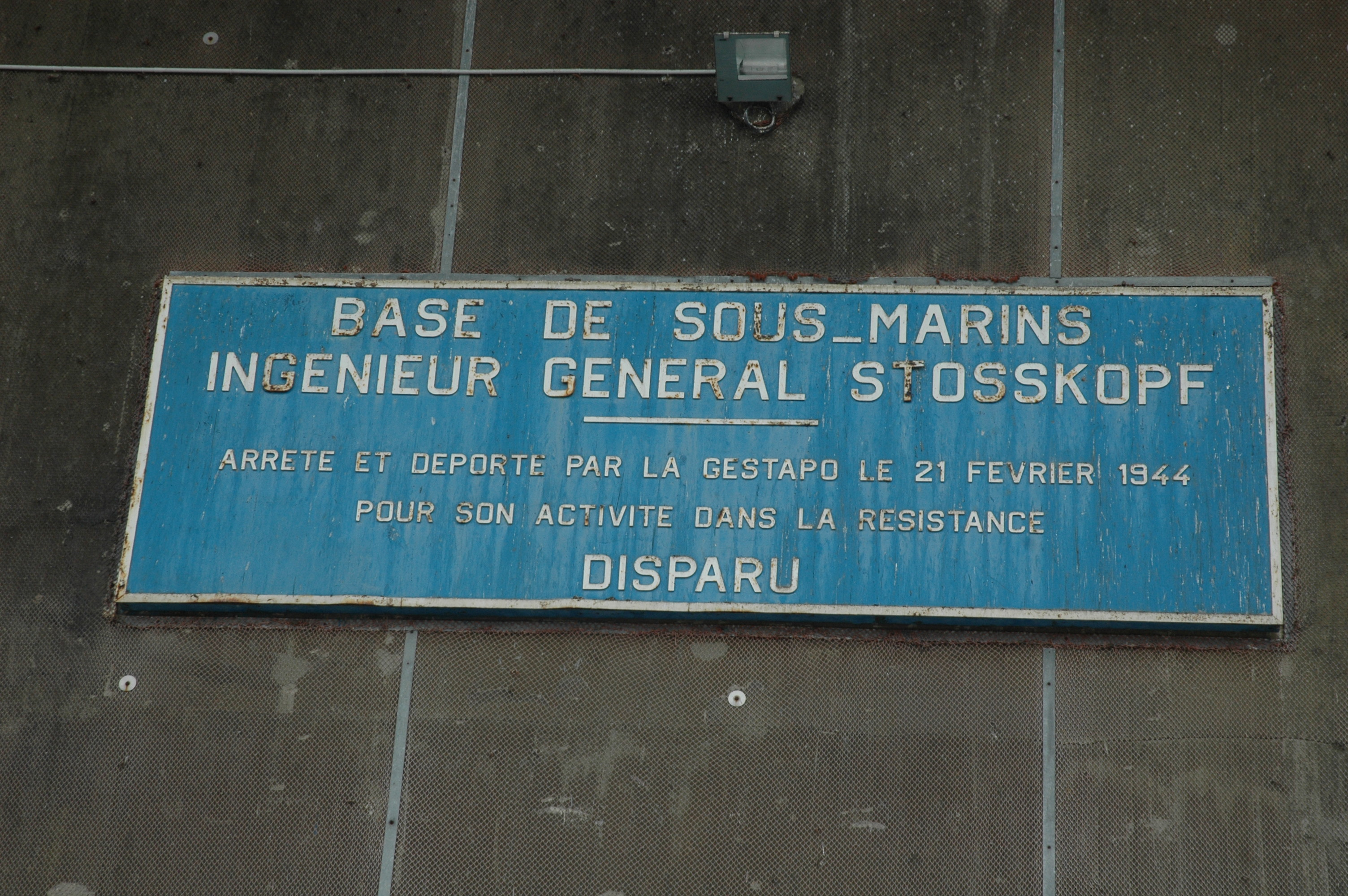
Plaque commémorative apposée en 1946 sur un des murs de la base sous-marine de Lorient, baptisée du nom de Jacques Stosskopf.

Marie-Madeleine Méric crée en 1945 l'Association amicale Alliance (AAA), dont elle assure la présidence, Robert Bernadac en devenant le secrétaire national et André Girard le trésorier national. « Officier liquidateur » du réseau,, Méric fait établir notamment la liste de l'entièreté des 432 morts et disparus, qu'elle publie dans le « Mémorial de l'Alliance » en 1947. Elle s'occupe également de faire homologuer chaque membre, ce qui permet d'assurer la survie des familles restantes, parfois pillées par les Allemands, parfois sinistrées par les combats de la Libération, en leur permettant des droits à pension ou l'accès à des œuvres sociales. La mère de Philippe Kœnigswerther, notamment, aide au financement des besoins familiaux.
Le réseau Alliance fut reconnu comme « unité combattante » du 1er février 1941 au 8 mai 1945.
Après la mort de Méric en 1989, Ferdinand Rodriguez-Redington prend la tête de l'amicale, dissoute en 2000, tandis que Émile Hédin la remplace à la fonction d'officier liquidateur. Une association est ensuite créée au sein du Comité d'action de la Résistance (CAR - que Méric préside de 1963 à 1989) par la fille d'un des membres du réseau, Monique Moncomble, qui la préside et la représente au CAR. Le 11 septembre 2007, une cérémonie symbolique marque la fin des activités de l'AAA, avec la remise de son drapeau à la Fondation de la Résistance.

### Débats après-guerre
Plusieurs controverses opposeront après guerre les anciens membres du réseau. Si, en juillet 1946, le procès des agents français de l'Abwehr de Dijon (dont Jean-Paul Lien) permet d'éclaircir les arrestations de juin et septembre 1943, la vague d'arrestations de janvier 1943 fait toujours débat. Faye (dans son testament) et Marie-Madeleine Méric supposent que celle-ci est liée à la capture en novembre 1942 d'Alamichel. En 1947, sur demande de cette dernière, Alamichel est inculpé puis jugé en 1948 par les autorités militaires pour intelligence avec l'ennemi. Dans le même temps, Maurice Grapin, ancien responsable du secteur de Marseille, est jugé lui aussi en 1949 pour intelligence avec l'ennemi, mais par un tribunal civil (dénoncé notamment pour avoir aidé à l'infiltration du réseau belge « Comète » pendant l'année 1944, par l'agent de pénétration Jacques Desoubrie, dont c'est également le procès). L'instruction du procès met en lumière le fait qu'à la suite de son arrestation en janvier 1943, alors qu'il fait encore partie d'Alliance, il a livré durant ses interrogatoires des renseignements concernant le fonctionnement et les membres du réseau — mais nie avoir dénoncé directement des membres.
Durant cette instruction, plusieurs membres du réseau déposent : Marie-Madeleine Fourcade (qui le croyait fusillé avec les autres appréhendés de janvier 1943), Denise Centore, Michèle Goldschmidt, entre autres,. Les dossiers allemands pointent le départ des investigations contre le réseau dans l'arrestation de Dellagnolo à Strasbourg en novembre 1942. Si certaines dépositions (notamment celle de Goldschmidt) affirment que Grapin est un agent double,, pour d'autres, sa responsabilité dans l'entièreté des arrestations de janvier n'est pas évidente. Fourcade notamment la fait porter plus fortement sur Fernand Alamichel. Ce dernier, dont l'affaire en cours a été portée connaissance au tribunal, témoigne en juillet au procès de Grapin, en même temps que ses anciens camarades. Il accuse ensuite son ancienne supérieure d'avoir trahi et dénoncé certains agents, la rendant responsable des arrestations (il suggère même de sa part une collaboration horizontale avec un agent de l'Abwehr). Face à ces accusations qui ne peuvent s'appuyer sur des bases solides, Fourcade s'appuie sur les preuves matérielles que lui ont transmis les renseignements britanniques, et envoie après son témoignage une lettre au président du tribunal qu'elle souhaite transmettre au jury. Grapin est condamné le 20 juillet à cinq ans de travaux forcés, la dégradation nationale (mais pas d'interdiction de séjour), la confiscation de ses biens et au paiement solidaire avec Desoubrie (condamné à mort) des frais de justice ; il bénéficie de circonstances atténuantes, même si le jury a été plus sévère que les réquisitions du procureur (qui ne demandait que cinq ans d'emprisonnement). Alamichel finit par bénéficier d'un non-lieu en novembre 1949, ; Grapin, à la suite de remises de peines, est libéré en 1950 et récupère ses biens.
Beaujolin, présenté parfois comme le co-liquidateur du réseau, et soutenu par l'ancien chef du contre-espionnage militaire de Vichy Paul Paillole, entame ultérieurement une polémique avec Fourcade sur l'orientation politique exacte des chefs du réseau, notamment sur leurs liens avec la Cagoule ou le général de Gaulle.

## Organisation

La France coupée en quatre : zone libre, zone occupée, zone annexée (Alsace-Moselle) et zone placée sous administration militaire allemande de Bruxelles (Nord de la France).

Le tableau qui suit a été établi d'après les différents ouvrages et sites qui en ont présenté une vue d'ensemble, globale ou partielle. Toutefois, Marie-Madeleine Méric elle-même prévient que ces différents travaux peuvent ne pas être totalement fiables ou cohérentes : 

« L'« armée des ombres » est un immense puzzle. Un puzzle dont souvent les figures se juxtaposent, où, à l'inverse, béent des entonnoirs impossibles à combler, où l'action de l'ennemi aux multiples visages n'est pas un vis-à-vis, mais une mêlée perpétuelle. Si on y ajoute, en filigrane parmi les témoignages, les vantardises de certains, les silences prudents d'autres, les déformations involontaires ou pas, et, parmi les documents, ceux qui sont apocryphes, ou ceux qui sont truqués pour des raisons de « démonstration », il est aisé de comprendre à quel point le travail d'un historien devient un casse-tête chinois. »

— Marie-Madeleine Fourcade, préface à l'ouvrage R. 5 : les S.S. en Limousin, Périgord, Quercy (1969).
| Fonctions / Secteurs Nom de code                                                                             | Dirigeants                                                                     | Dirigeants | Dirigeants | Dirigeants                                                                             | Dirigeants |
| --- | ------------------------------------------------------------------------------ | --- | --- | -------------------------------------------------------------------------------------- | --- |
| Commandement du réseau Grand Hôtel                                                                           | Georges Loustaunau-Lacau (septembre 1940 / juillet 1941)                       | Marie-Madeleine Méric (juillet 1941, / juillet 1943) | Léon Faye (juillet / septembre 1943) | Paul Bernard (septembre 1943 / mars 1944)                                              | François Michel (intérim mars /juillet 1944) Marie-Madeleine Méric (juillet 1944 / 1945)                                                                 |
| Localisation du PC                                                                                           | Vichy (octobre 1940 / février 1941) Pau, (septembre 1940 / novembre 1941)      | Pau (septembre 1940 / novembre 1941) Marseille (décembre 1941 / novembre 1942) Le Lavandou (juillet 1942) Toulouse / Alentours d'Ussel / Terrasson / La Roque-Gageac / Cahors / Tulle / Altillac (novembre 1942 / février 1943) Lyon (février / mai 1943) Paris (mai 1943 / juillet 1944) | Paris (mai 1943 / juillet 1944) | Paris (mai 1943 / juillet 1944)                                                        | Paris (mai 1943 / juillet 1944) Aix-en-Provence (juillet 1944) Paris (août 1944) Verdun / Nancy (août - septembre 1944) Briey (novembre - décembre 1944) |
| Chef de l'état-major                                                                                         | Marie-Madeleine Méric (septembre 1940, / juillet 1941,)                        | Gavarni (juillet / octobre 1941) Léon Faye (novembre 1941 / janvier 1943) Édouard Kauffmann (février 1943 / mars 1943) Léon Faye (mars 1943 / juillet 1943) | Paul Bernard (juillet / septembre 1943) | Georges Lamarque (?) François Michel (mars 1944)                                       | |
| Adjoint état-major                                                                                           | Maurice Coustenoble                                                            | Maurice Coustenoble (Méric) / Lucien Poulard (Faye) (février 1942 / avril 1943) | | Pierre Neyrard (janvier 1944)                                                          | |
| Centrale radio                                                                                               |                                                                                | Arthur Gachet-Crawley (octobre 1942 / décembre 1942) Ferdinand Rodriguez-Redington (décembre 1942/ septembre 1943) | Ferdinand Rodriguez-Redington (décembre 1942 / septembre 1943) | Pierre Neyrard (janvier 1944)                                                          | |
| PC Trésorerie                                                                                                |                                                                                | Marc Mesnard de Chal (mars 1941 / février 1943) Félix Cros (mars 1943) Gilbert Beaujolin (avril 1943 / août 1944) | |                                                                                        | |
| Chef-radio                                                                                                   | Lucien Jolly (décembre 1940 / août ou septembre 1941 1941)                     | Robert Philippe (septembre 1941 / octobre 1942) Georges Lamarque (octobre 1942 / février 1943) Ferdinand Rodriguez-Redington (février , / avril 1943) Gabriel Romon (avril / décembre 1943)                                                                                               | Gabriel Romon (avril / décembre 1943) |                                                                                        | |
| PC Sécurité                                                                                                  |                                                                                | Ernest Siegrist (novembre 1941 / mai 1943) Georges Guillot (Avia - février 1942 + radios et PC - février 1943 / mai 1943) Pierre Dayné (Centres radios et Avia - avril / août 1943) | Pierre Dayné (Centres radios et Avia - avril / août 1943) Jean Raison (faux-papiers - juillet 1943 / mars 1944)                                                                                      |                                                                                        | |
| Renseignements                                                                                               | Charles Bernis (septembre 1940 / mai 1941)                                     | Crémieux (septembre / novembre 1942) Michel Gaveau (novembre 1942 / juillet 1943) Jean Bouyat (juillet / août 1943) Gabriel Rivière (août / septembre 1943) | |                                                                                        | Jacques Formery (adjoint - juillet 1944) |
| Équipe « Avia »                                                                                              | Pierre Berthomier (fin 1940)                                                   | Pierre Dallas (février 1942 / février 1943) Arthur Gachet-Crawley (adjoint - juin 1942 / février 1943) | Pierre Berthomier (parachutages - février / avril 1943) Pierre Dallas (atterrissages - février / septembre 1943) Gabriel Rivière (atterrissages - mars 1943) Henri Cormouls (avril / septembre 1943) | Élie de Dampierre (janvier / avril 1944)                                               | |
| Équipe « Apaches »                                                                                           |                                                                                | Édouard Kauffmann (mars / septembre 1943) Jean-Philippe Sneyers (adjoint - mars / septembre 1943) | |                                                                                        | |
| Sous-réseau « Druides »                                                                                      |                                                                                | Georges Lamarque (novembre 1942 / septembre 1944) | Georges Lamarque (novembre 1942 / septembre 1944) | Georges Lamarque (novembre 1942 / septembre 1944)                                      | Georges Lamarque (novembre 1942 / septembre 1944) Louis de Clercq (adjoint - août / septembre 1944)                                                      |
| Sous-réseau « Sea Star »                                                                                     |                                                                                | Joël Lemoigne (février / novembre 1943,) | Joël Lemoigne (février / novembre 1943,) | François Michel (mars 1944)                                                            | |
| Sous-réseau « Pompiers de l'air »                                                                            |                                                                                | Jean Carayon (juin 1943 / juin 1944) | Jean Carayon (juin 1943 / juin 1944) | Jean Carayon (juin 1943 / juin 1944)                                                   | Jean Carayon (juin 1943 / juin 1944) |
| Région Nord                                                                                                  | Henri Schaerrer (avril / juillet 1941)                                         | Jean Jackson (novembre 1941 / mars 1942) Fernand Alamichel (avril / septembre 1942) Maurice de Mac Mahon (septembre 1942 / mars 1943) Jean Bouyat (juillet / août 1943) | Jean Bouyat (mars / août 1943) |                                                                                        | Jean Roger (avril / juin 1944) Pierre Noal (juin / août 1944)                                                                                            |
| Radio région Nord                                                                                            |                                                                                | Lucien Vallet (août / octobre 1941) Robert Bernadac (mai 1942 / mars 1943) | | Henri Bonnard (janvier 1944) Félix Simon (mars 1944) Pierre Bocher (avril / juin 1944) | |
| Secteur Bretagne Chapelle                                                                                    |                                                                                | Lucien Poulard (août 1942 / septembre 1943) | Lucien Poulard (décembre 1942 ? / septembre 1943) |                                                                                        | |
| Secteur Paris / Île-de-France Barricade / Geneviève                                                          |                                                                                | Armand Bonnet (juillet / août 1941) Antoine Hugon (août / octobre 1941) Pierre Fayolle (1943 / mars 1944) | Pierre Fayolle (1943 / mars 1944) | Pierre Fayolle (1943 / mars 1944)                                                      | |
| Secteur Nord Stade (Lille) / Olympe (Abbeville)                                                              | Edmond Poulain (juillet / novembre 1941)                                       | Jean Rousseau (juin / juillet 1942) Henri Frémendity (janvier / décembre 1943) | Henri Frémendity (janvier / décembre 1943) | Henri Frémendity (janvier / décembre 1943)                                             | André Collard (avril 1944) |
| Secteur Normandie Ferme (Caen - Evreux) / Fleuri (Alençon - Angers)                                          |                                                                                | Jean Roger (novembre 1942 / mars 1944) | Jean Roger (novembre 1942 / mars 1944) | Jean Roger (novembre 1942 / mars 1944)                                                 | |
| Secteur Bordeaux - La Rochelle Hangar (Saintes - La Rochelle) / Caverne (Poitiers)                           |                                                                                | Philippe Kœnigswerther (septembre 1942 / décembre 1943) | Philippe Kœnigswerther (septembre 1942 / décembre 1943) | Philippe Kœnigswerther (septembre 1942 / décembre 1943)                                | |
| Région Est (Dijon - Autun) Forteresse                                                                        |                                                                                | Gérard Novel (avril / janvier 1943) | Paul Mengel (juillet / septembre 1943) |                                                                                        | |
| Secteur Verdun                                                                                               |                                                                                | | |                                                                                        | Robert Rivat (juillet 1944) |
| Secteur Lyon Villa                                                                                           |                                                                                | Philippe Le Couteux (début 1941 / fin 1941) Aimé Brun (début 1942 / novembre 1942) Gabriel Rivière (novembre 1942 / mars 1943) | Poulin (juillet 1943 / ?) |                                                                                        | Émile Muller (juin 1944) |
| Alsace - Belfort Herse                                                                                       | Jamais développé, le seul agent envoyé est arrêté rapidement en novembre 1942. | Jamais développé, le seul agent envoyé est arrêté rapidement en novembre 1942. | Jamais développé, le seul agent envoyé est arrêté rapidement en novembre 1942. | Jamais développé, le seul agent envoyé est arrêté rapidement en novembre 1942.         | Jamais développé, le seul agent envoyé est arrêté rapidement en novembre 1942.                                                                           |
| Zone non occupée                                                                                             |                                                                                | Charles Bernis (novembre 1942 / février 1943) Édouard Kauffmann (février / septembre 1943) | Édouard Kauffmann (février / septembre 1943) |                                                                                        | Helen des Isnards (mars - août 1944) |
| Région Centre (Corrèze - Creuse - Cantal - Aveyron - Haute-Vienne - Cher) Abri puis Hôpital à partir de 1943 |                                                                                | Jean Vinzant (printemps 1942 / juin 1943) | Jean Vinzant (printemps 1942 / juin 1943) | André Girard (juin 1943 / juin 1944)                                                   | Jean Debove (juillet 1944) |
| Centre-ouest (Sarlat - Tulle) Tunnel                                                                         |                                                                                | | | Serge Maillard (novembre 1943)                                                         | André Girard (juin 1943 / août 1944) |
| Région Sud-ouest (Castres - Montpellier) Caserne / Clinique                                                  |                                                                                | Jean Philippe (avril 1942 / janvier 1943) Robert Zakovitch (juillet 1943 / juillet 1944) | Jean-Baptiste Morraglia (juillet 1943) |                                                                                        | Henri Battu (mars 1944 / août 1944) |
| Secteur Dordogne                                                                                             |                                                                                | Édouard Kauffmann (novembre 1941 / janvier 1943) | |                                                                                        | |
| Secteur Pau - Toulouse Palais / Terrier                                                                      | Sigismond Damm (avril 1942 / ?)                                                | Jean Broqua (après décembre 1941 / avant janvier 1943) | |                                                                                        | |
| Secteur Vichy Asile - Bastille                                                                               | Jean Labrit (début 1941 / octobre 1941 ou février 1942)                        | Jean Labrit (début 1941 / octobre 1941) Camille Raynal (octobre 1941 ou février 1942 / février 1943) | |                                                                                        | |
| Région Midi (Marseille - Avignon - Arles) Cathédrale / Bonne Mère                                            | Charles Bernis (mai 1941 / février 1943)                                       | Charles Bernis (mai 1941 / février 1943) René de Vitrolles (mars / avril 1943) | |                                                                                        | |
| Secteur Savoie                                                                                               |                                                                                | Martial Payot | |                                                                                        | |
| Secteur Grenoble Restaurant                                                                                  | Henri Arbassier (1941 / avril 1943)                                            | Henri Arbassier (1941 / avril 1943) | |                                                                                        | |
| Secteur Marseille                                                                                            |                                                                                | Camille Schneider (après avril 1942 / ?) Maurice Grapin (décembre 1942, / janvier 1943) | | Jean-Claude Thorel (fin juillet 1943 / mars 1944)                                      | |
| Secteur Nice Serre                                                                                           |                                                                                | « Cancrelat » (novembre 1942) Crémieux (novembre 1942 / janvier 1943) | |                                                                                        | |
| Alger |                                                                                | René Bouscat (avril 1942 / juillet 1943) Félix Cros (avril / juin 1943) René de Vitrolles (juin / septembre 1943) | René de Vitrolles (juin / septembre 1943) | Félix Cros (septembre 1943 / fin 1943)                                                 | |
| Tunis |                                                                                | Alquier (?) | |                                                                                        | |

### Activités

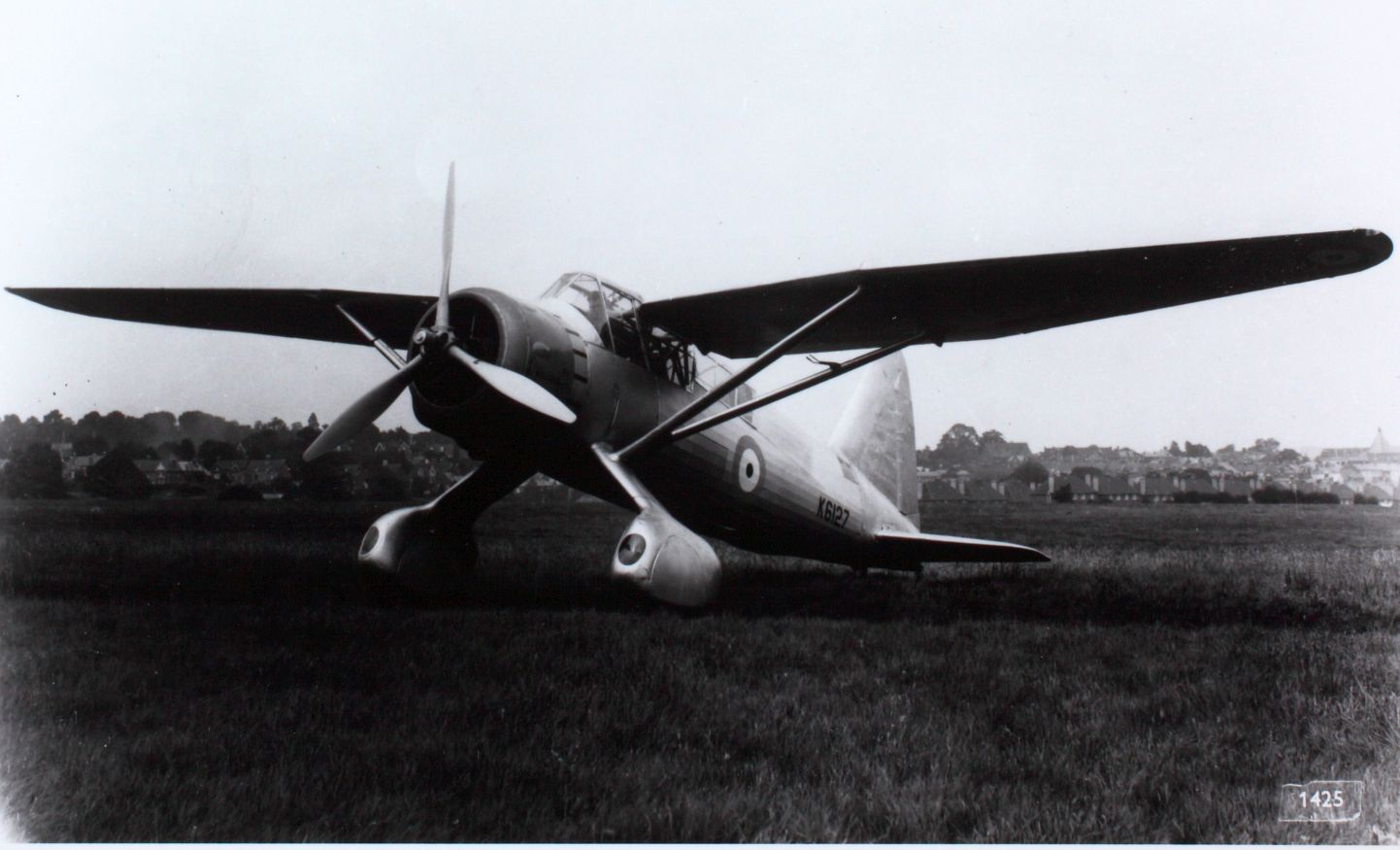
Le Westland Lysander, appareil utilisé pour transporter quelques personnes entre Londres et le continent.

Les activités du réseau sont essentiellement tournées vers le renseignement. Les moyens de communication avec les services alliés sont tout d'abord le courrier (d'octobre 1940 à avril 1944) via la Suisse, l'Espagne ou la Bretagne. Les émissions radio (d'avril 1941 à la Libération), les parachutages de matériel avec comité de réception du 13 août 1941 (une trentaine en tout), et enfin les opérations Lysander permettant d'amener ou d'emmener des agents (avril 1942 - 14 opérations effectuées, pour 54 passagers) sont mis en place peu à peu.
D'autres moyens plus originaux sont parfois utilisés, au gré des circonstances : opérations  de transfert de personnes par sous-marin (Le Lavandou, Le Cros-de-Cagne) ou par bateau (Carantec, Le Lavandou, Le Cros-de-Cagne), transport de courrier par bateau (Sète - Barcelone).

### Terrains de parachutage et d'atterrissage
Le réseau, au fur et à mesure des contres effectués par les services de renseignements allemands, utilise en tout une dizaine de terrains, qui doivent être souvent abandonnés après une seule opération. Le musée consacré au Plan Sussex en référence une grande partie — qui ne concerne toutefois quasiment que les opérations d'atterrissage du réseau.

### Principaux membres
| Nom                             | Nom de code                   | Fonction dans le réseau | Commentaires |
| ------------------------------- | ----------------------------- | --- | --- |
| Georges Loustaunau-Lacau        | « Navarre » « Coq »           | Indicatif « N 1 ». Évadé de l'hôpital de Chalons-sur-Marne où il était prisonnier de guerre, il fonde en septembre le réseau dont il est le premier chef. Arrêté le 22 mai 1941 à Alger — repart en France grâce au commissaire Achiary. Arrêté le 18 juillet 1941 à Pau et jugé au procès de Clermont-Ferrand. Libéré le 15 octobre 1942, il est soumis ensuite à une détention administrative, jusqu'à sa livraison à la Gestapo. Extradé de la prison du Cherche-Midi le 16 septembre 1943, il est déporté au camp de Mauthausen le 11 octobre 1943, puis subit les marches de la mort. Libéré en avril 1945. | Commandant. |
| Marie-Madeleine Méric           | « Hérisson » « Cobaye »       | Indicatif « POZ 55 ». Chef d'état-major du réseau en septembre 1940,, puis chef du réseau après la capture de Loustaunau-Lacau en juillet 1941,. Doit fuir une première série d'arrestations en novembre 1941, elle est exfiltrée vers l'Espagne, d'où elle revient fin décembre. Arrêtée début 1942 par les services français de Vichy, elle est relâchée. Prise dans l'arrestation du PC à Marseille en novembre 1942, elle parvient à les faire évader avec la complicité des policiers chargés de les convoyer. Refuse le rapatriement sur Londres jusqu'en juillet 1943. Travaille dès lors à distance avec ses successeurs jusqu'en mars 1944. Travaille au rattachement du réseau au BCRA. Reprend le commandement du réseau après l'arrestation de Paul Bernard en mars. Retourne en France en juillet 1944. Arrêtée peu après son arrivée à Aix-en-Provence, elle s'évade et prend le maquis avec Des Isnards. Elle mène la fin des activités du réseau jusqu'à la fin de l'année 1944, déplaçant son PC à Paris, Verdun (où elle est arrêtée pour espionnage par les FFI), puis jusqu'au Luxembourg. Après l'armistice, part avec Rodriguez-Redington et Hédin à la recherche des prisonniers du réseau qui n'ont pas encore été libérés. Fonde l'Association amicale Alliance (AAA) la même année. | |
| Pierre Fourcaud                 | « Foudroyant »                | Adjoint du colonel Passy au 2e bureau de la France libre. Liaison du réseau Alliance avec la France libre et les services britanniques de l'armistice d'octobre 1940 à août 1941. Arrêté le 28 août 1941. S'évade en août 1942 pour rejoindre en septembre Londres, où il passe dans les Forces aériennes françaises libres. | |
| Charles Bernis                  | « Épagneul »                  | Recruté par Méric. Responsable de la centrale-renseignements fin 1940. Commandement de la région Nice-Monaco-Italie en mai 1941, puis de la zone sud à la capture du PC en novembre 1942. Arrêté en février 1943. Libéré à la fin de la guerre. | Colonel d'état-major, assigné au renseignement — notamment du 2e bureau durant la Premier Guerre mondiale. Chef de l'armée, de la police et des pompiers monégasques.                  |
| Maurice Coustenoble             | « Bleu » « Tigre »            | Indicatif « COU 72 » (ou 73). Recruté le 13 octobre 1940. Premier adjoint de Méric, chargé d'abord des recrutements puis de différentes missions, principalement d'organisation des secteurs, en zone interdite du Nord et de l'Est. Arrêté fin 1941, il est relâché en janvier 1942. Chef du secteur Nord à partir de septembre 1942, son état de santé s'aggrave au point de devoir être hospitalisé en 1943. Décède de phtisie le 17 octobre 1943 en fuyant la Gestapo. | Sous-officier pilote-aviateur. |
| Jean Labrit                     |                               | Indicatif « RIT 148 ». Recruté par Loustaunau-Lacau en octobre 1940 via la Légion des combattants. Chef de la patrouille de Vichy. Décédé d'une crise cardiaque en février 1942. | Avocat. |
| Jean Broqua                     | « Lapin »                     | Recruté par Loustaunau-Lacau en octobre 1940, via la Légion des combattants. Chef convoyeur du réseau, adjoint de « Gavarni », puis chef du secteur de Pau. Arrêté en janvier 1943. Condamné à mort durant le 1er procès de la Cour martiale du IIIe Reich. Décédé en mai 1944 en détention à la prison de Bruchsal. | Mécanicien. |
| Henri Schaerrer                 |                               | Indicatif « KSI 42 ». Chef de la patrouille de Marseille, puis chef des patrouilles en zone occupée à partir d'avril 1941. Arrêté à la base de Bassens le 11 juillet 1941. Condamné à mort, il est fusillé le 13 novembre 1941 au mont Valérien,. | Officier mécanicien de la marine française, de nationalité suisse. |
| Pierre Berthomier               | « Goéland »                   | Indicatif « X 60 ». Recruté par Coustenoble en novembre ou décembre 1940. Affecté à l'état-major puis au courrier. Chef de l'équipe « Avia » dès fin 1940, puis uniquement des parachutages à partir de février 1943. Repéré pour avoir tenté d'enlever Pétain ou Laval, il part en Angleterre en avril et revient en juin pour travailler avec Fontaine à l'état-major. Arrêté le 21 septembre 1943. Exécuté et incinéré au camp du Struthof le 2 septembre 1944,. | Pilote d'avion pour la compagnie Air bleu, chargé par Vichy de distribuer le courrier du gouvernement dans la zone libre.                                                              |
| Lucien Jolly                    |                               | Recruté par Coustenoble en novembre ou décembre 1940. Chef-radio du réseau. Meurt dans l'écrasement de son avion Air bleu en août ou septembre 1941. | Radio navigant pour Air bleu. |
| Jean Boutron                    | « Taureau »                   | Indicatif « ASO 43 ». Recruté fin 1940 par Schaerrer. Dirige la patrouille de Marseille à la suite de Schaerrer. Muté par Vichy à l'ambassade de France en Espagne, il est chargé de la transmission du courrier de Londres via Madrid. Aide au passage de Méric en Espagne en octobre 1941, puis à la reconstruction du réseau. Arrêté par Vichy en avril 1942, il s'évade en septembre 1942. Il gagne Alger en novembre de la même année, puis Londres le 23 décembre 1942. Quitte le réseau pour rejoindre les FNFL. | Capitaine de vaisseau, fondateur et président de l'Amicale des marins de France, puis attaché naval adjoint de l'ambassade de France à Madrid.                                         |
| Gabriel Rivière                 | « Loup »                      | Indicatif « KIF 121 » ou « G 10 ». Recruté fin 1940 par Schaerrer. Chargé du recrutement puis du renseignement à Marseille. Il part prendre la suite de Le Couteux sur le secteur de Lyon après novembre 1942, de l'équipe « Avia » en mars 1943, et enfin de la Normandie après mars. Rappelé à Paris par Faye en juillet 1943, il est fait adjoint du chef du secteur Nord en septembre. Arrêté le 18 ou le 19 septembre 1943. Condamné à mort durant le 3e procès de la Cour martiale du IIIe Reich. Exécuté le 21 août 1944 à Heilbronn. | Lieutenant de vaisseau, secrétaire de l'Amicale des marins de France. |
| Émile Audoly                    | « Renard »                    | Indicatif « DOL 162 ». Recruté fin 1940 par Schaerrer, il peut dans son travail examiner les manifestes de bord des cargos, voire les cargos eux-mêmes. Chargé du renseignement du secteur de Marseille. Arrêté en septembre 1942. | Lieutenant de vaisseau. Travaille pour un marchand de grains. |
| Alfred Jassaud                  | « Bison »                     | Indicatif « SAJ 134 ». Recruté par Rivière en 1940 ou par Crémieux en 1941. Travaille pour Gaveau à Paris à partir de novembre 1942. Chargé de la formation des nouveaux agents. Chef du secteur de Normandie de mars à juillet 1943. Arrêté le 17 ou le 19 septembre 1943,. Condamné à mort par le 3e procès de la Cour martiale du IIIe Reich. Exécuté le 21 août 1944 à Heilbronn,. | Ancien méhariste. Étudiant. Sergent-mitrailleur dans l'Armée de l'air. |
| Armand Bonnet                   |                               | Indicatif « GUY 150 ». Recruté fin 1940 par Schaerrer. Chef de la patrouille de Paris en juillet 1941 (patrouille « Guynemer »). Remplacé en août, car s'adonnant au marché noir. Arrêté en octobre 1941. Fusillé le 30 novembre 1942 au fort de Romainville. | Sous-officier de carrière. |
| Jean Tœuf                       | « Fut »                       | Adjoint d'Armand Bonnet à Paris. Fusillé le 30 novembre 1942 au fort de Romainville. | Sous-officier. Spahi d'Annonay. |
| Pierre Dayné                    | « Fourmi »                    | Recruté par Méric début 1941. Protection du PC de Paris, puis également de l'équipe « Avia » à partir d'avril 1943. Arrêté le 17 août 1943. Exécuté le 30 novembre 1944 près de la prison de Pforzheim. | Agent de la « Secrète », rattaché à la police des mœurs en mai 1943. |
| Pierre Barjot                   | « Pluton »                    | Indicatif « PLU 122 ». Recruté en 1941 directement par l'IS. Arrêté par la police de Vichy, il est envoyé à Alger au retour de Laval à la tête du gouvernement et est dès lors séparé du réseau. | Capitaine de vaisseau, chef de la section anglo-saxonne au 2e bureau de l'amirauté en 1940, puis commandant en second du cuirassé Richelieu.                                           |
| Pierre Giovacinni               | « Pélican »                   | Indicatif « GOV 164 ». Surveillance de l'aviation italienne à partir de février 1941. Arrêté le 5 février 1943. Déporté à Buchenwald ; évadé en janvier 1944, il est tué dans les bombardements de Berlin. | Mécanicien de l'avion de la commission vichyste d'armistice. |
| Henri Arbassier                 | « Escargot »                  | Chef de la patrouille de Grenoble. Arrêté et emprisonné par les Italiens d'avril à juillet 1943, il est à nouveau arrêté par les services allemands en novembre 1943, lors de la Saint-Barthélemy grenobloise. Transféré dans les prisons parisiennes, il est libéré fin août 1944. | Médecin |
| Philippe Le Couteux             | « Valori »                    | Proche de l’Ordre national. Chef de la patrouille Lyon-Dijon. Arrêté fin 1941 puis relâché. | |
| Jean Pelletier                  | « Bouvreuil »                 | Radio de Le Couteux à Lyon (1941). Arrêté le 6 février 1943. Tué le 13 février 1944 dans le bombardement du camp de Buchenwald. | Électricien. |
| Martial Payot                   |                               | Chef de la patrouille de Chamonix puis du secteur de la Savoie. | Guide. Ancien sportif de haut niveau. |
| Antoine Hugon                   |                               | Indicatif « PAR 31 ». Recruté avant mai 1941 ; doit prendre la tête de la patrouille de Bretagne. Successeur d'Armand Bonnet à la tête de la patrouille « Guynemer ». Arrêté en octobre 1941. Fusillé le 30 novembre 1942 au fort de Romainville. | Garagiste. Croix de fer pour avoir sauvé un soldat allemand durant la Première Guerre mondiale                                                                                         |
| Lucien Vallet                   |                               | Indicatif « CIR 36 ». Recruté par Baston. Chef-radio de la zone occupée à partir d'août 1941. Arrêté en octobre 1941. Fusillé le 30 novembre 1942 au fort de Romainville. | Sergent-chef. Radio de l'Armée de l'air. |
| Edmond Poulain                  |                               | Indicatif « PUL 93 ». Chef de la patrouille Turenne pour le Nord de la France à partir de juillet 1941. Arrêté le 3 novembre 1941. Fusillé le 30 novembre 1942 au fort de Romainville. | Peintre décorateur, évadé de guerre. |
| Monique Bontinck                | « Hermine »                   | Estafette de la patrouille Turenne. Secrétaire du PC après novembre 1941. Arrêtée, puis échappée avec le PC de Marseille en novembre 1942. | Fiancée d'Edmond Poulain. |
| Crémieux                        | « Alligator »                 | Chef de la centrale-renseignement, remplaçant Bernis, puis responsable à Nice après novembre 1942. Quitte la France par l'Espagne en janvier 1943. | Polytechnicien, capitaine de l'Armée de l'air. |
| André Liess                     | « Cigogne »                   | Radio du PC. Arrêté, puis échappé avec le PC de Marseille en novembre 1942. Quitte la France par l'Espagne en janvier 1943 pour rejoindre Alger. Il revient en France en juillet 1943. | |
| Camille Raynal                  | « Briard »                    | Recruté via l'Intelligence Service. Chef de la patrouille puis du secteur de Vichy, successeur de Labrit, à partir d'octobre 1941 ou à sa mort en février 1942. Arrêté en février 1943. Condamné à mort durant le 2e procès de la Cour martiale du IIIe Reich. Gracié en raison de son âge, il meurt à la forteresse d'Ebrach des suites de sa détention. | Général en retraite, spécialiste du renseignement. |
| Léon Faye                       | « Aigle » « Lion »,           | Indicatif « FOC 9 ». Prend contact avec le réseau en février 1941, via le général Baston,. Il doit en devenir le chef pour l'Afrique, mais il est arrêté en mai 1941 à la suite de la tentative de dissidence de l'armée d'Afrique. Jugé au procès de Clermont-Ferrand en octobre 1941, condamné à cinq mois de prison. Recruté officiellement le 25 janvier 1942 par Méric,. Chef d'état-major du réseau, successeur de « Gavarni », dont il est également le chef militaire, il recrute de nombreux officiers d'active. Voyage à Londres entre septembre et août pour transmettre les rapports concernant Giraud. Arrêté avec le PC de Marseille en novembre 1942 — s'évade le 23. Rencontre à Londres de Gaulle, puis Giraud à Alger ; il obtient le baptême du réseau et sa prochaine militarisation. Revenu en France, il est arrêté en mai 1943, mais s'évade aussitôt. Prend le commandement du réseau au départ de Méric en juillet 1943, il est fait colonel par Giraud en août. Arrêté le 16 septembre 1943, il est déporté le 27 novembre après avoir tenté de s'évader. Condamné à mort le 28 juin 1944. Exécuté au camp de Sonnenburg le 30 janvier 1945. | Commandant de l'Armée de l'air. Sous-chef d'état-major de l'Air-Afrique. |
| Louis Jacquinot                 | « Serval »                    | Avocat de Loustaunau-Lacau au procès de Clermont-Ferrand. Avocat de Broadhurst en novembre 1941. Par ce dernier, une partie des membres du réseau Copernic auquel Broadhurst appartient rejoignent en partie l'Alliance. Arrêté avec le PC de Marseille en novembre 1942, relâché directement par les autorités. Quitte le réseau en janvier 1943 pour rejoindre de Gaulle. | Ancien sous-secrétaire d'État à l’Intérieur du gouvernement de Paul Reynaud. |
| Pierre Bocher                   | « Rossignol »                 | Recruté par Rivière. Chef-radio du secteur Méditerranée, puis assure la liaison entre Alger et le PC. Chef-radio de l'état-major de la zone occupée en avril 1944. Arrêté le 7 juin de la même année. Décédé au camp de Buchenwald en avril 1945. | Radio de la marine marchande. |
| Aimé Brun                       | « Campagnol »                 | Indicatif « K 22 ». Entre au réseau en mars 1941. Chef du secteur de Lyon / Dijon (successeur de Le Couteux). Arrêté en septembre 1943 ou en janvier 1944. Exécuté et incinéré au camp du Struthof le 2 septembre 1944. | Lieutenant d'active. |
| Camille Schneider               | « Jaguar »                    | Recruté en mars 1941. Membre de la patrouille du sud-ouest en août 1941. Arrêté en novembre 1941, il est relâché en janvier 1942,. Liaison entre le PC et Marseille en avril 1942, puis adjoint de Kauffmann et enfin chef du secteur de Marseille au sein de la région. Arrêté le 29 janvier 1943. Condamné à mort durant le 1er procès de la Cour martiale du IIIe Reich. Fusillé le 1er avril 1944 près du cimetière de Karlsruhe. | Ingénieur. Représentant de commerce. |
| Robert Philippe                 | « Perroquet »                 | Réparateur puis chef du service radio, remplaçant de Jolly. Arrêté en septembre 1942, puis en fuite. Part à Alger après novembre 1942. Rejoint Méric à Londres en janvier 1944. | Radiodiffusion nationale. |
| Gilbert Savon                   | « Blaireau »                  | Contacts avec le réseau à partir de juin 1941. Recruté par Rivière en novembre 1941. Repérage et recrutement dans la région de Marseille. Arrêté le 12 février 1943. Condamné à mort durant le 1er procès de la Cour martiale du IIIe Reich. Fusillé le 1er avril 1944 près du cimetière de Karlsruhe,. | Interprète militaire démobilisé après la bataille de France. Rapatrié d'Angleterre sous condition d'entrer dans le réseau.                                                             |
|                                 | « Tringa »                    | Radio du PC après le départ de Vallet. Arrêté fin 1941 et relâché en janvier 1942, il reprend son poste au PC. Arrêté, puis échappé avec le PC de Marseille en novembre 1942. Il fait scission avec « Cancrelat » en décembre 1942. « Récupéré », il est mis sous surveillance de Hédin en garde dans le Massif central. | |
| Henri Saüt                      |                               | Indicatif « BAK 27 ». Protection du PC de Pau. Arrêté deux fois en 1943 et 1944. Déporté sans jugement en juin 1944. Décédé au camp de Hersbruck en novembre 1944. | Commerçant. Chef local de la Légion des combattants. |
|                                 | « Gavarni »                   | Identifiant « FIX 190 ». Chef de patrouille pour l'extrême Sud-Ouest, puis chef d'état-major du réseau. Arrêté fin 1941 puis relâché, il tente de négocier avec le gouvernement de Vichy. Détaché du réseau à la fin 1941. Arrêté tout de même fin 1942. | |
| Marc Mesnard de Chal            | « L’Évêque »                  | Trésorier-payeur du réseau. Arrêté en janvier 1943. | |
| Lucien Ernest Siegrist          | « Éléphant »                  | Indicatif « X 4 ». Recruté en janvier 1942. Courrier, membre de l'équipe Avia, puis secrétaire de Faye. Créateur et premier chef de la « centrale-sécurité » (appelée également « Défense passive » - faux-papiers et surveillance des PC). Arrêté à Lyon le 11 juin 1943. Condamné à mort durant le 3e procès de la Cour martiale du IIIe Reich. Exécuté le 21 août 1944 à Heilbronn,. | Policier. Ancien membre du réseau Interallié. |
| Antoine Kapp                    | « Pécari »                    | Recruté en janvier 1942 Responsable des informations politiques. Arrêté en janvier 1943 par l'OVRA ; déporté en Italie puis remis à la Gestapo. | |
| Jacques Bridou                  |                               | Envoyé par Loustaunau-Lacau à Londres pour prévenir de la création du réseau. Effectue diverses tâches au PC. Arrêté, puis échappé avec le PC de Marseille en novembre 1942. Part pour l'Espagne en novembre 1942. Rejoint Alger en novembre 1943. | Frère de Marie-Madeleine Méric. Sportif de haut niveau (bobsleigh). |
| Henri Léopold Dor               | « Faon » « Phalanger »        | Recruté par Jacques Bridou. Agent de liaison entre Paris et le PC. Rejoint Londres en décembre 1942. Revenu, il est arrêté en juillet 1943 par l'OVRA. | |
| Sigismond « Mouchou » Damm      | « Griffon » « Mouchon »       | Chef de la patrouille de Toulouse, puis adjoint de Jean Philippe pour la région. Arrêté le 30 janvier 1943. Exécuté à Gaggenau le 30 novembre 1944. | Ingénieur électricien polonais. |
| Arnold (ou Michel) Gartner      | « Zèbre »                     | Adjoint de Damm, puis liaison pour le PC à partir de novembre 1942. puis membre de l'équipe Avia. Arrêté le 30 janvier 1943. Exécuté à Gaggenau le 30 novembre 1944. | Chef d'atelier. Fils adoptif de Damm. |
| Émile Hédin                     | « Castor »                    | Responsable d'un point de chute (un bar) des agents à Marseille. Chargé de la surveillance de Tringa après sa récupération en décembre 1942. Responsable transports avec Dampierre en avril 1944. Dans l'équipe Avia en juin 1944. Échappant de peu à l'exécution du 14 août 1944 au maquis de Lorris, il rejoint Méric à Verdun. Se charge du rapatriement des corps des membres de l'Alliance exécutés après la fin de la guerre. | Sous-officier de tirailleurs. Compagnon d'évasion de Gérard Novel. |
| Gérard Novel                    |                               | Membre de la patrouille de Pau. Arrêté en novembre 1941. Relâché en janvier 1942, il est chargé de la région Est. Remplacé en janvier 1943. | Compagnon d'évasion d'Émile Hédin. |
| Georges Guillot                 | « Dromadaire »                | Rejoint le réseau le 1er janvier 1942. Chargé de la sécurité de l'équipe Avia en février 1942, puis des filières d'évasion vers l'Espagne depuis Toulouse après novembre 1942. Sécurité des PC et des radios à partir de février 1943. Chef des secteurs de l'Yonne, de la Marne et de la Haute-Marne. | Policier révoqué par le régime de Vichy. Ancien membre du réseau Interallié,. Son épouse appartient également au réseau sous le pseudonyme de « Sauterelle ».                          |
| Paul Denis                      | « Docteur »                   | Chef du réseau pour le secteur du Havre en janvier 1942. Arrêté en mars 1944. Survit à la déportation à Auschwitz. | Médecin. |
| Jean Roger                      | « Sainteny » « Dragon »       | Contacté en octobre 1940 par Loustaunau-Lacau. Arrêté en septembre 1941, il est relâché faute de preuves. Rejoint le réseau début 1942 : chef du secteur Cotentin, puis de toute la Normandie. Arrêté à nouveau le 16 septembre 1943, il s'échappe et passe dans la clandestinité. Réfugié à Londres en mars 1944, il retourne en France en avril pour prendre la tête de la zone occupée. Chargé par Méric du plan DIP. Encore arrêté le 7 juin 1944, à la suite du recrutement d'un agent double, il s'évade à nouveau le 4 juillet. Il traverse deux fois la ligne de front pour apporter des renseignements aux Américains en août 1944. | Assureur-conseil. |
| Jean Bardanne                   | « Guépard »                   | Chef de la patrouille de Toulon. | Commandant. |
|                                 | « Chat-Huant »                | Responsable du renseignement à Toulon. Trahit et rejoint la légion tricolore en mai 1942. | |
| Robert Lynen                    | « L'Aiglon »                  | Recruté par « Chat-Huant ». Agent de liaison et de renseignements entre le PC et Marseille, puis chargé du renseignement concernant les états-majors allemands jusqu'à Bruxelles. Arrêté en février 1943,. Condamné à mort durant le 1er procès de la Cour martiale du IIIe Reich. Fusillé le 1er avril 1944 près du cimetière de Karlsruhe,. | Acteur (rôle-titre notamment du Petit Chose en 1938). |
| Lucien Poulard                  | « Mathurin » « Nandou »       | Recruté par Faye en février 1942. Tout d'abord adjoint de Faye à l'état-major en février 1942, puis chef de la patrouille de Bretagne à partir d'août 1942,. Accompagne Méric à Londres en juillet 1943. Adjoint de Faye en août 1943. Arrêté le 24 septembre 1943. Condamné à mort durant le 3e procès de la Cour martiale du IIIe Reich. Exécuté le 21 août 1944 à Heilbronn. | Lieutenant-pilote, sous les ordres de Faye durant la campagne de France. |
| Pierre Dallas                   | « Cornac »                    | Indicatif « X 6 ». Recruté par Poulard. Chef du service Avia de février 1942 à février 1943, puis uniquement des atterrissages à partir de cette date. Envoyé à Londres en mars 1943, en revient en avril. Arrêté le 16 septembre 1943,. Condamné à mort durant le 3e procès de la Cour martiale du IIIe Reich. Exécuté le 21 août 1944 à Heilbronn,. | Lieutenant-pilote. |
| Félix Cros                      | « Auroch's »                  | Recruté par Faye début 1942. Gestion et répartition des fonds — successeur de Mesnard de Chal — en mars 1943. Repéré pour avoir tenté d'enlever Pétain et Laval, il doit partir pour Londres. Représentant du réseau à Alger à partir d'avril 1943 jusqu'en juin, puis à nouveau en septembre jusqu'à la fin de l'année. | Commandant d'aviation - membre de l'état-major Air de Vichy. |
| Édouard Kauffmann               | « Criquet » « Grand Manitou » | Recruté par Faye. Successeur de « Lagrotte », chef de la patrouille de Dordogne, puis de la région sud-ouest. Échappe à l'arrestation en janvier 1943. Chef d'état-major de la zone libre en février 1943. Chef de l'équipe Apaches après mars 1943, ainsi que de la région Centre. Arrêté le 19 mai 1943, il s'échappe. Arrêté à nouveau le 21 septembre 1943. Exécuté à la prison de Fribourg-en-Brisgau à le 28 novembre 1944,. | Lieutenant-colonel de l'Armée de l'air à la retraite, ancien chef d'état-major de l'Air-Afrique (supérieur de Faye à ce poste),.                                                       |
| Fernand Alamichel               | « Hyène » « Panthère »        | Recruté par Faye début 1942. Successeur de Hugon, chef de la patrouille de Paris, puis remplacé après avoir tenté de prendre la tête du réseau. Fait sécession,. Arrêté par l'Abwehr de Lille le 10 novembre 1942, il est retourné et travaille apparemment désormais pour les Allemands sous le pseudonyme « Titus »,. Passé à Alger entre avril et juillet 1943,, il doit faire face à un jury d'honneur présidé par le général Cochet ; ce jury l'acquitte par défaut, tout en demandant de reprendre l'enquête à la Libération,. Devenu général, en fonctions au ministère de l'Air, Alamichel est mis en cause au procès de Jean-Paul Lien, puis est jugé en 1948 pour intelligence avec l'ennemi. Il bénéficie d'un non-lieu en 1949. | Colonel en congé de l'Armée de l'air. Journaliste au Rassemblement national populaire.                                                                                                 |
| Jean Rousseau                   |                               | Recruté en mai 1942 par Alamichel. Chef du secteur de Lille. Arrêté le 28 juillet 1942 à la suite du démantèlement du réseau F2. Exécuté le 30 juin 1942 au fort de Bondues. | Directeur général de la Société des consommateurs de pétrole. Membre du réseau Voix du Nord et du réseau F2.                                                                           |
| Jean Philippe                   | « Basset »                    | Indicatif « U 1 ». Intègre le réseau à l'été 1942. Chef du renseignement de la patrouille de Toulouse, puis chef de la région Sud-Ouest après novembre 1942. Arrêté le 28 (ou 29) janvier 1943. Condamné à mort durant le 1er procès de la Cour martiale du IIIe Reich. Fusillé le 1er avril 1944 près du cimetière de Karlsruhe. | Commissaire de police du 7e arrondissement de Toulouse. Démissionne le 15 janvier 1943.                                                                                                |
| Georges Zeppini                 | « Wolf »                      | Recruté par Crémieux durant l'été 1942. Courrier entre Marseille et les villes du Sud-Ouest pour Schneider. Arrêté le 29 janvier 1943. Condamné à mort par le 1er procès de la Cour martiale du IIIe Reich. Fusillé le 1er avril 1944 près du cimetière de Karlsruhe,. | Mécanicien chez Citroën. |
| Maurice de Mac Mahon            | « Sloughi »                   | Adjoint d'Alamichel, puis son remplaçant ; chef de la zone occupée à la capture du PC en 1942. Échappe à une rafle en mars 1943 et se réfugie en Suisse. Revient dans le réseau en septembre 1943. | Duc de Magenta, dirigeant de la Croix-Rouge et commandant d'aviation. |
| Georges Lamarque                | « Pétrel » « Brenn »          | Recruté par Faye début 1942,. Direction du service radio après le départ de Robert Philippe. Chef du sous-réseau Druides à partir de novembre 1942. Formé en Angleterre entre juin et juillet 1943, il adresse le mois suivant le rapport de Jeannie Rousseau au sujet des armes secrètes allemandes. Chargé du secteur de Nancy durant la Libération de la France, il y est capturé le 8 septembre 1944 et fusillé à Luze dans la soirée,. | Normalien, inspecteur général et adjoint du colonel de Tournemire aux Compagnons de France.                                                                                            |
| Jeannie Rousseau                | « Amniarix »                  | Recrutée par Lamarque en 1941. Agent des « Druides ». Communique les premières informations (la « confirmation indispensable », selon les termes des services britanniques) du réseau concernant la fabrication des armes secrètes allemandes sur la base de Peenemünde, qui sont transmises au professeur Reginald Victor Jones. Arrêtée le 28 avril 1944. Déportée à Ravensbrück où elle arrive le 15 août 1944, elle survit à la libération du camp. | Traductrice haut placée au syndicat français des industriels, en contact quotidien avec les services allemands du Groß-Paris installés à l'hôtel Majestic.                             |
| Pierre (ou Gérard) Magnat       | « Pétoncle »                  | Entre au réseau en 1942. Adjoint de Raynal sur le secteur de Vichy, puis adjoint de Lemoigne pour le sous-réseau Sea Star. Arrêté le 4 mai 1943. Fusillé au mont Valérien le 2 octobre 1943, en représailles à l'exécution de Julius Ritter. | Chef du bureau de dessin de la section d’études économiques de la marine marchande à Vichy.                                                                                            |
| Robert Bernadac                 | « Rouge-gorge »               | Recruté par Coustenoble en mars 1942. Rejoint le réseau en tant que chef radio de Paris en mai 1942, puis de la zone occupée. Monte un petit réseau parallèle jusqu'à Étretat. Arrêté le 13 mars 1943,. Déporté à Oranienburg-Sachsenhausen. Survit à la déportation. | Gardien à la préfecture de police. |
| Georges Georges-Picot           | « Girafe »                    | Entre au réseau en mars-avril 1942, via Méric. Détruit les dossiers de la police de Vichy montés durant l'affaire Gavarni. Menacé d'arrestation en mars 1943, il passe en Espagne, pour être rapatrié en Afrique du Nord en novembre de la même année. | Beau-frère de Marie-Madeleine Méric, saint-cyrien camarade de promotion de Loustaunau-Lacau et de de Gaulle. Officier de l'armée d'armistice.                                          |
| René Bouscat                    | « Maxime »                    | Chef du réseau en Algérie d'avril 1942 à juillet 1943, date de sa nomination en tant que chef d'état-major général de l'Armée de l'air. | Colonel puis général de corps d'aviation. |
| J. Broadhurst                   | « Gulliver » « Bélier »       | Ex-chef du réseau Copernic pour le Centre (Allier, Corrèze, Creuse), recruté par Jacquinot. Rejoint le réseau avec ses troupes en mai 1942, où il seconde Raynal pour le secteur de Vichy. Tout d'abord décidé à rejoindre Londres pour raison conjugale, sur conseil de Méric, en janvier 1943, il change d'avis et reste en France. | |
| Paul Guillebaud                 | « Mouflon »                   | Recruté via l'intégration du réseau Copernic en mai 1942. Adjoint de Broadhurst. Chef du secteur de Vichy à partir d'août 1942. Tué à Gannat par la Gestapo le 8 mars 1943. | Fonctionnaire du ministère de la Justice. Mari de Rachel Guillebaud. |
| Rachel Guillebaud               | « Brebis »                    | Arrêtée le 8 mars 1943. Condamnée à mort au procès de Fribourg-en-Brislau. Graciée, la sentence est commuée en prison à vie. Survit à la déportation à Ravensbrück puis à Mauthausen. | Femme de Paul Guillebaud. |
| Jean Vinzant                    | « Danois »                    | Recruté en mai 1942 via l'intégration du réseau Copernic, dont il est le représentant en Corrèze. Chef du secteur Hôpital. Part à Londres en juin 1943. | Parent de l'ancien président du Conseil Henri Queuille. Marchand de bois et de charbon.                                                                                                |
| Arthur Gachet-Crawley           | « Héron »                     | Spécialiste des liaisons aériennes, parachuté au réseau en juin 1942. Rejoint l'équipe Avia en tant que second de Dallas. Potentiellement débauché par « Cancrelat » en décembre 1942. Arrêté par l'OVRA (entre décembre 1942 et mars 1943). | |
| Louis Herbeaux                  |                               | Premier chef du secteur de Dunkerque. Arrêté le 19 (ou le 16) novembre 1942. Exécuté le 30 mars 1943 au fort de Bondues. | Employé aux hospices civiles de Rosendaël. |
| Jules Lanery                    |                               | Adjoint de Herbeaux à Dunkerque. Arrêté le 19 (ou le 14) novembre 1942, ou début janvier 1943. Exécuté le 30 mars 1943 au fort de Bondues. | Expert comptable. |
| René Bonpain                    | « Eider »                     | Indicatif « T 100 ». Recruté par Herbeaux en juin 1942. Adjoint de Coustenoble pour le secteur de Dunkerque. Arrêté le 13 (ou le 14 ou le 19) novembre 1942. Exécuté le 30 mars 1943 au fort de Bondues. | Prêtre. |
| Marguerite Brouillet            | « Maritou » « Abeille »       | Recrutée par une agente de liaison, Odette Fabius. Hôtesse de Méric au Lavandou en juillet 1942, puis agent de liaison à l'état-major. Arrêtée en mai 1943, elle s'échappe grâce à Fernand Clément. Arrêtée le 17 avril 1944. Exécutée et incinéré au camp du Struthof le 2 septembre 1944,. | Pilote. Mère de Jean-Claude Brouillet. |
| Jean-Claude Brouillet           |                               | Agent de liaison du PC. Arrêté, puis échappé avec le PC de Marseille en novembre 1942. Assiste Guillot pour l'organisation des filières d'évasion après novembre 1942. Quitte la France par l'Espagne en janvier 1943. | Fils de Marguerite Brouillet. |
| Lucien Pinault                  | « Dorade »                    | Responsable du secteur du Var. | Lieutenant-colonel. |
| Michel Gaveau                   | « Tatou »                     | Spécialiste de l'évaluation du renseignement militaire, parachuté au réseau en août 1942. Travaille à la centrale-renseignement pour Bernis, puis pour Crémieux. Monte à Paris gérer la centrale de renseignement après novembre 1942. Coupable d'une faute de sécurité, doit partir à Londres en juillet 1943 avec Méric. Rejoint ensuite l'armée britannique. | Spécialiste de l'évaluation du renseignement. Ancien officier interprète. |
| Denise Centore                  | « Zibeline »                  | Recrutée par la mère de Méric. Secrétaire du PC, puis à la centrale-renseignement (adjointe de Gaveau) à partir d'août 1942. | Historienne, nièce de Germaine Tailleferre. |
| Maurice Grapin                  | « Roitelet » « Panda »        | Recruté en août ou septembre 1942 par Mesnard de Chal. D'abord affecté à Marseille, il travaille en octobre à l'infiltration de la zone interdite d'Alsace-Moselle. Travaille à l'opération Minerve (départ du général Giraud). Organise l'évasion de Faye et de Cochet de Vals-les-Bains en novembre 1942,. Chef du réseau à Marseille début décembre de la même année,. Arrêté en janvier 1943, il est libéré fin mars après avoir parlé et abandonne le réseau. | Commissaire chez les Éclaireurs de France,. |
| Henri Frémendity                | « Balbuzard »                 | Indicatif « T 2 ». Membre du réseau à partir de septembre 1942. Chargé de la région Nord après Jean Rousseau en janvier 1943. Arrêté le 5 (ou le 6) décembre 1943. Condamné à mort en janvier 1944. Porté disparu. | Ajusteur outilleur. Membre du réseau Manipule. |
| Philippe Kœnigswerther          | « Mandrille » « Genet »       | Indicatif « N 10 ». Parachuté en novembre 1941 pour le BCRA, mais incapable de retrouver le contact, il est recruté en septembre 1942 par Bontinck avec l'accord de Londres. Chef du secteur Bordeaux-La Rochelle. Sous-réseau Sea Star après février 1943. Part à Londres en septembre 1943. Retourne en France en novembre. Arrêté le 8 décembre 1943,. Exécuté et incinéré au camp du Struthof le 2 septembre 1944. | Ex-officier du BCRA. |
| Ferdinand Rodriguez-Redington   | « Pie »                       | Opérateur radio britannique, détaché auprès du réseau par le SOE à partir d'octobre 1942. Chargé d'abord d'installer une centrale-radio à Toulouse pour suppléer celle de Marseille le cas échéant, il accompagne Méric entre novembre et février 1943 pour ses transmissions radio. Chef radio au PC à partir de février 1943, puis à Paris. Part à Londres en août pour régler les problèmes entre la Centrale et le réseau. Arrêté à son retour le 16 septembre 1943. Condamné à mort. Échangé le 15 janvier 1945. | |
| Ferdinand Dellagnolo            | « Agneau »                    | Chargé de construire le réseau dans le secteur de Strasbourg en novembre 1942. Arrêté le 12 du même mois par la Gestapo. Condamné à mort par le 2e et/ou le 3e procès de la Cour martiale du IIIe Reich. Exécuté le 21 août 1944 à Heilbronn,. | |
| Robert Douin                    | « Civette »                   | Indicatif « F 3 ». Chef du réseau dans le Calvados,. Arrêté le 17 mars 1944. Fusillé le 6 juin 1944 à la prison de Caen. | Sculpteur et directeur de l’École des Beaux Arts de Caen. Membre du réseau Centurie.                                                                                                   |
| Joël Lemoigne                   | « Triton » « Neptune »        | Indicatif « Z 1 ». Vraisemblablement recruté par Raynal. Tout d'abord agent de renseignement dans la région de Toulon. Chef du sous-réseau Sea Star en février 1943. Ses archives sont prises en septembre 1943, lui-même arrêté en Bretagne en novembre,. Condamné à mort durant le 3e procès de la Cour martiale du IIIe Reich. Exécuté le 21 août 1944 à Heilbronn. | Fonctionnaire de la Marine à la section d'études économiques. |
| Maurice Gillet                  | « Licorne »                   | Recruté par Lemoigne. Chef du secteur de Brest, qui rejoint le réseau Sea Star. Arrêté le 29 septembre 1943. Exécuté et incinéré au camp du Struthof le 2 septembre 1944,. | Courtier maritime |
| Jean Danis-Burel                | « Poney »                     | Recruté par Lynen après octobre 1942. Adjoint de Schneider sur Marseille. Arrêté le 1er février 1943. Condamné à mort durant le 1er procès de la Cour martiale du IIIe Reich. Fusillé le 1er avril 1944 près du cimetière de Karlsruhe. | Opérateur de cinéma. |
| Jacques Lemaigre Dubreuil       | « Gras-double »               | Entre en contact avec le réseau en mai 1941, lors de la tentative de faire basculer l'armée d'Afrique avec Loustaunau-Lacau et Faye. Garde la liaison entre le réseau et le « groupe d'Alger » (général Mast, lieutenant-colonel Jousse, lieutenant Henri d'Astier de la Vigerie…) avant novembre 1942. | Dirigeant des huiles Lesieur |
| Simon Cottoni                   | « Alpacca »                   | Liaison entre le réseau Ajax et l'Alliance en octobre 1942. Chargé par Vichy de ramener Faye après sa capture en novembre ; lui propose au contraire de l'amener à Genève, mais Faye refuse. | Commissaire à la Surveillance du Territoire à Nice. |
| Pierre Le Tullier (ou Thullier) | « Daim »                      | Recruté lors de l'arrestation du PC de Marseille en novembre 1942. Chef du secteur de Rennes. Arrêté le 30 septembre 1943. Exécuté et incinéré au camp du Struthof le 2 septembre 1944. Sa femme, également incarcérée, s'évade de la forteresse de Fribourg-en-Brisgau à la faveur d'un bombardement. | Inspecteur de la ST. |
| Armand Siffert                  | « Loriot »                    | Indicatif « X 510 ». Intègre le réseau après le 27 novembre 1942. Chef opérateur de Lamarque. Arrêté en février 1943. Condamné à mort durant le 2e procès de la Cour martiale du IIIe Reich. Exécuté le 23 mai 1944 à la prison de Louisbourg. | Adjudant de l'Armée de l'air. Radio-navigant. |
| Jacques Stosskopf               |                               | Sans doute recruté via Lemoigne ou Raynal en décembre 1942. Chargé de la surveillance de la base sous-marine de Lorient, dont il arrive à rédiger une carte détaillée. Sous-réseau Sea Star après février 1943. Arrêté le 21 février 1944. Exécuté et incinéré au camp du Struthof le 2 septembre 1944. | Ingénieur du Génie. Directeur adjoint de la base de Lorient. |
| Louis Lemaire                   | « Setter »                    | Indicatif « A 2 ». Chef du réseau à Tulle. Passe dans la clandestinité en janvier 1943. S'occupe de la façade Atlantique en août 1944. | |
| Fernand Alibert                 | « Barbet »                    | Indicatif « A 21 ». Recruté par Lemaire en 1942. Adjoint de Lemaire à Tulle. Chef du secteur de Brive. Repéré, il passe par l'Espagne en juin 1943 ; il atteint six mois après l'Afrique du Nord. Quitte le réseau pour entrer au cabinet d'Henri Queuille au CFLN, où il est chargé du ravitaillement. | Entrepreneur. |
| Jean Godet                      | « Antilope »                  | Recruté par Kœnigswerther. Chef du réseau à La Rochelle (décembre 1942 / avril 1944). Sous-réseau Sea Star après février 1943. Chargé de représenter le réseau auprès du BCRA après juin 1944. | Capitaine de réserve. |
| Christian de La Motte Rouge     | « Méhari »                    | Indicatif « N 10 ». Adjoint de Godet pour La Rochelle (décembre 1942 / avril 1944). Arrêté en janvier 1944. Mort d'épuisement au camp de Schirmeck le 22 avril 1944. | Commandant d'active. Beau-frère de Godet. |
| René Nouguès                    | « Bleu-d'Auvergne »           | Indicatif « A 3 ». Successeur du général Cochet à la tête de leur réseau, il le fait joindre celui d'Alliance en décembre 1942. | Avocat |
| Michèle Goldschmidt             | « Colibri »                   | Agent de liaison de Lamarque. Arrêtée le 3 février 1943. Condamnée à mort. Survit à la déportation. | |
| Jean Raison                     | « Phalène »                   | Rejoint le réseau en 1942. Adjoint de Jean Philippe, il entre dans la clandestinité en février 1943. Successeur de Siegrist au service de sécurité. Arrêté le 17 mars 1944. Exécuté et incinéré au camp du Struthof le 2 septembre 1944. | Commissaire de police. Renseignements généraux à Montauban. |
| André Girard                    | « Pointer »                   | Indicatif « A 1 ». Recruté par Marcel Lemoigne (frère de Joël), il intègre le réseau le 1er janvier 1943. Chef du secteur Hôpital (région Centre-Ouest) après juin 1943. Remet à Lamarque en octobre 1943 le plan d'évacuation des troupes d'occupation en France en cas de débarquement. Dirige apparemment en avril 1944 le secteur Hôpital et le secteur Tunnel. En août 1944, il est arrêté, ainsi que quatre autres de ses agents, par les FFI du colonel Rivier (commandant régional), puis relâché avec ses compagnons par le colonel Guingouin, non sans avoir été privés de leurs biens. | Cadre de la SEITA |
| Joannès Ambre                   | « Gibbon »                    | Avocat de Faye en septembre 1942. Permet le recrutement de Henri Battu, Poulin et Beaujolin. Participe à la réunion du 16 juillet 1943, selon lui pour devenir l'un des représentants du réseau hors de France. Part à Londres en août avec Faye. Est envoyé à Alger après septembre pour informer de l'arrestation de Faye, prévenir les autorités envers Alamichel et négocier une place dans l'Assemblée consultative provisoire pour le réseau. S'engage au BCRA en mai 1944, puis dans la RAF (auprès de Joseph Kessel) après le débarquement de Normandie. | Avocat. |
| Henri Battu                     | « Sarigue »                   | Recruté par Ambre en 1943. Chargé des PC secondaires de Lyon en février 1943. Occupe des fonctions au nord de la Loire en décembre 1943. Chef du Sud-Ouest en mars 1944, puis de l'Ouest au complet en août. | Commerçant lyonnais. Mari de Christiane Battu. |
| Christiane Battu                |                               | Hôtesse de Méric et Bontinck à Lyon. Estafette du PC. Arrêtée le 17 mars 1944. Exécutée et incinéré au camp du Struthof le 2 septembre 1944. | Femme de Henri Battu. |
| Louis de Clercq                 | « Bazin »                     | Entre dans le réseau en janvier 1943. Radio, puis chef d'état-major de Lamarque pour les Druides en août 1944. Fusillé à Luze le 8 septembre 1944. | |
| Marguerite Berne-Churchill      | « Coccinelle »                | Héberge le PC à Lyon en février 1943, puis Rodriguez-Redington en mars. Monte à Paris après le démantèlement du PC de Lyon et la capture de ses deux enfants. Organise à Paris les PC, les boîtes aux lettres et les emplacements de postes radios. | Médecin. |
| Serge Maillard                  | « Grondin »                   | Recruté par Ambre. Chef de la région de Limoges en novembre 1943. | Officier de gardes-voies de communications. |
| Poul(a)in                       | « Argus »                     | Recruté par Ambre en 1943. Chef de la région du Rhône à partir de juillet 1943. | Commandant. |
| Gilbert Beaujolin               | « Caïman »                    | Membre de Dutch-Paris. Recruté par Ambre en 1943. Remplaçant de Cros en tant que trésorier début avril 1943. À Paris en août 1944 ; y contracte un emprunt vis-à-vis du réseau Action sur ordre de Méric. | Gérant de société. |
| Louis Payen                     | « Forban »                    | Lieutenant de Méric à Lyon. rejoint ensuite les Apaches. Adjoint de Siegrist. Arrêté le 11 juin 1943. Exécuté le 30 novembre 1944 près de la prison de Pforzheim. | Étudiant. Ancien du réseau Ventriloquist (SOE). |
| Étienne Pelletier               | « Frappe »                    | Lieutenant de Méric à Lyon, rejoint ensuite les Apaches. Arrêté le 21 septembre 1943,. Exécuté le 24 novembre 1944 à Rastatt. | Étudiant. Ancien du Mouvement de libération nationale. |
| Jean Perrache                   | « Forçat »                    | Lieutenant de Méric à Lyon, rejoint ensuite les Apaches. Arrêté le 21 septembre 1943. Exécuté le 24 novembre 1944 à Rastatt. | Étudiant. Ancien du réseau Ventriloquist (SOE). |
| Jean-Philippe Sneyers           | « Escogriffe »                | Intègre le réseau au printemps 1943. Lieutenant de Méric à Lyon, puis premier lieutenant de Kauffmann chez les Apaches. Arrêté le 16 septembre 1943. Exécuté le 21 août 1944 à Heilbronn. | Étudiant. Ancien du réseau Ventriloquist (SOE). |
| Madeleine Croset                | « Souris »                    | Adjointe de Rivière à Lyon début 1943. Arrêtée en février 1943. Condamnée à mort. Survit à la déportation. | |
| Jean-Paul Lien                  | « Flandrin »                  | Recruté par Sneyers alors que le PC est à Lyon. Adjoint de Sneyers chez les Apaches. Organise pour l'Abwehr l'opération Gibet,, c'est-à-dire la capture de Faye,. À la Libération, il est capitaine de FFI. Identifié par Rodriguez-Redington sur les Champs-Élysées, il est arrêté mais s'évade. Repris par Jean Roger, il est jugé le 20 juillet 1946, et fusillé le 30 octobre de la même année. | Ancienne recrue de Combat, devenu agent d'infiltration pour le compte de l'Abwehr. |
| Jean-Claude Thorel              | « Alose »                     | Responsable du rapport sur la flotte sabordée de Toulon transmis en février 1943. Responsable du réseau sur Marseille fin juillet 1943. Assure une partie de l'intérim à l'arrestation de Paul Bernard en mars 1944. | |
| Jean Kiffer                     | « Aspic »                     | Chef du secteur de Poitiers. Arrêté en mars 1943, puis relâché en mars. Arrêté à nouveau le 20 décembre 1943. Exécuté et incinéré au camp du Struthof le 2 septembre 1944. | Agent commercial. |
| Pierre Deliry                   | « Tamsas »                    | Recruté par Paul Mengel en mars 1943. Chef d'un secteur du réseau dans l'Est,. Arrêté le 22 septembre 1943. Condamné à mort durant le 3e procès de la Cour martiale du IIIe Reich. Exécuté le 21 août 1944 à Heilbronn. | Directeur commercial. |
| Paul Bernard                    | « Martinet »                  | Potentielle recrue dès 1940, il est laissé dans l'ombre dans un premier temps puis propulsé potentiel successeur de Méric en mars 43. Prend la tête du renseignement en juillet 1943. Successeur de Faye en septembre 1943, confirmé par Giraud. Applique en octobre une décentralisation complète du réseau. Arrêté le 17 mars 1944,. Mêlé à l'affaire du complot du 20 juillet 1944, il est enfermé à la prison de Moabit. Libéré le 22 avril 1945. | Directeur de la Société financière française et coloniale. |
| René de Vitrolles               |                               | Chargé de remonter le réseau dans la région Sud-Est après février 1943. Arrêté puis évadé en mai 1943. Passe en Angleterre avant de rejoindre Alger en juin 1943 pour y être le représentant du réseau. | Colonel. |
| Henri Cormouls                  | « Pégase »                    | Équipe Avia en avril 1943. Aide à l'évasion de l'équipe en mai 1943. Prisonnier en Espagne en septembre 1943. | Capitaine d'aviation. |
| Gabriel Romon                   | « Cygne »                     | Superviseur du matériel radio en mars 1943. Met à disposition du réseau son propre groupe d'opérateurs radios. Arrêté sans preuves le 12 décembre 1943, s'accuse volontairement pour accompagner ses camarades. Condamné à mort par le 3e procès de la Cour martiale du IIIe Reich. Exécuté le 21 août 1944 à Heilbronn. | Chef de bataillon du Génie. Directeur technique au groupement des contrôles radioélectriques. Agent du réseau Super-NAP. Commandant des Transmissions de l’Armée secrète en mars 1943. |
| Paul Labat                      | « Deslandes »                 | Superviseur du matériel radio en mars 1943 - adjoint puis successeur de Romon. Arrêté le 30 mars 1944. Exécuté et incinéré au camp du Struthof le 2 septembre 1944. | Lieutenant-colonel au groupement des contrôles radioélectriques. |
| Micheline Grimprel              | « Scarabée »                  | Recrutée par Paul Bernard. Secrétaire du bureau des renseignements. Quitte le réseau pour s'engager dans les troupes de débarquement comme ambulancière. Disparaît durant le débarquement. | |
| Jean Laurent                    | « Benteng »                   | Recruté par Paul Bernard. Contact entre le réseau et des militaires allemands préparant un complot contre Hitler. Assure une partie de l'intérim à l'arrestation de Paul Bernard en mars 1944. | Banque de l'Indochine. Ancien directeur de cabinet du général de Gaulle en 1940. |
| Helen des Isnards               | « Grand-duc »                 | Responsable du réseau sur Aix-en-Provence en mai 1943, puis pour tout le Sud-Est en mars 1944. Accueille Méric en juin 1944, avant de prendre le maquis en juillet. Fait de la reconnaissance aérienne en septembre 1944. | Fils du député Charles des Isnards, neveu de René de Vitrolles. Capitaine d'aviation.                                                                                                  |
| Robert Rivat                    | « Pinson »                    | Entraîné à Londres sur un double stage Avia-radio à partir de mai 1943, il est envoyé en France en août. Responsable de l'équipe Avia en juin 1944, puis du réseau pour Verdun en juillet. | |
| Prudon-Guénard                  | « Chatte »                    | Membre du réseau de Jacques Baumel, héberge Méric en 1943 à la clinique des Cèdres de Lyon. Fuit Lyon après l'arrestation de l'équipe Avia en mai de la même année. | Infirmière. |
| Fernand Clément                 | « Furet »                     | Aide à l'évasion de Marguerite Brouillet en mai 1943. Exfiltré vers Londres peu après. Renoue le contact avec le réseau à Londres en septembre 1943. | Inspecteur de police. S'engage ensuite au BCRA à Londres, où il devient préposé aux archives.                                                                                          |
| Jean Carayon                    | « Phœnix »                    | Recruté par Vitrolles et Ambre avant juin 1943. Chef du sous-réseau Pompiers de l'air en juin 1943. Arrêté et déporté à la veille du débarquement de Normandie. Jugé à la Libération pour son action au secrétariat général, il bénéficie d'un non-lieu. | Secrétariat général de la Défense aérienne - adjoint du général Paul Gastin. Ancien chef d'état-major du général Bouscat durant la bataille de France, puis du général Odic en AEF.    |
| Jean Bouyat                     | « Polype » « Caviar »         | Indicatif « X 17 ». Recruté par Lemoigne en 1943. Membre de Sea Star. Chef du renseignement pour la zone occupée à partir de juillet 1943. Arrêté le 12 août 1943. Condamné à mort par le 3e procès de la Cour martiale du IIIe Reich. Exécuté le 21 août 1944 à Heilbronn. | Ingénieur du génie maritime. |
| Jean-Baptiste Morraglia         | « Épervier »                  | Recruté par Léon Faye début 1942. Chef du réseau dans le Sud-Ouest en juillet 1943. | Colonel. |
| Paul Mengel                     | « Chauve-souris »             | Chef de la région Est en juillet 1943. Arrêté le 23 septembre 1943. Exécuté et incinéré au camp du Struthof le 2 septembre 1944. | Industriel d'Autun. Mari de Marie-Thérèse Mengel. |
| Marie-Thérèse Mengel            | « Sirène »                    | Adjointe de Paul Mengel pour la région Est. Arrêtée le 23 septembre 1943. Exécutée le 27 novembre 1944 dans la forêt d'Offenbourg. | Femme de Paul Mengel. |
| Émile Pradelle                  | « Corsaire »                  | Chef d'un réseau de renseignement concernant le gouvernement de Vichy, dont les agents rassemblent les documents récupérés dans les différents cabinets ministériels. Travaillant avec l'ambassade américaine, Pradelle rejoint l'Alliance après une dégradation de ces relations en juillet 1943. Chef du secteur de Vichy. Adjoint de Kauffmann pour la région Centre à partir du même mois. Arrêté le 22 septembre 1943. Exécuté à la prison de Fribourg-en-Brisgau le 28 novembre 1944,. | Capitaine de l'Armée de l'air. |
| Francis Leclercq                | « Bouvreuil »,                | Parachuté pour le réseau le 15 août 1943. Chef radio de Paris en mars 1944. Arrêté le 19 du même mois. Exécuté et incinéré au camp du Struthof le 2 septembre 1944. | Sous-lieutenant des FAFL. |
| Jacques Charles                 | « Lézard »                    | Renseignements sur les transports ferroviaires. Passe en Espagne en septembre 1943. Épaule Méric à l'état-major à partir de décembre 1943. | |
| André Riss                      | « Vanneau »                   | Adjoint de Rodriguez-Redington à la centrale-radio de Paris. Arrêté à Paris le 16 septembre 1943. Exécuté le 21 août 1944 à Heilbronn. | Étudiant. |
| Jean Portenart                  | « Milouin »                   | Indicatif « G 140 ». Adjoint de Rodriguez-Redington à la centrale-radio de Paris. Arrêté à Paris le 16 septembre 1943. Condamné à mort par le 3e procès de la Cour martiale du IIIe Reich. Exécuté le 21 août 1944 à Heilbronn. | Radio-électricien. |
| Marcel Gilbert                  | « Toubib »                    | Transport des passagers pour l'équipe Avia. Arrêté le 16 septembre 1943. Condamné à dix ans de travaux forcés, meurt au camp de Flossenburg. | Médecin. |
| Marc Bernard                    | « Mérou »                     | Indicatif « X 190 ». Agent de liaison du PC. Arrêté le 16 septembre 1943. Condamné à mort par le 3e procès de la Cour martiale du IIIe Reich. Exécuté le 21 août 1944 à Heilbronn. | Étudiant. Neveu de Paul Bernard. |
| Jean Fontaine                   | « Lynx »                      | Adjoint de Berthomier. Arrêté le 21 septembre 1943. Exécuté et incinéré au camp du Struthof le 2 septembre 1944. | Sous-lieutenant pilote de chasse. |
| Pierre Fayolle                  | « Marin »                     | Indicatif « O 2 ». Membre du réseau à partir d'octobre 1943. Chef de la région parisienne à partir de 1943. Arrêté le 17 mars 1944. Exécuté et incinéré au camp du Struthof le 2 septembre 1944. | Aspirant de marine de réseerve. Étudiant à l'IEP Paris. |
| André Coind(r)eau               | « Urus »                      | Indicatif « S 7 ». Chef du secteur de Nantes (Loire inférieure-Maine-Maine-et-Loire), notamment la base sous-marine de Saint-Nazaire. Arrêté le 13 décembre 1943. Fusillé près de la prison de Kehl le 23 novembre 1944. | Contrôleur maritime à Rochefort-sur-Mer |
| Joseph Bordes                   | « Saint Père »                | Indicatif « N 1500 ». Informateur du secteur de Bordeaux. Arrêté le 15 décembre 1943. Exécuté à Gaggenau le 30 novembre 1944. | Vicaire général de l’évêché de Dax. |
| Félix Simon                     | « Milan »                     | Recruté par Méric à Londres avant janvier 1944. Chef de la centrale radio parisienne en mars 1944. Arrêté le 17 mars 1944. Porté disparu. | |
| Robert Lorilleux                | « Icarus »                    | Recruté par Méric à Londres avant janvier 1944. Émissaire de Méric en mars 1944. Recrute le réseau du colonel Serre à Lyon. | Commandant. |
| Élie de Dampierre               | « Berger »                    | Chef de l'équipe Avia en janvier 1944. Assure une partie de l'intérim à l'arrestation de Paul Bernard en mars 1944. Arrêté le 28 avril 1944. Survit à la déportation. | Beau-frère de Des Isnards. Saint-cyrien, aviateur. |
| Pierre Neyrard                  | « Yack »                      | Remplaçant de Rodriguez-Redington à la tête des transmissions, et adjoint de Paul Bernard en janvier 1944. Capturé le même mois. | |
| Henri Bonnard                   | « Geai »                      | Futur chef radio Paris en janvier 1944. Capturé le même mois. | |
| Victor Joyon                    | « Otarie »                    | Adjoint régional de Kœnigswerther. Sous-réseau Sea Star après février 1943. Arrêté en février 1944. Exécuté et incinéré au camp du Struthof le 2 septembre 1944. | Affrêteur. |
| Léonce Vieljeux                 |                               | Non immatriculé. Informateur et aide aux agents. Arrêté le 14 mars 1944. Exécuté et incinéré au camp du Struthof le 2 septembre 1944. | Colonel. Maire révoqué de La Rochelle. |
| Franck Delmas                   |                               | Indicatif « N 54 ». Informateur dans les Charentes. Arrêté le 14 mars 1944. Exécuté et incinéré au camp du Struthof le 2 septembre 1944. | Armateur. Neveu de Léonce Vieljeux. |
| François Michel                 | « Lama »                      | Recruté par Thorel. Chef de Sea Star en mars 1944. Successeur potentiel de Paul Bernard, prend le commandement temporaire à son arrestation en mars 1944. | Inspecteur général, polytechnicien. |
| André Collard                   | « Cactus »                    | Indicatif « F 4 ». Chef du secteur du Calvados. S'occupe des zones interdites en avril 1944. Arrêté le 28 (ou 26) avril 1944. Exécuté et incinéré au camp du Struthof le 2 septembre 1944. | Inspecteur de police. |
| Raymond Pezet                   | « Poisson-Volant »            | Candidat à l'équipe Avia. Échappe à l'arrestation en avril 1944. Revient en France en juillet 1944. Accompagne Méric jusqu'à Aix-en-Provence, puis part pour Toulon | Aviateur. |
| Pierre Giraud                   | « Teutatès »                  | Membre des Druides, agent no 1 de Lamarque en avril 1944. À la suite de l'arrestation de Jeannie Rousseau, part à Londres pour présenter son travail. Rentre en France en juin 1944. | |
| Pierre Noal                     | « Tétra »                     | Responsable de la région parisienne en juin 1944, puis de la zone Nord au complet. En août 1944, accompagne le PC dans l'Est, puis au Luxembourg en octobre. Passe le Rhin en novembre 1944, guidant les armées alliées jusqu'à la fin de l'année. | Médecin. |
| Michel Lévêque                  | « Mésite »                    | Radio de Des Isnards. Opérateur no 1 de la France combattante selon l'IS en juin 1944. | |
| Jacques Formery                 | « Halibut »                   | À Toulon en juin 1944. Part à Paris pour devenir l'adjoint du service de renseignements en juillet, puis part pour rejoindre Lemaire en août . | |
| Émile Muller                    | « Stryx »                     | Chef du réseau à Lyon en juin 1944. Agent du colonel Serre, rattaché au réseau par Lorilleux. | |
| Pierre Blanc                    | « Sanglier »                  | Chef du réseau pour la ville d'Aix-en-Provence en juillet 1944 ; rejoint Des Isnards au maquis pour éviter une arrestation. | |
| Aimé Aubert                     | « Manopos »                   | Responsable des Druides pour Marseille en juillet 1944. | |
| Jean Debove                     | « Marcassin »                 | Responsable du Centre en juillet 1944. | |
| Gaston Grobéty                  | « Étourneau »                 | Chef du réseau pour Nancy en août 1944, y accueille le groupe de Lamarque. Prend part au travail du réseau dans l'Est en novembre, en passant dans le territoire de Belfort. | |
| Clément Defer                   | « Alouette »                  | Radio de Paris. Suit Lamarque à Nancy en août 1944. Fusillé à Luze le 8 septembre 1944. | |